# Автомобільна промисловість за країною
У цій статті представлений огляд автомобільної промисловості в країнах по всьому світу.
Сполучені Штати були найбільшим у світі автомобільним виробником за обсягом від перших років XX століття до 1980-х років, коли їх наздогнала Японія. У 2009 році Китай став найбільшим у світі виробником автомобілів.

## Африка

### Алжир

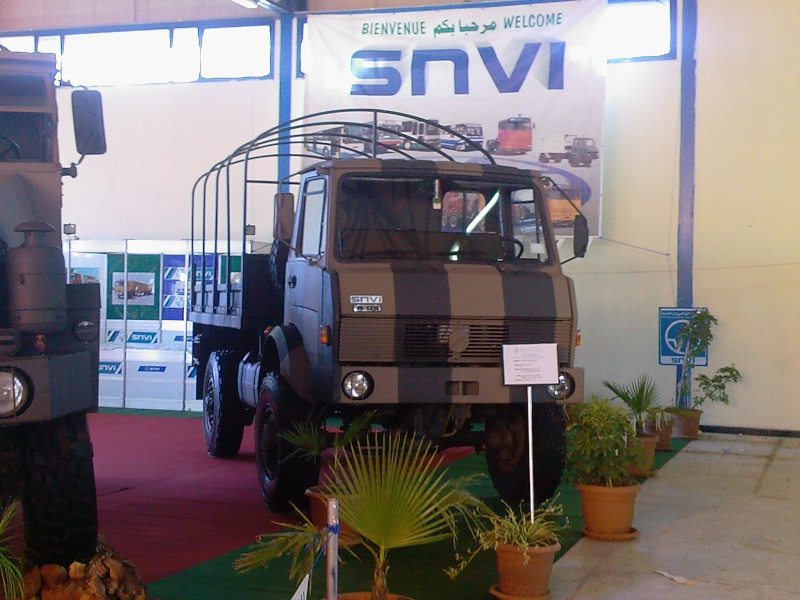
SNVI K120

Алжирський автомобільний ринок є одним з найбільших на континенті (разом із ПАР, Єгиптом і Марокко) і може перевищувати 500 000 одиниць в рік.
Компанія National company of industrial vehicles (SNVI) в окрузі Руіба, в рамках алжирського-німецько-еміратського інвестиційного проекту випускатиме вантажівки та автобуси Mercedes-Benz.
У жовтні 2015 року Iran Khodro group має намір створити автоскладальний завод в Алжирі, розташований за 300 км від столиці Алжиру. Він буде виробляти 30 000 автомобілів в рік.
У грудні 2015 року підписано угоду з алжирською компанією і іранською автомобілебудівною Saipa group. Новий завод буде виробляти моделі X100, Tiba I and II, Saina та Pride.
Алжирсько-турецька компанія Emin Auto, яка включає представників ряду китайських марок автомобілів, повинна підписати проект будівництва лінії складання комерційних автомобілів. Проект знаходиться в партнерстві з китайською автомобільною корпорацією Jianghuaa JAC Motors і Emin Auto. Завод вироблятиме 10,000 вантажівок на рік. Через 10 років обсяг буде піднято до близько 100 000 автомобілів в рік.

### Гана

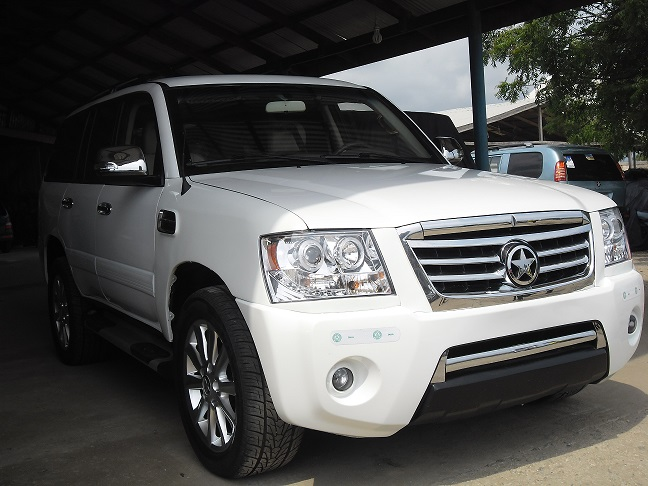
Kantanka Otumfo

Гана розпочала свою автомобільну промисловість з будівництвом свого першого власного складеного автомобіля ганською автомобільною компанією Suame Industrial Development Organization (SMIDO). Перший побудований прототип був надійним позашляховиком (SUV), названим SMATI Turtle 1. Він був розроблений і виготовлений Artisans of Suame Magazine Industrial Development Organization (SMIDO) і призначений для використання в грубій африканській місцевості і будівництві Ганських міських електричних машин з 2014 року.
Великий індійський автомобільний виробник Mahindra & Mahindra Limited разом із Mahindra & Mahindra Ghana Limited створили заводи зі складання по всій Південній Гані для обслуговування в Західній Африці і на Африканському континенті та створили сервісні центри на ділянці в 3,8 га (9,5 акрів) у столичному регіоні Аккрі.
Apostle Safo Suaye Technology Research Centre (ASSTRC) на чолі з доктором Квадво Сафо, в даний час виробляє 2 автомобілі в рік. Станом на 2015 рік автомобілі Kantanka складаються на замовлення в невеликих кількостях з імпортних китайських частин.

### Єгипет

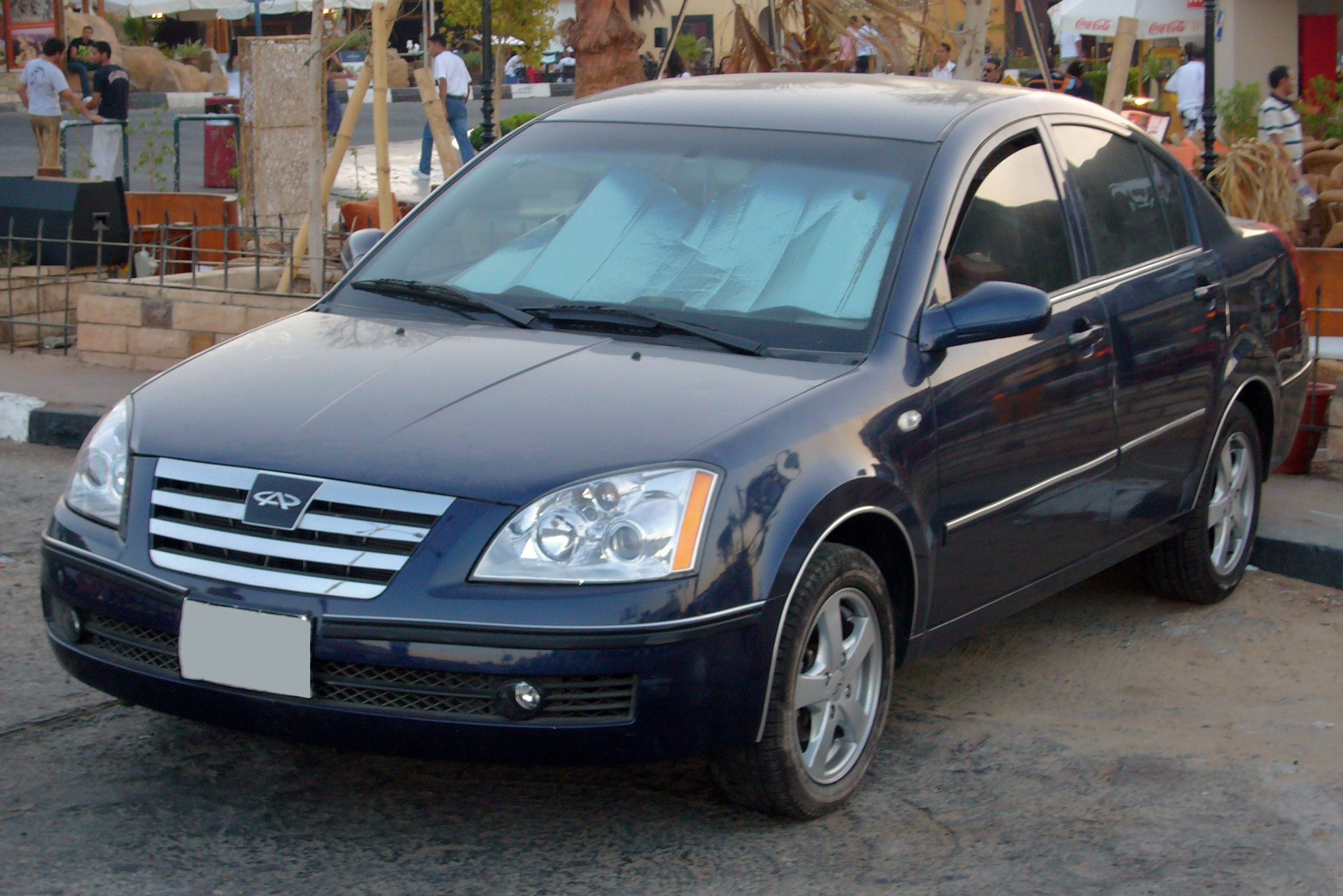
Speranza A516

Витоки єгипетської автомобільної промисловості повертають назад до 1960 року. В епоху соціалізму, уряд пообіцяв перетворити країну з аграрної економіки на індустріальну, і перший повністю єгипетський автомобіль був випущений. Автомобіль був незабаром знятий з виробництва, позаяк не був у змозі конкурувати з іноземними брендами, особливо після закінчення епохи соціалізму і переходу до більш ліберального ринку.
Це сталось в 1985 році, коли автомобільний гігант General Motors (GM), створив свій перший складальний завод у Єгипті, який зробив революцію в галузі.
Крім GM, такі гіганти, як BMW, Nissan, Hyundai, Daewoo і виробляють більшу частину своєї продуктової лінійки на своїх заводах в Єгипті. Насправді, лінія складання BMW в Єгипті є єдиним заводом за межами Німеччини, де випускається BMW 7-ї серії.
У 2004 році, єгипетський автомобільний ринок почав розширюватися в геометричній прогресії, разом із місцевим виробництвом компонентів та складанням автомобілів. Загальний обсяг ринку виробництва в Єгипті складався всього з 49,335 автомобілів в 2004 році.. Ця цифра зросла до 116,683 автомобілів в 2010 році; на 136 % більше.

### Кенія
Автомобільна промисловість в Кенії в основному бере участь в складанні, роздрібній торгівлі та розподілі автотранспортних засобів. В країні є цілий ряд діючих автомобільних дилерів.
Кенія в даний час намагається повністю будувати свої власні автомобілі. В 1986 році вироблений перший автомобіль в Кенії — Nyayo. В 2009 році компанія Mobius Motors заснована Джоелом Джексоном.

### Мадагаскар

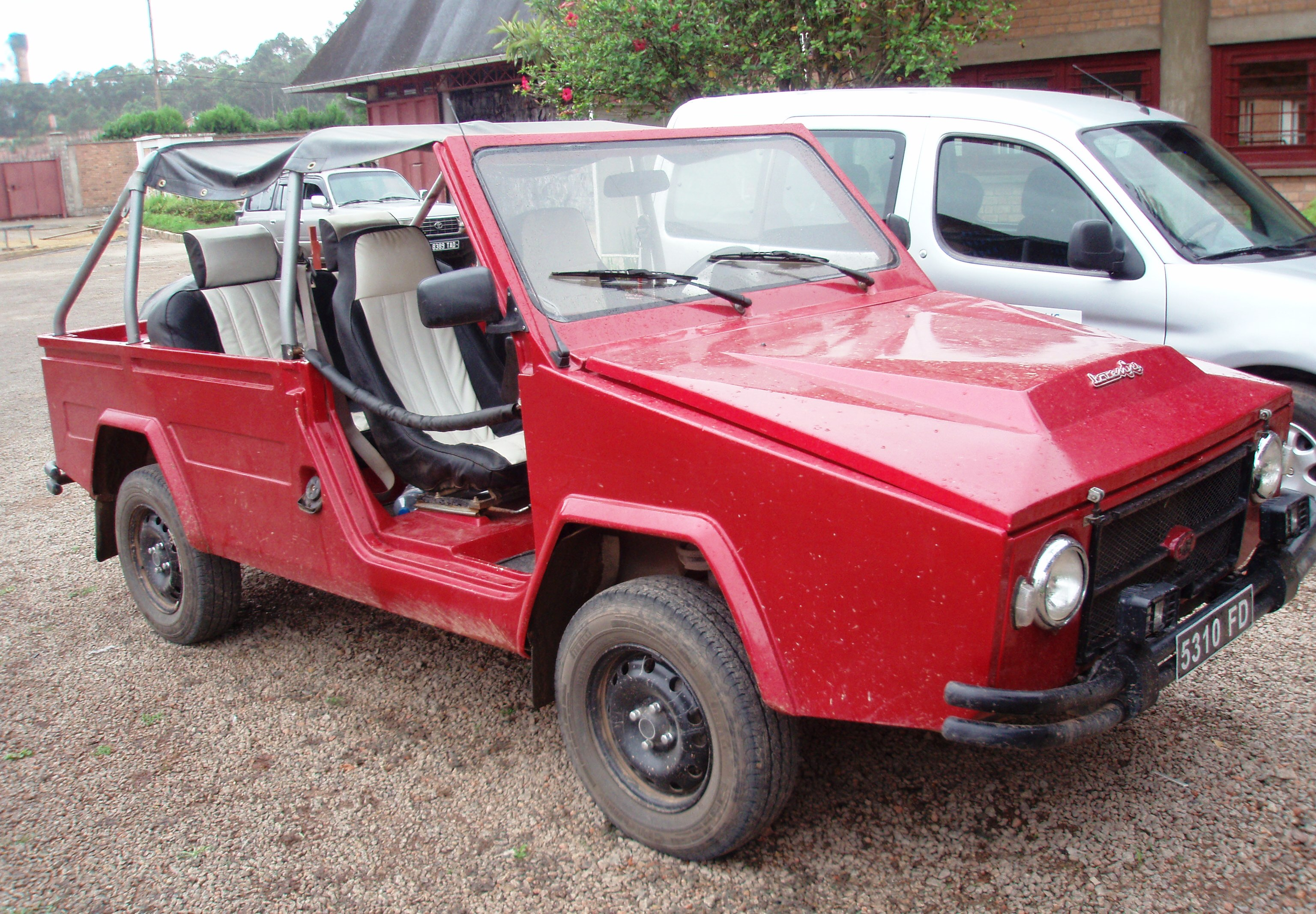
Karenjy Mazana

Karenjy є виробником автомобілів, що базується в Фіанаранцуа, Мадагаскар. Він виробляв автомобілі з 1985 до 1995 року, коли компанія була ліквідована. У січні 2009 року компанія була відтворена і виробництво Karenjy Tily, який заснований на Renault 18 і Renault Express, почалося в тому ж році.
Дві моделі були доступні протягом його продуктивного життя:
- MAZANA 4x4, дизельний двигун, доступний в кузовах седан і кабріолет;
- FOAKA 2x4 пікап, бензиновий двигун. Шасі зварене, забезпечена механічними частинами Renault і місцевого виробництва скловолокна/композитний корпус.

### Марокко

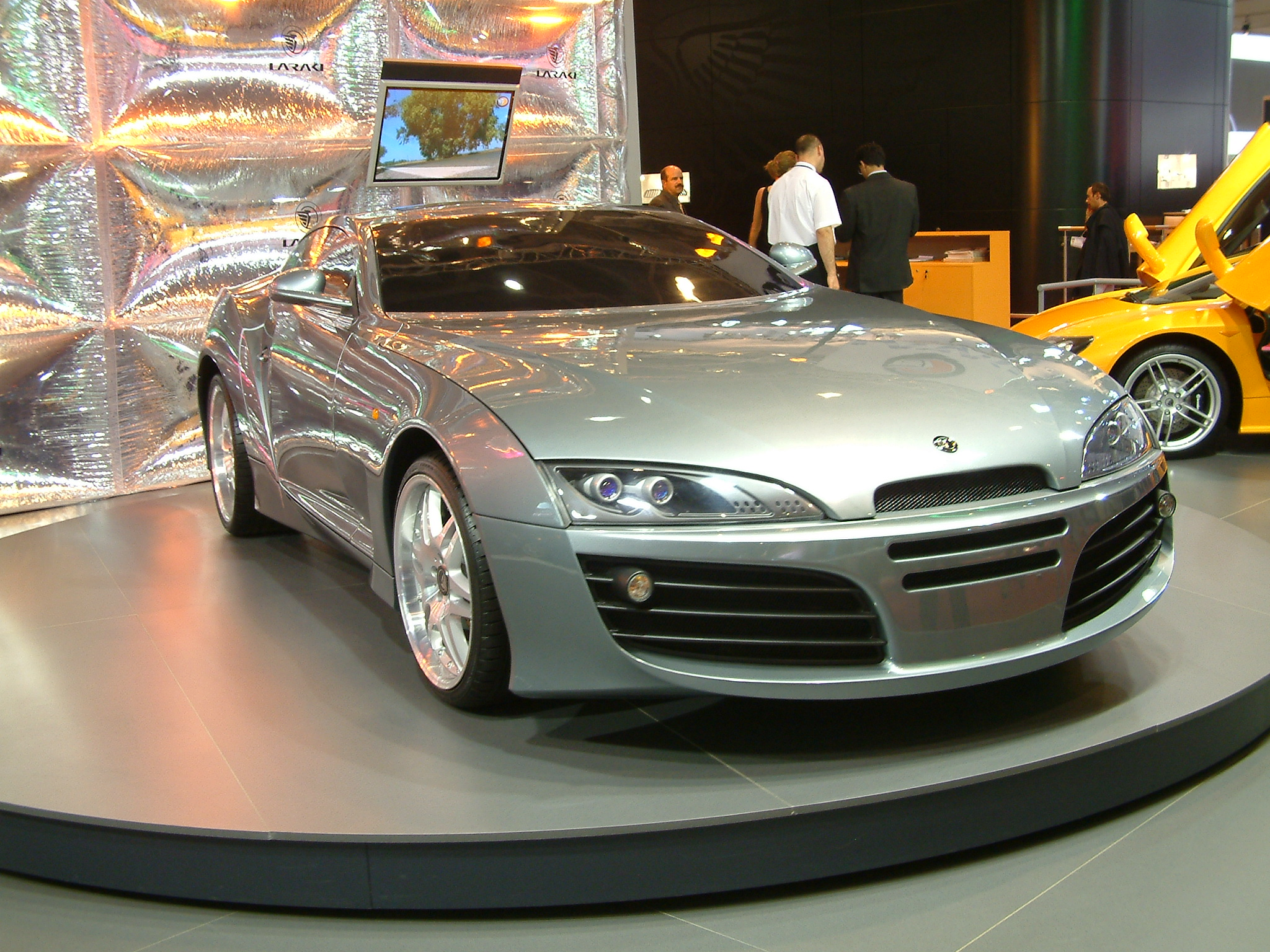
Laraki Borac (Марокко)

У попередні роки, в Марокко запустили серію модернізацій, особливо в промисловому секторі. В Марокко в даний час спрямовані на залучення багатьох великих компаній з усього світу, щоб інвестувати в країну. Ці майбутні інвестиції відповідно до марокканського уряду сприятимуть підвищенню експорту країни, а також знизять рівень безробіття в країні. Для того, щоб досягти цього, в Марокко в основному пропонують компаніям деякі переваги шляхом видалення деяких податків в перші п'ять або десять років, з тим щоб спонукати компанії прийти.
Новий завод, який має можливість складання в майже 400 тисяч автомобілів на рік був відкритий Renault в лютому 2012 року в Танжері. В основному він буде виробляти автомобілі для європейського ринку. До 2012 року, єдиним іншим складальним заводом в Марокко був завод Renault в Касабланці.

### Нігерія
Автомобільна промисловість в Нігерії почала зароджуватися у 1950-х роках. У 1970-х роках випуск авто значно зріс (нафтовий бум), коли уряд Нігерії підписав угоди про спільні підприємства з іноземними виробниками автомобілів. Після низки криз у країні залишився завод Peugeot, який збирає Peugeot 307. Загальна щорічна кількість випущених авто складає близько 10 000.

### Південна Африка

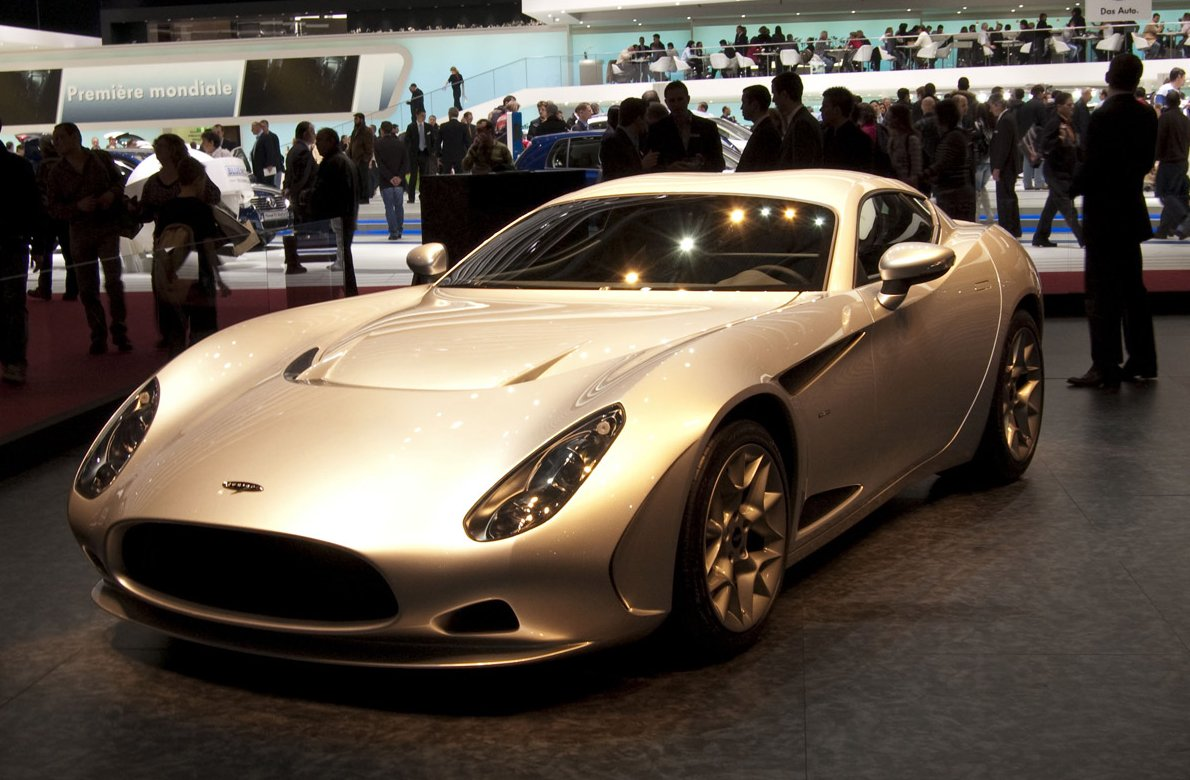
Perana Z-One (ПАР)

Південна Африка традиційно є лідером в автомобільній промисловості Африки і в даний час виробляє понад 0,5 мільйона усіх видів автомобілів в рік. У той час як внутрішній розвиток вантажних автомобілів і військової техніки існує, автомобілі, побудовані за ліцензією зарубіжних брендів є основою.
Сучасна автомобільна промисловість Південної Африки була розпочата в 1995 році і з тих пір забезпечила великий обсяг експорту. Це спонукало світових автовиробників надати виробничі контракти на південноафриканських заводах. Південна Африка займається складанням автомобілів і легких вантажівок моделей починаючи з 1920-х років, а основними міжнародними виробниками країни є: BMW, Chrysler, General Motors, Fiat Automobiles, Ford Motor Company, Nissan, Toyota та Volkswagen.
Всі ці виробники зосереджені в провінціях Східно-Капська, Ґаутенг і Квазулу-Наталь.

### Туніс

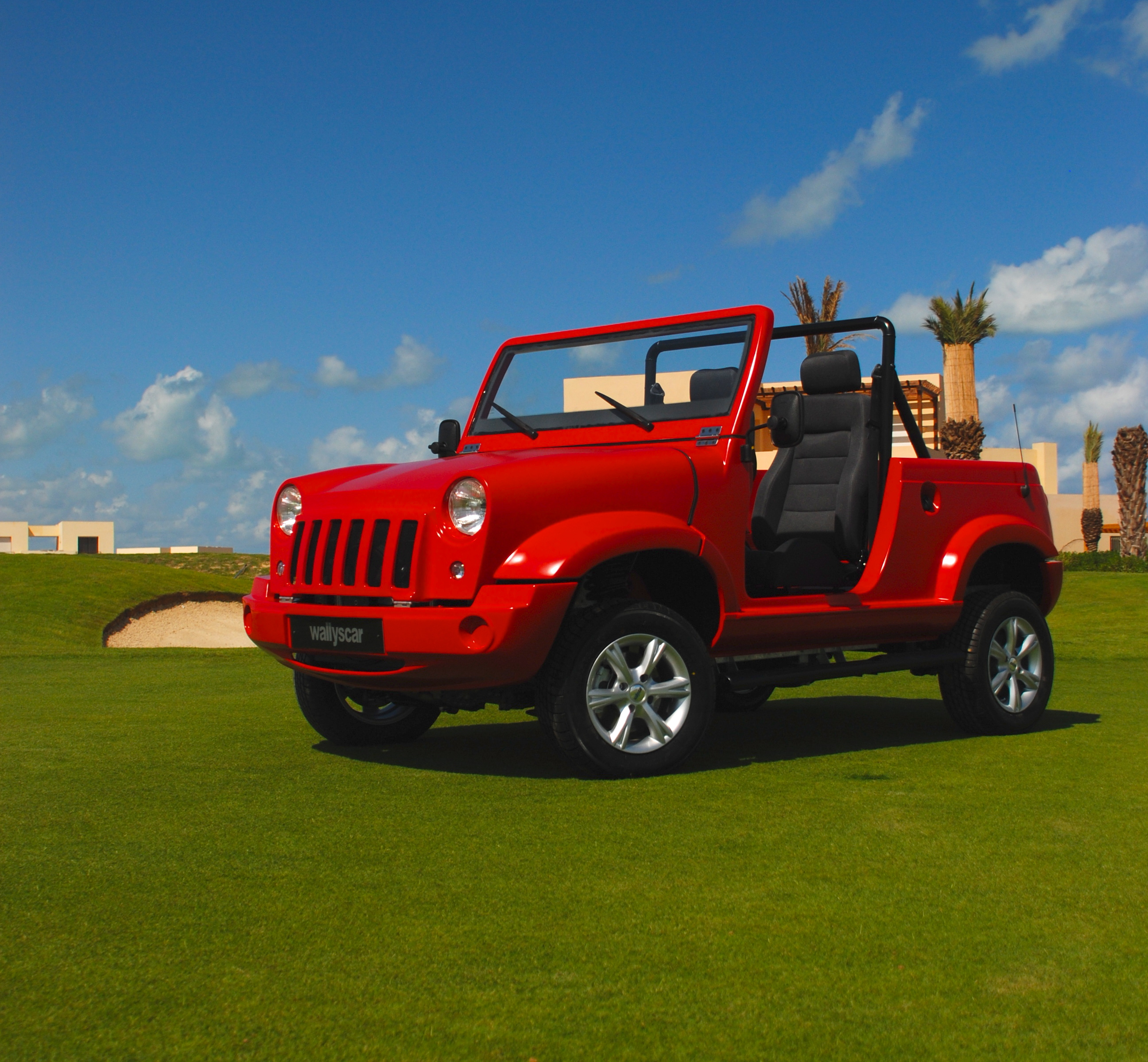
Wallyscar Izis

Industries Mécaniques Maghrébines (IMM) є туніським виробником автомобілів зі штаб-квартирою в місті Кайруан. Компанія була заснована в 1982 році і закрита в перший раз в 1988 році; завод був відкритий в 1991 році. З тих пір виробник сформував філії для дистрибуції своїх транспортних засобів в Карфагені, Туніс і Уед Смарі, Алжир.
Компанія є спільним підприємством між General Motors Company (20 відсотків), Isuzu Motors Ltd. (10 відсотків) і виробником локомотивів General Motors du Tunisie S.A. (70 відсотків). Останній забезпечує персонал для компанії.
Wallyscar є туніським виробником автомобілів, заснованим в 2007 році і базується в місті Ла-Марса (La Marsa). Виробництво складає 600 одиниць на рік. Компанія продає в Панамі, Франції, Іспанії, Катару і Марокко. Випускає автомобілі на базі машин Jeep. У 2009 році компанія зробила поліпшення цієї машини. Логотипу у компанії немає, на машинах роблять напис Wallyscar. Також компанія виробляє запчастини для автомобілів Peugeot і Citroen. У 2007 році модель компанії назвали Izis, скорочення від Israeles. У 2014 році було оголошено про припинення її виробництва і швидку появу на ринку нової моделі.

## Азія

### Азербайджан

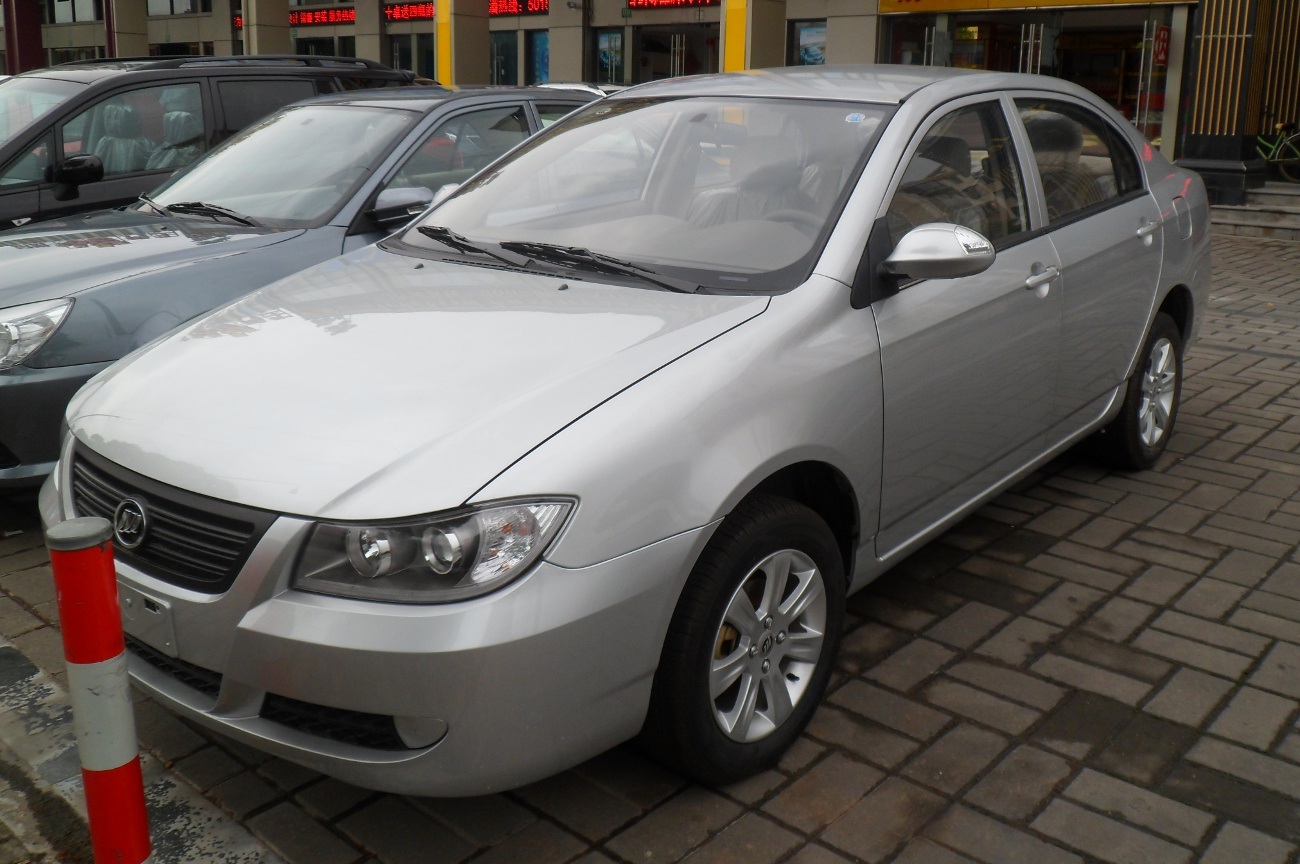
NAZ-Lifan 620

- Гянджинський автомобільний завод (1986—наш час)
- AzSamand (2005—наш час)
- Нахічеванський автомобільний завод (2010—наш час)[12]

Гянджинський автомобільний завод (GanjaAZ) — автомобілескладальний завод, розташований у місті Гянджа в Азербайджані. Завод був заснований в 1986 році для виробництва до 30,000 автомобілів «ГАЗель».
АзСаманд (AzSamand) — компанія, яка знаходиться в місті Шамахи, Азербайджан. Проект був відкритий в жовтні 2005 року за підтримки уряду Азербайджану. AzSamand співпрацює з Iran Khodro.
Нахічеванський автомобільний завод (NAZ) — автомобільний виробник в Нахічеванській Автономній Республіці Азербайджану. Нахічеванський автомобільний завод був заснований в 2006 році і був введений в експлуатацію в 2010 році.

### Бангладеш

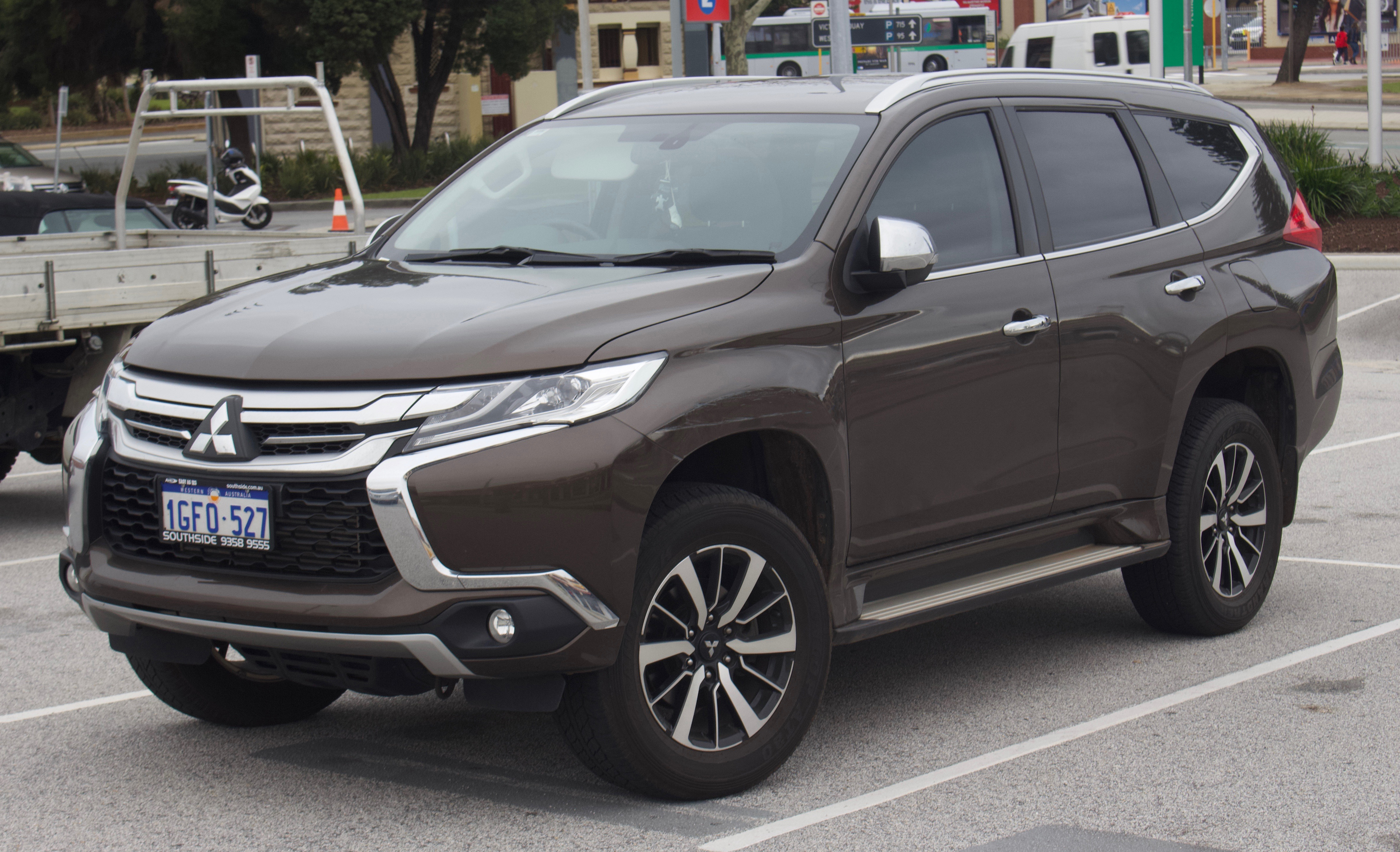
Mitsubishi Pajero Sport III

Авторикші виробляються в Бангладеш з 1980 року, а місцеве виробництво мотоциклів розпочалося з початку 2000 року. Іноземні транспортні засоби складались останні 30 років, а в даний час кілька автомобільних компаній обговорюють плани будівництва автомобільних заводів в країні.
У 2009 році малайзійська Agate Group запропонувала побудувати завод з виробництва автомобілів у Бангладеш у співпраці з Walton Group, яка сама готується випускати мотоцикли. У лютому 2010 року, японський виробник автомобілів Mitsubishi офіційно запропонував уряду Бангладеш для виробництва Mitsubishi Pajero Sport у співпраці з Pragoti Industries, з метою виробництва в 2011 році.
Pragoti є державним автомобільним виробником, який складає Mitsubishi Pajero Sport, автобуси та міні-вантажівки Tata і мікроавтобуси Ashok Leyland. Існують також деякі приватні виробники, такі як Aftab Automobiles, Runner Automobiles та Walton.

### В'єтнам
Повністю залежний від радянського імпорту раніше, В'єтнам, від 2000-х років почав розвивати власну автомобільну промисловість за японо-південнокорейсько-малайзійської допомоги.
Маючи потенціал у 40,000 автомобілів на рік, сприймається як перспективний виробник і ринок у Південно-Східній Азії. Автомобілі Luxgen також продаються у В'єтнамі.

### Індія

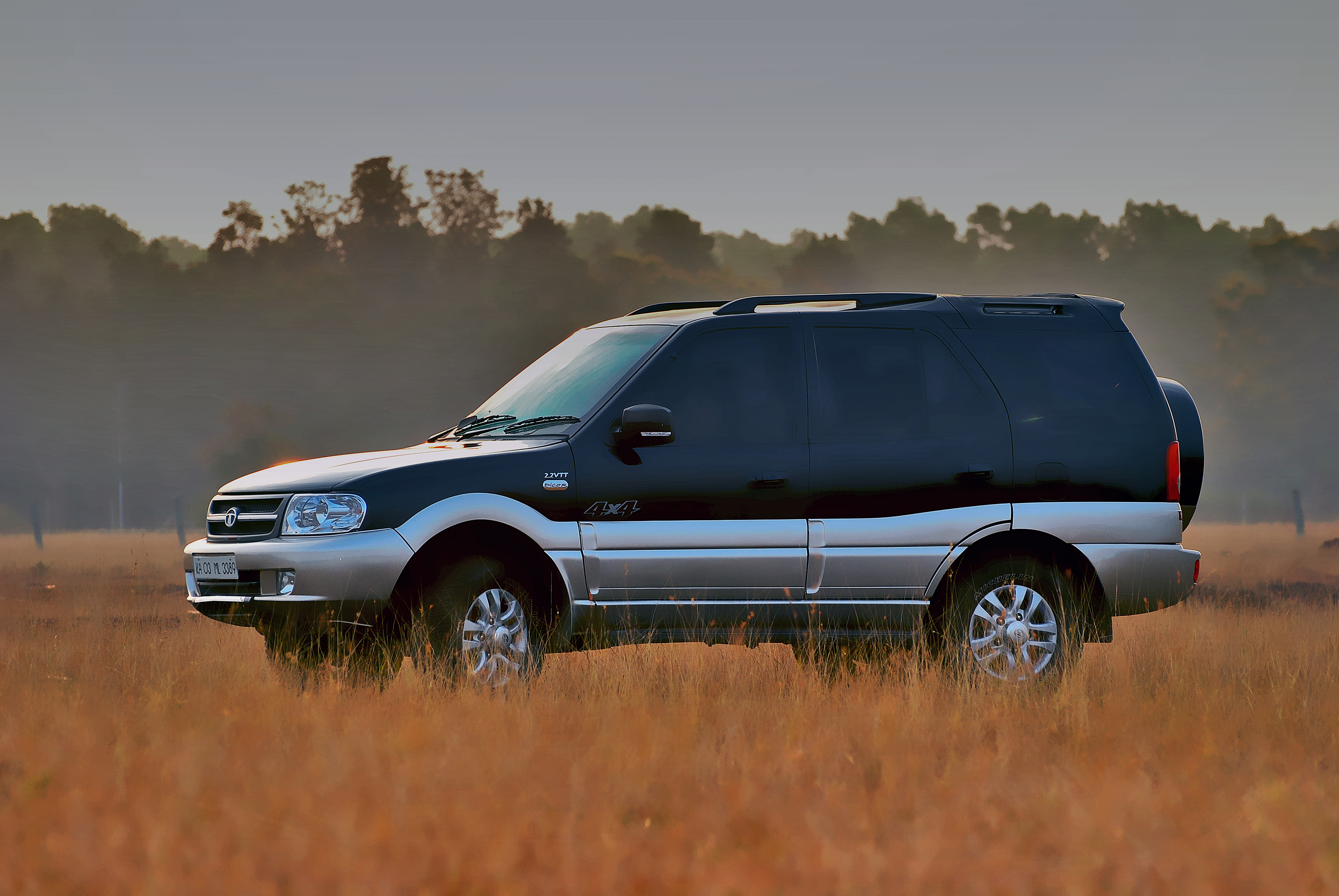
Tata Safari

Ембріональна автомобільна промисловість почалася в Індії в 1940-х роках. Проте, протягом наступних 50-ти років, зріст промисловості був обтяженим соціалістичною політикою і бюрократичними перепонами ліцензійного раджа з загальними обмеженнями на імпорт автомобілів. Після лібералізації економіки в Індії з 1991 року, і поступового ослаблення обмежень на промисловість, в Індії спостерігається динамічне щорічне зростання на 17 % у виробництві автомобілів і щорічне зростання на 30 % в експорті автокомпонентів і автомобілів. Більше ніж 3,9 мільйона автомобільних транспортних засобів були вироблені в Індії в 2011 році (зростання майже в два рази з 2005 року і більш ніж в десять разів з 1990 року), що робить країну шостим за величиною автовиробником (розгромивши таких старих і нових виробників автомобілів, як Бельгія, Велика Британія, Італія, Канада, Мексика, Іспанія, Франція, Бразилія), ставши другим найшвидше зростаючим автомобільним ринком (після Китаю) у світі. Загальний оборот індійської автомобільної промисловості, як очікується, виросте з 34 мільярда доларів в 2006 році до 122 мільярда доларів США в 2016 році.
Найбільші автомобільні компанії в Індії Maruti Suzuki, Hyundai Motor India, Tata Motors і Mahindra & Mahindra. Tata Motors запустила Tata Nano, найдешевший автомобіль у світі з ціною у 2,200 доларів США. Іноземні автомобільні компанії з заводами в Індії включають в себе, General Motors, Ford, Hyundai, Honda, Suzuki, Nissan Motors, Toyota, Volkswagen, Audi, Skoda, BMW, Renault, Mitsubishi, Jaguar Land Rover, Fiat і Mercedes-Benz. Багато інших глобальних автомобільних гігантів, таких як PSA Peugeot Citroen, Volvo будують свої заводи, а Lexus, Infiniti збираються створити свої заводи в цій країні.
У 2017 Індія випустила 3,9 млн авто і зайняла таким чином 4 місце у світі (після Китаю, Японії та Німеччини).

### Індонезія

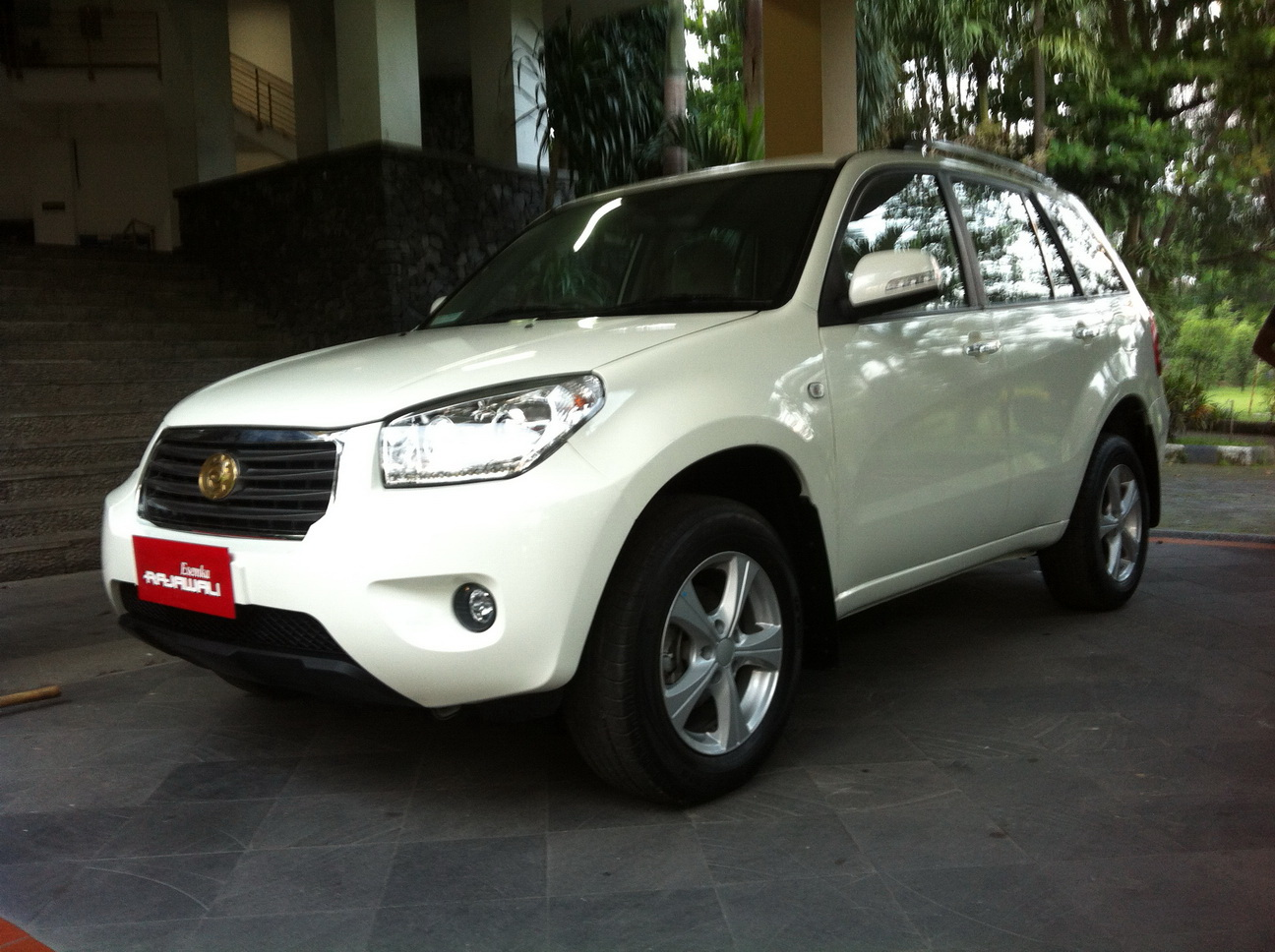
Esemka Rajawali R2

Індонезія має заводи, які займаються переважно складанням світових автомобільних марок (японських та південнокорейських) і є першим в Південно-Східній Азії автовиробником в січні-квітні 2015 року із часткою ринку 36,54 % (363,945 одиниць), в той час як в Таїланда 25,29 %. З 2012 року індонезійський експорт автомобілів у вартісному вираженні є більшим ніж їх імпорт.
У 1995 році в Індонезії налічувалося 18 автоскладальних заводів, виробничі потужності 14 найбільших з них становили 514 тисяч одиниць на рік. Більшість цих заводів є спільними підприємствами, в основному з японськими компаніями, зокрема з PT International (Toyota, Daihatsu), PT Indomobil Utama (Suzuki, Mazda, Hino, Volvo, Nissan), PT Krama Yudha (Mitsubishi). Випускається безліч марок автомобілів: Fiat, Isuzu, Peugeot, Renault, UD Nissan, BMW, Datsun, Honda, Hyundai, Ford, Mercedes-Benz, Chevrolet, Opel, Citroen, Berliet, Land Rover, Chrysler/Jeep, Daewoo, Kia.

### Іран

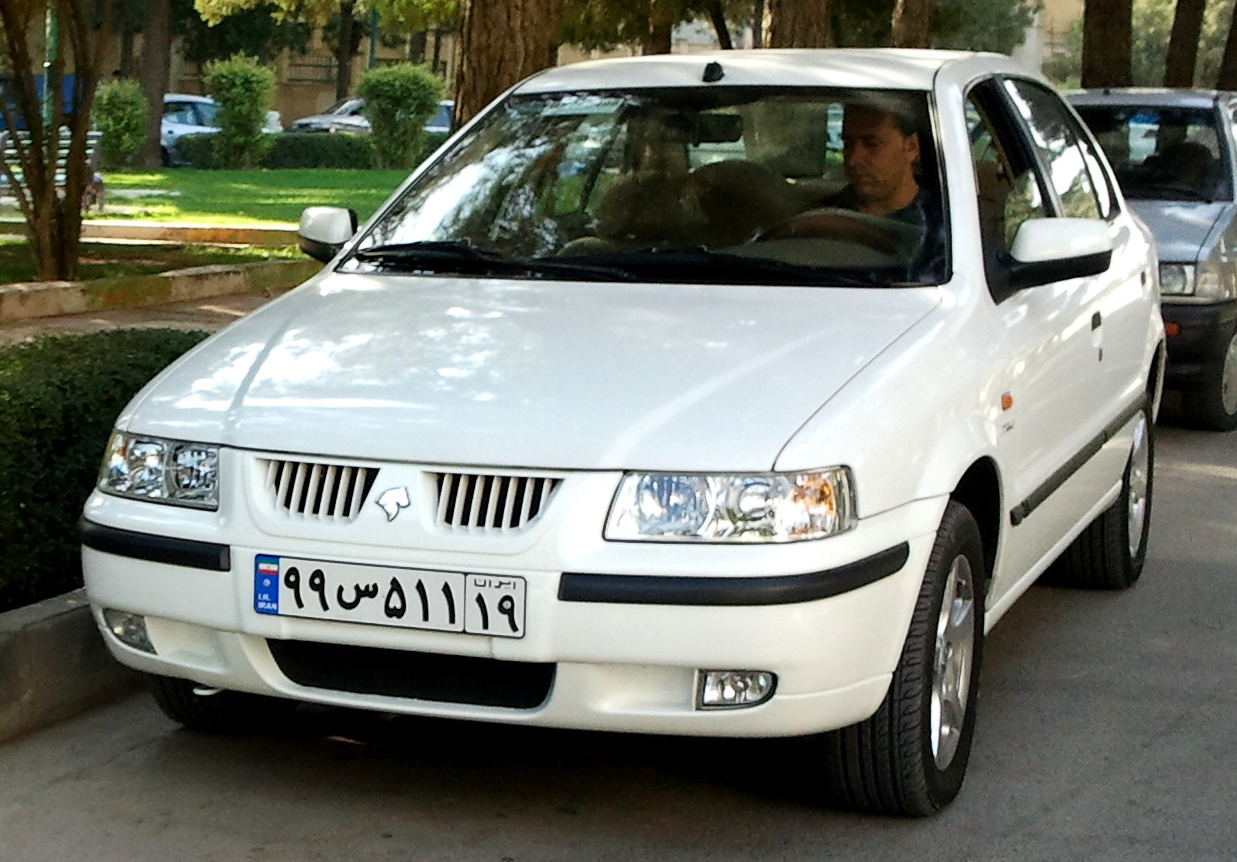
Iran Khodro Samand

Іран розпочав значну автомобільну промисловість з річним обсягом виробництва до 200,000 автомобілів під шахського режиму. Але після ісламської революції 1979 року він знизився. З кінця 20-го століття автомобільна промисловість почала зростати, особливо швидко в останні роки. Було 13 державних та приватних автовиробників всередині Ірану, на долю двох з яких — Iran Khodro і Saipa — припадає 94 % від загального обсягу вітчизняного виробництва. Iran Khodro, який випускав найбільш поширену марку автомобіля в країні — Paykan, і який був замінений в 2005 році на Samand — як і раніше є найбільшим з долею ринку у 61 % в 2001 році, в той час як Saipa випускала 33 % від загального обсягу виробництва Ірану в тому ж році. Інші виробники автомобілів, такі як Bahman Group, Kerman Motors, Kish Khodro, Raniran, Traktorsazi, Shahab Khodro та інші разом виробляють тільки 6 %.
Ці автовиробники виробляють широкий спектр автомобілів, включаючи мотоцикли, легкові автомобілі, фургони, міні-вантажівки, середні вантажівки, важкі вантажівки, мікроавтобуси, автобуси великої місткості та інші важкі автомобілі, що використовуються в комерційних і приватних цілях в країні. Іран мав в своєму розпорядженні парк із 7 мільйонів автомобілів в 2008 році, що означає майже один автомобіль на десять осіб в країні (включаючи пікапи і автобуси).
Виробництво автомобілів перетнуло позначку в 1 мільйон в 2005 році, а експорт іранських автомобілів досяг 1 мільярд $ до березня 2009 року. Іран зайняв 13-те місце серед найбільших у світі автовиробників в 2011 році з річним обсягом виробництва у понад 1,6 мільйона (більше, ніж в старій і новій автомобільній промисловості таких країн, як Бельгія, Велика Британія, Італія, Чехія та Туреччина).

### Йорданія
Land Rover, на спільному підприємстві разом з Shahin Group та Ole Jordan, складає моделі Defender та Discovery на заводі Land Rover Aqaba Assembly Plant в місті Акаба, Йорданія. Близько 1,000 робочих зайняті там, складаючи 5,000 одиниць на рік.

### Китай

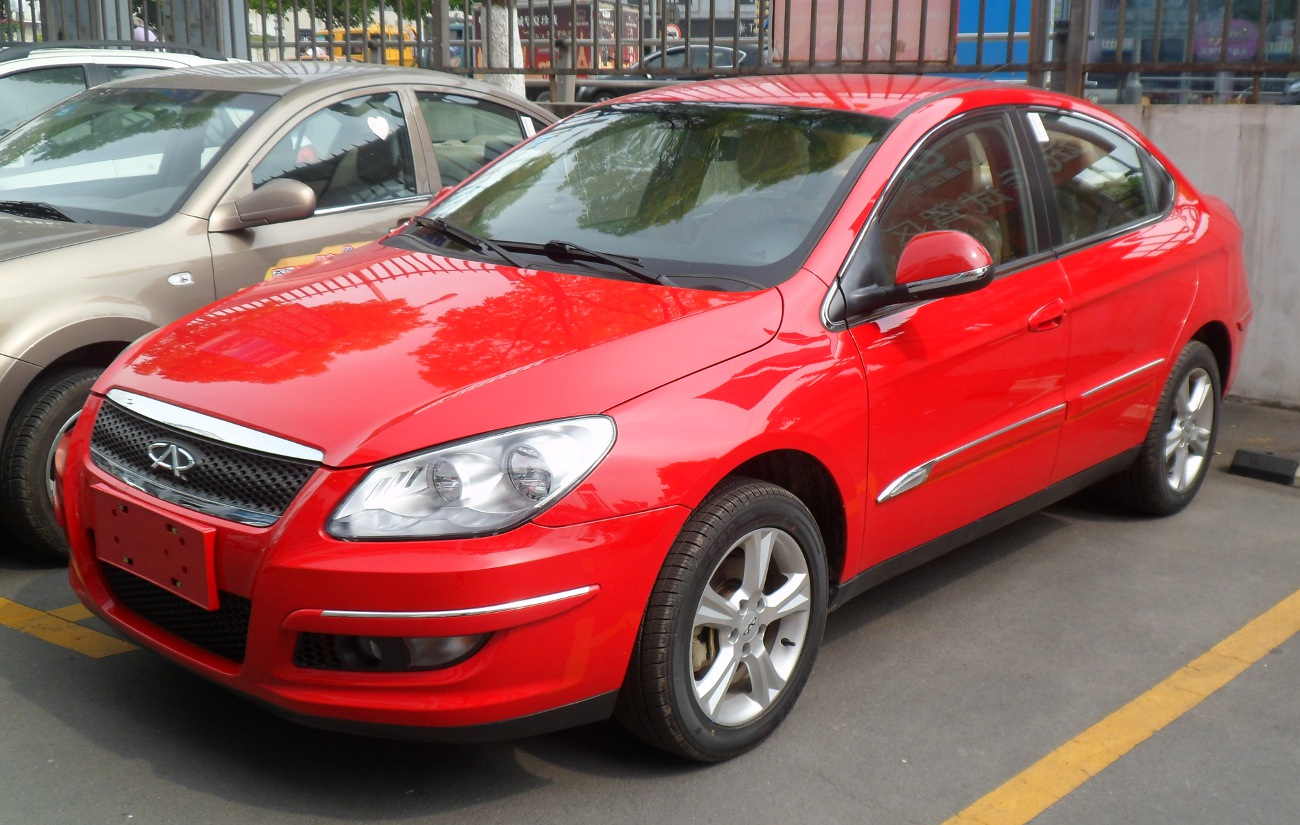
Chery A3

Автомобільна промисловість Китаю мала радянські корені в основному (заводи і ліцензований автомобільний дизайн були засновані в 1950-ті роки за допомогою СРСР) і був невеликим за обсягом протягом десятиліть, не перевищуючи 200 000 автомобілів на рік. Проте галузь швидко розвивається з 2000 року. У 2009 році 13,83 мільйонів автомашин були виготовлені в Китаї, випереджаючи Японію як найбільшого у світі виробника автомобілів. У 2011 річний обсяг виробництва є більшим за 18 мільйонів автомобілів, що перевищує Сполучені Штати і Японію разом узятих, або ЄС. Крім того, із загальним обсягом продажів 13,64 мільйонів, Китай став найбільшим автомобільним ринком в світі за весь 2009 рік, обігнавши Сполучені Штати.
Дев'ять найбільших виробників за кількістю проданих автомобілів у 2009 році були Volkswagen, General Motors, Hyundai, Nissan, BYD, Chery, Honda, Toyota, і Geely.
У 2017 році Китай випустив 24 млн автомобілів.

### Малайзія

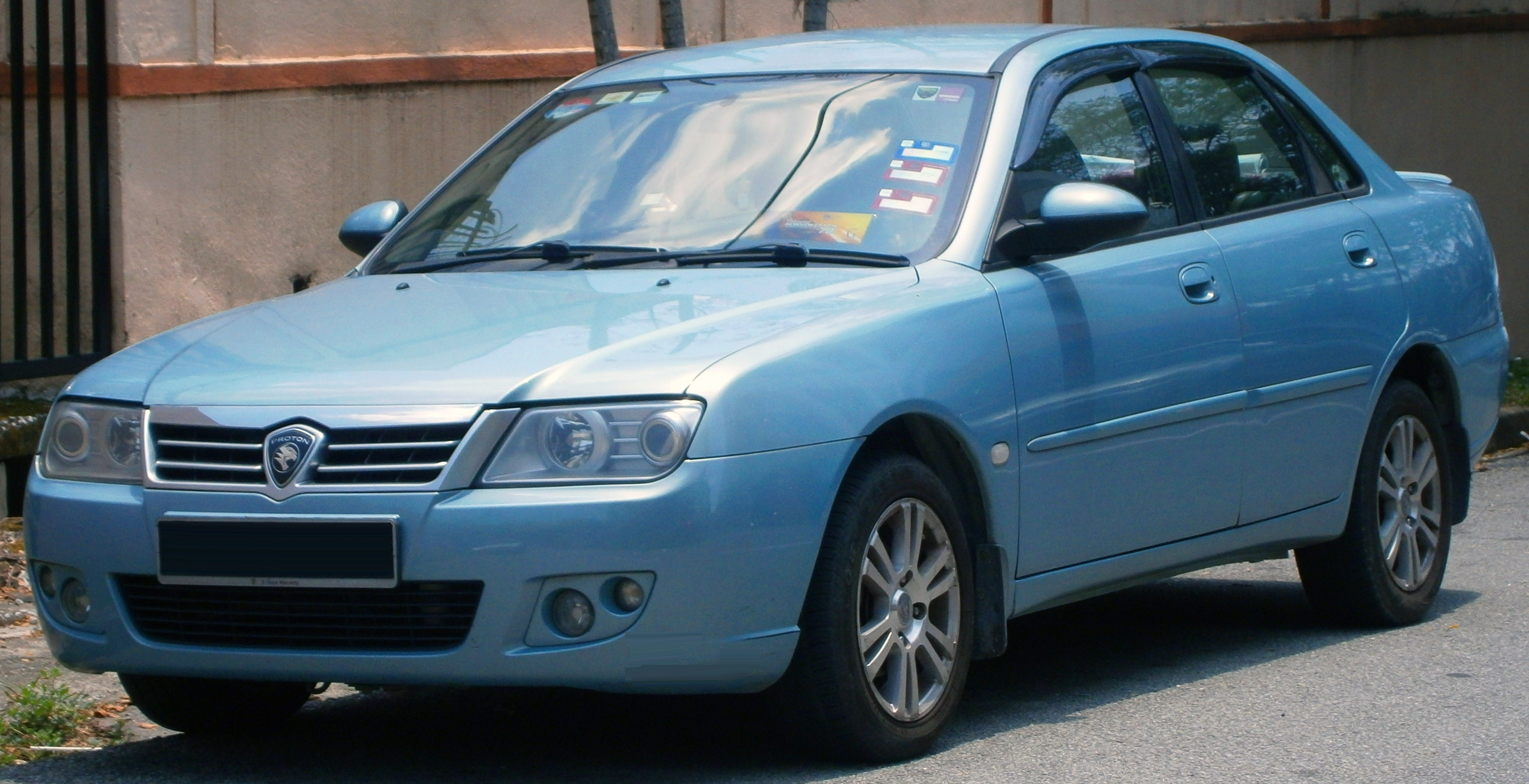
Proton Waja

Автомобільна промисловість в Малайзії, мабуть, один з найсвіжіших і найбільш стабільно зростаючих ринків, обслуговуючи потреби у всьому світі (за винятком Північної і Південної Америки та Континентальної Європи). Малайзія є третім за величиною в Південно-Східній Азії автовиробником, випускаючи понад 0,5 мільйона автомобілів щороку. Деякі з малайзійських компаній виробляють деякі моделі у співпраці з японськими, китайськими, південнокорейськими чи європейськими виробниками, а також розробляють повністю корінні автомобілі малайзійського виробництва.
Список виробників автомобілів виглядає наступним чином:
- Proton (Perusahaan Otomobil Nasional Berhad), будучи піонером малазійського автовиробництва.
- Perodua (Perusahaan Otomobil Kedua Berhad), в яких двигуни засновані на моделях Daihatsu.
- Bufori та TD2000, виробники «Старовинних автомобілів» в Малайзії (хоча родом з Австралії).
- Naza (Група компаній Naza — складає автомобілі Kia Motors і Peugeot).

### Пакистан

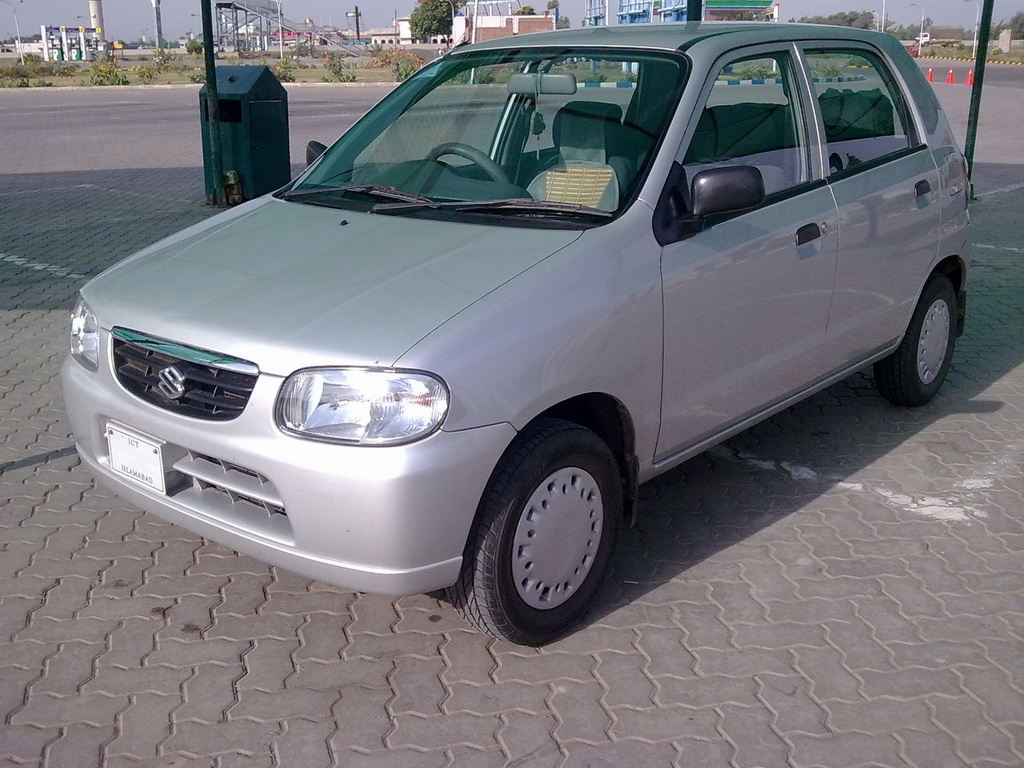
Suzuki Alto

Автомобільна промисловість є активним і зростаючим ринком в Пакистані протягом тривалого часу, проте не настільки, щоб фігурувати в списку найбільших країн в автомобільній промисловості, маючи стабільне щорічне виробництво між 100,000-170,000 транспортних засобів. Дивно, але, незважаючи на обсяг виробництва, тільки кілька моделей автомобілів складаються в країні і клієнти мають на вибір дуже невелику різноманітність транспортних засобів. Відсутність конкуренції в автомобільній промисловості через домінування декількох гравців, а також обмеження на імпорт у вигляді важких обов'язків привели до дуже високих цін на автомобілі в країні. В даний час деякі з найбільших світових автовиробників створили заводи зі складання або в спільні підприємства з місцевими компаніями, в тому числі Toyota, General Motors, Honda, Suzuki, і Nissan Motors. Загальний внесок автомобільної промисловості в ВВП в 2007 році склав 2,8 %, що, за оцінками, значно зросте протягом наступного десятиліття. Автомобільний сектор в даний час вносить 16 % в сектор виробничої промисловості, який, за прогнозами, зросте ще більше.

### Південна Корея

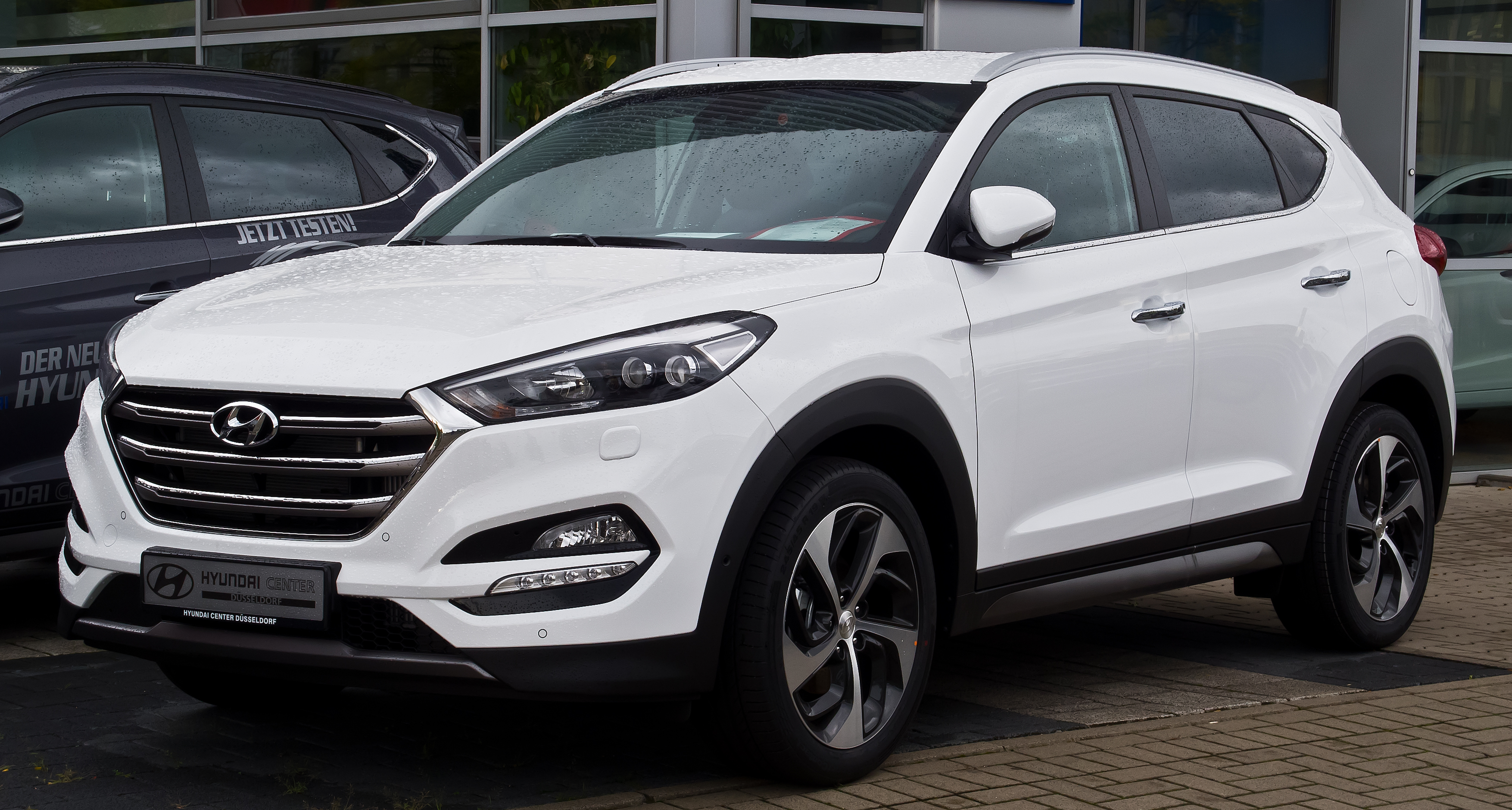
Hyundai Tucson

Південнокорейська автомобільна промисловість сьогодні посідає п'яте місце в світі за обсягом виробництва (поступаючись лише Китаю, США, Японії і Німеччині) та шостим за величиною обсягу експорту, сягнувши понад 4,6 мільйона автомобілів, вироблених в 2011 році. П'ятдесят років тому, його початкові операції були лише складанням деталей, привезених з Японії і Сполучених Штатів Америки.
Hyundai Kia Automotive Group сьогодні є другим за величиною автовиробником в Азії, після Toyota. Річний обсяг внутрішнього виробництва перевищив 1 мільйон одиниць в 1988 році. У 1990-х роках промисловість виробляла численні внутрішні моделі, демонструючи не тільки свої можливості, але сигналізуючи своє повноліття, завдяки важким інвестиціям в інфраструктуру в країні протягом десятиліть. Якість їхніх автомобілів значно покращилася в останні роки, отримавши міжнародне визнання.
У 2017 Південна Корея випустила 3,7 млн авто і стала п'ятим автовиробником у світі (після Китаю, Японії, Німеччини та Індії, обігнавши США).

### Північна Корея

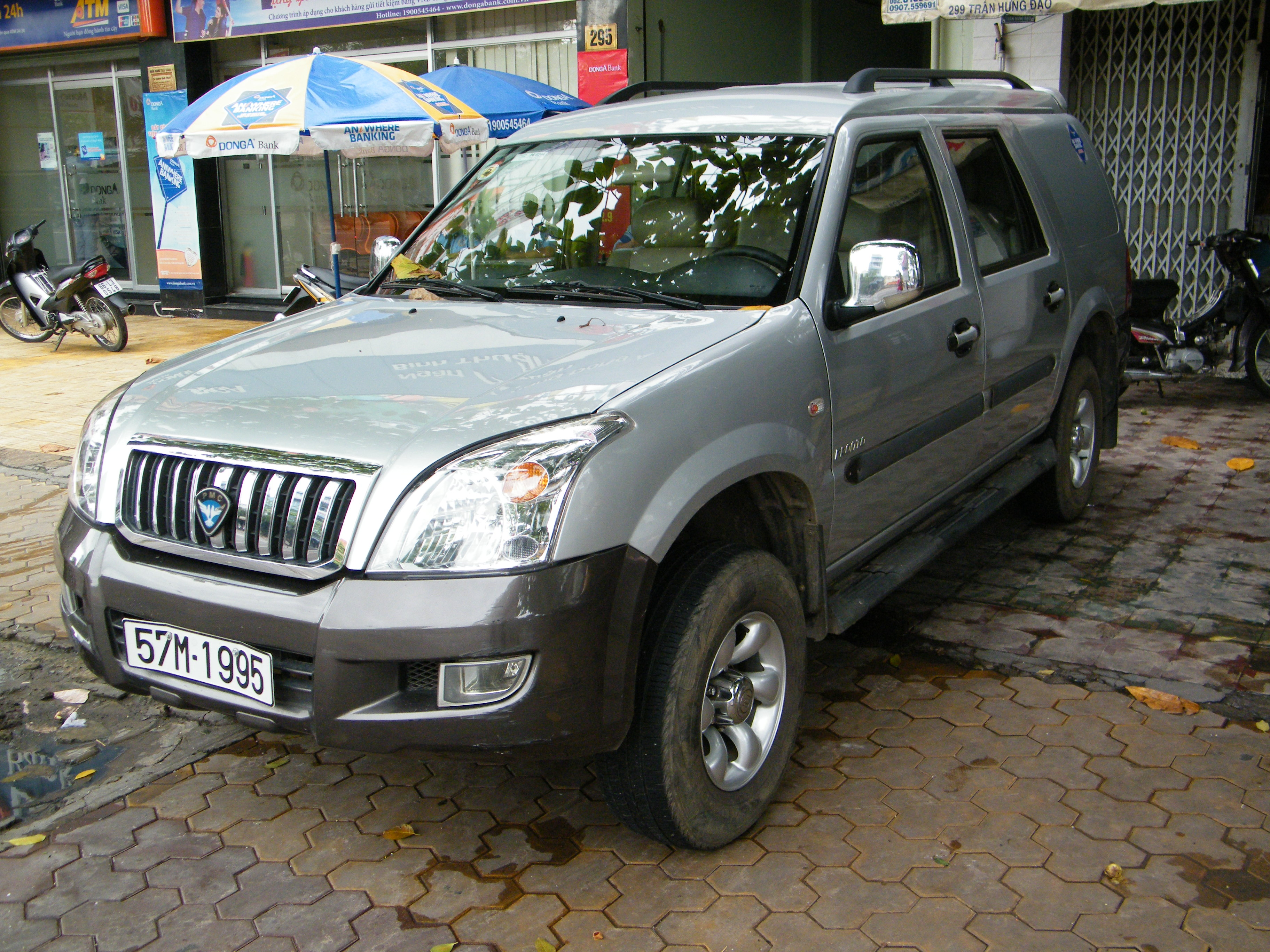
Pyeonghwa Pronto GS

Північнокорейське виробництво автомобілів і автотранспортних засобів має військові, промислові та будівельні цілі, головним чином, а приватна власність автомобілів громадянами не допускається (всі автомобілі, служать в державних чиновників). Виробництво автомобілів має радянське коріння, очевидне в подальшій практиці клонування іноземних зразків, хоча в одному з недавніх автомобільних спільних підприємств, Північна Корея розробила широкий діапазон автомобільної промисловості з виробництвом всіх видів транспортних засобів (міських і міні-позашляховиків, розкішних позашляховиків, малих, середніх, важких і надважких вантажівок, тягачів, будівельних вантажівок, міні-автобусів, звичайних і зчленованих автобусів, тролейбусів і трамваїв).
Автомобільне виробництво є меншим за 40 000—50 000 транспортних засобів у зв'язку з неблагополучною економікою. Північна Корея не приєдналась до OICA, а це означає, що інформація про її автомобільну промисловість є досить обмежена і бідна.

### Радянський Союз
Автомобільна промисловість у Радянському Союзі охоплювала історію держави з 1929 по 1991 роки. Вона почалася зі створення великих автомобілебудівних заводів і реорганізації заводу ЗіЛ в Москві в кінці 1920-х та початку 1930-х років, під час першої п'ятирічки і тривав до розпаду Радянського Союзу в 1991 році.
Перед розпадом, Радянський Союз виробляв 2,1—2,3 млн одиниць на рік транспортних засобів всіх видів, і був шостим (раніше п'ятим) за величиною автомобілебудівним виробником, займаючи дев'яте місце за випуском серед автомобілів, третє серед вантажівок і перше серед автобусів.

### Росія

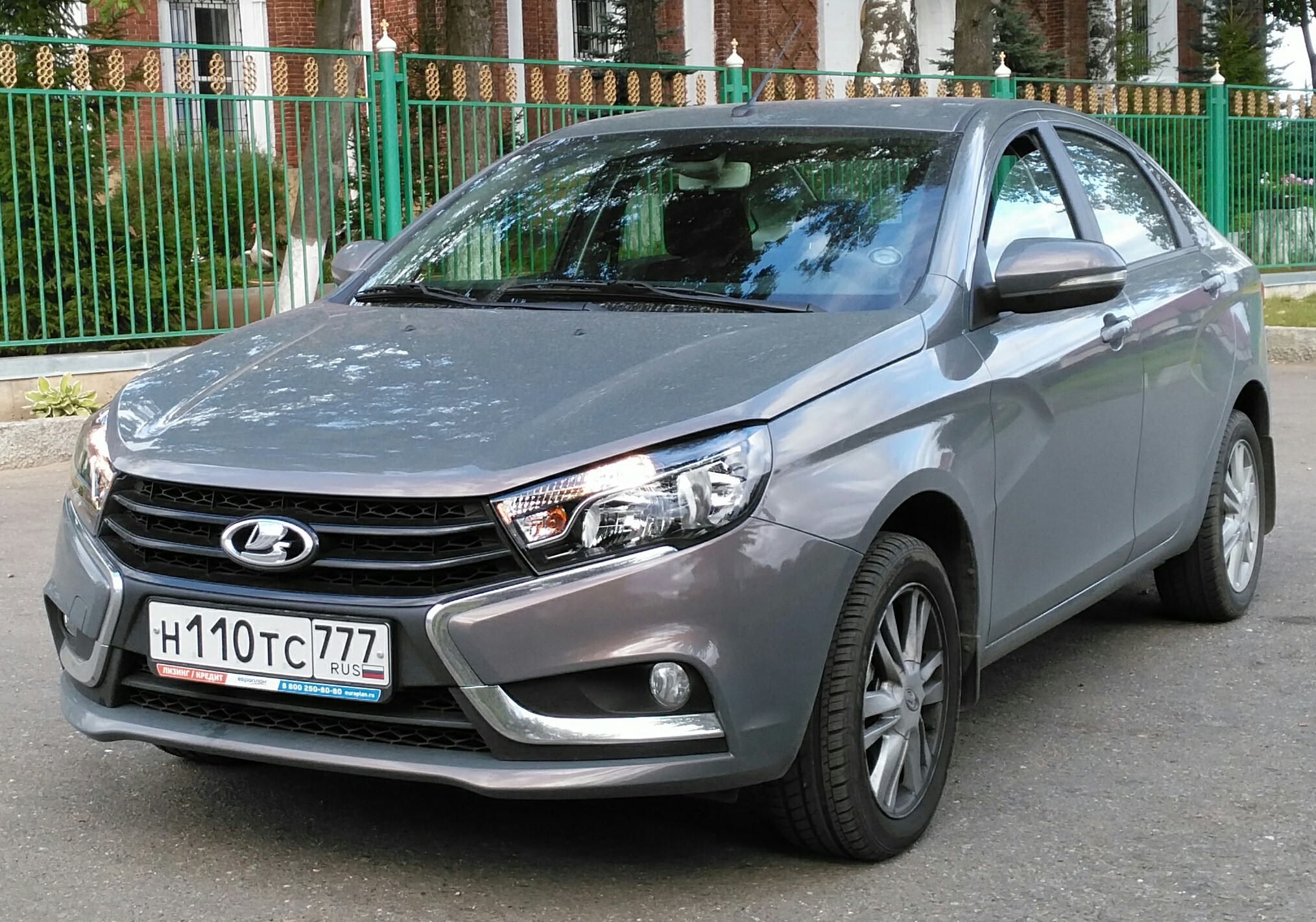
Lada Vesta

Росія успадкувала основну частину автомобільної промисловості Радянського Союзу з близько 1,8 мільйона річного обсягу виробництва всіх видів автомобілів в РРФСР.
Виробництво авто є значущою галуззю в пострадянській Росії, в якій безпосередньо зайнято близько 600,000 осіб, або 1 % від всієї робочої сили країни. З виробництвом більше ніж 2 мільйона, Росія була 11-ю у світі 2-ю в Європі (після Німеччини) серед найбільших автомобільних виробників в 2012 році, становлячи близько 7 % від світового виробництва. Через глобальну фінансову кризу в 2009 році промисловість випустила лише 600,000 автомобілів, порівняно з 1,5 мільйона в 2008 році після пост-радянського відновлення виробництва.
Найбільшими компаніями є виробники легкових автомобілів АвтоВАЗ і ГАЗ, а КАМАЗ є провідним виробником важких транспортних засобів. 11 іноземних автовиробників мають виробничі операції або будують заводи в Росії. Російський уряд представив плани з перетворення Росії в другого європейського автомобільного виробника. Станом на серпень 2012 року Росія є найбільшим ринком автомобілів в Європі.
У 2017 році Росія випустила 1,3 млн автомобілів.

### Тайвань

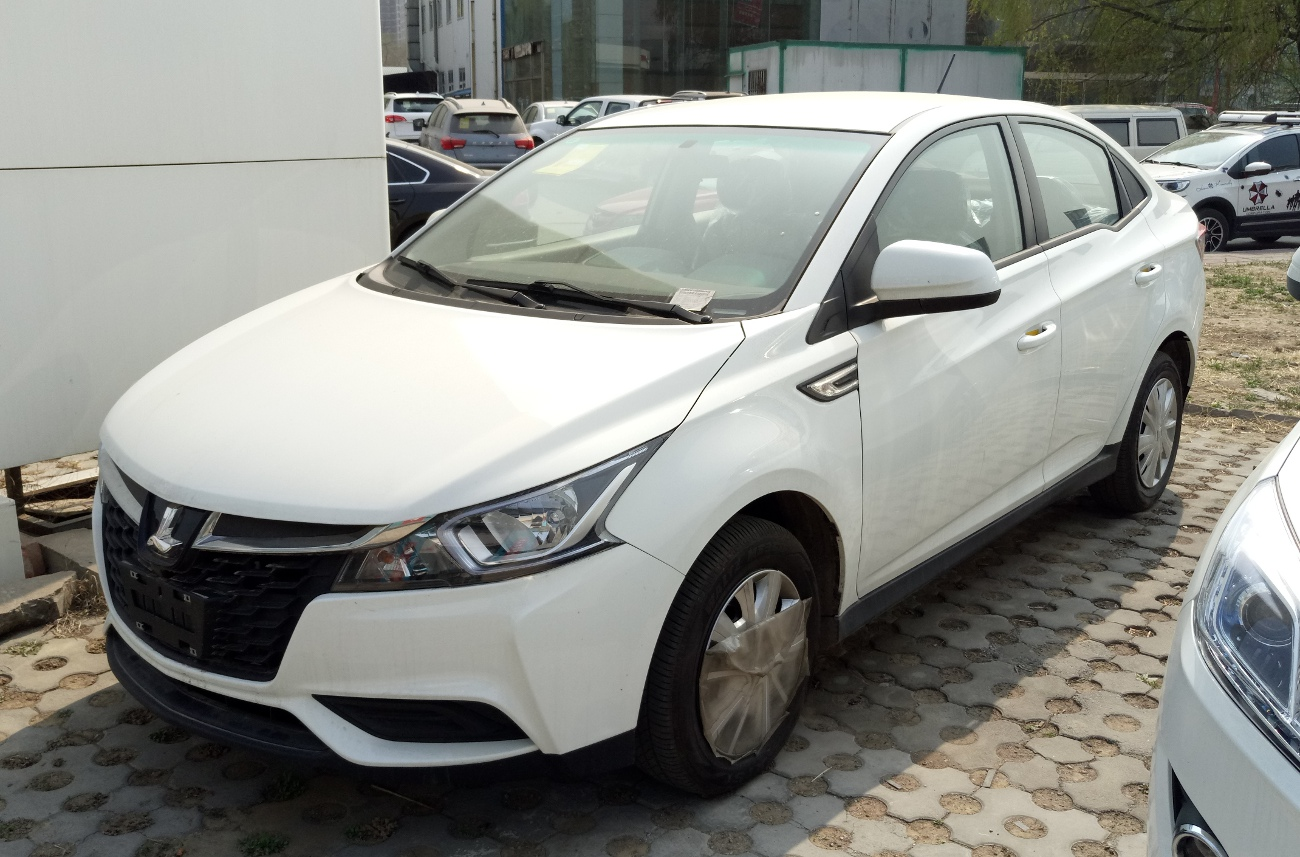
Luxgen S3

На відміну від інших колишніх азійських промислових «драконів» (Японія і Південна Корея) і нових «драконів» (Таїланд, Індонезія і Малайзія), тайванська автомобільна промисловість була орієнтована для домашнього використання, а не для експорту. Таким чином, річний обсяг виробництва (близько 400 000 одиниць) є набагато меншим, і включає в себе в основному перероблені японські автомобілі.
Японські виробники, які мають (або мали) виробничі потужності на Тайвані включають: Honda (Honda Taiwan Motor, в Піндуні), Isuzu (Taiwan Isuzu Motors, в Тайбеї), Mazda (через Ford Lio Ho Motor, в Тайбеї), Mitsubishi (China Motor Corporation, в Тайбеї), Nissan (спільне підприємство з компанією Yulon Motor, в Тайбеї), Subaru (Ta Ching Motors, в Піндуні) , Suzuki (Tai Ling Motor, мотоцикли, в Датуні, і Prince Motors, автомобілі, в Тайбеї), і Toyota (Kuozui Motors, в Чжунлі і Ґуаньїні).
Інші іноземні виробники, які мають (або мали) виробничі потужності на Тайвані включають: Chrysler (через China Motor Corporation, в Тайбеї), General Motors (спільне підприємство з компанією Yulon Motor, Тайбей), Daewoo (Formosa Automobile, в Тайбеї), Hyundai (спільне підприємство з San Yang Motors, в Тайбеї) або DAF (через Formosa Automobile, в Тайбеї).
Внутрішні бренди, що належать Yulon Motor, включають Tobe (використовується для ребеджингових моделей Geely), і Luxgen (заснований в 2009 році, розробляє свої власні моделі).

### Таїланд

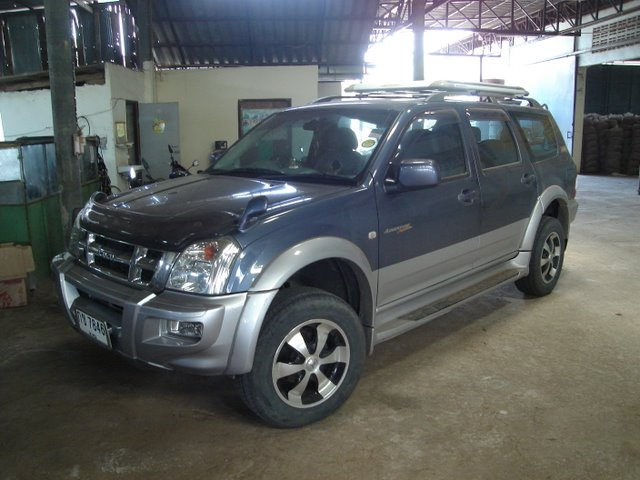
Thairung Adventure Master

Таїланд, який розвивається швидшими темпами в 2000-ні роки, є найбільшим автовиробником в Південно-Східній Азії і займає 14-те місце в світі з річною продуктивністю в близько 1,5 мільйона транспортних засобів (тобто більше, ніж у таких старих і нових автовиробників, як Бельгія, Велика Британія, Італія, Чехія, Туреччина), розроблених і випущених з іноземною допомогою (японською, південнокорейською тощо).
Заснованим в Таїланді виробником автомобілів є Thai Rung Union Car, також відомий як TR, який випускається компанією Thai Rung Union Car Public Co. Ltd. (TRU). Компанія була заснована в 1967 році в Бангкоку, Таїланд. Оригінальною назвою була Thai Rung Engineering Co. Ltd., яка змінила свою назву на Thai Rung Union Car Co. Ltd. в 1973 році. TRU була зареєстрована на фондовій біржі Таїланду в 1994 році. Бізнес компанії TRU знаходиться в діапазоні від проектування і розробки продукту, виробництва деталей автомобілів, виробництва промислового устаткування, автоскладальних ліній і фінансового бізнесу. Деякі зняті з виробництва фургони TR комплектуються двигуном Land Rover в поєднанні з розробленим в Таїланді дизайном і платформою. Сучасні автомобілі побудовані компанією TR на базі малих і середніх вантажівок, перероблені на SUV або семи-місні автомобілі багатоцільового призначення з використанням технологій, дизайну, розробницьких і складальних можливостей, які належать компанії TR. Поточні моделі включають TR Adventure 2009 року (на базі Isuzu D-Max) і TR Allroader (заснований на тайській версії Chevrolet Colorado).

### Туреччина

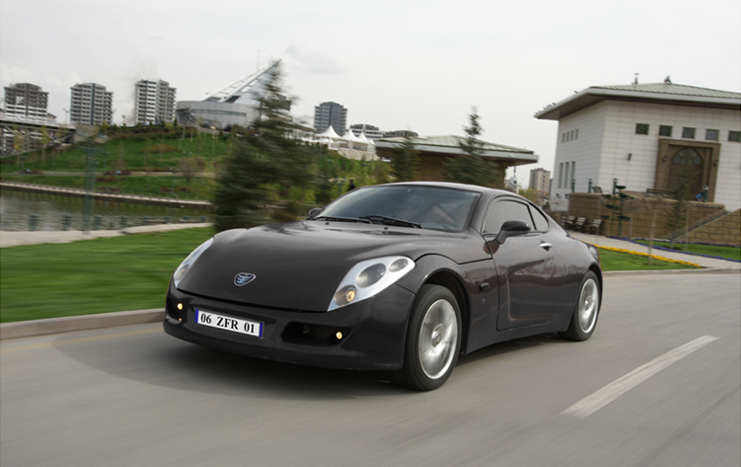
Etox Zafer Coupé

Останнім часом швидкозростаюча завдяки європейській, а потім японській і південнокорейській допомозі, автомобільна промисловість у Туреччині грає важливу роль у виробничому секторі турецької економіки.
Основи промисловості було покладено зі створенням складального заводу Otosan в 1959 році і масовим виробництвом вітчизняного автомобіля Anadol в 1961 році. Останніми роками Туреччина виробляла до 1,2 мільйона автомобілів, займаючи 7-ме місце в Європі і 16—17-те місце серед найбільших виробників у світі. За допомогою кластера автовиробників і постачальників запчастин, турецький автомобільний сектор став невід'ємною частиною глобальної мережі виробничих баз, експортуючи транспортні засоби і компоненти на суму більшу ніж 22 944 000 000 $ в 2008 році. Світові виробники автомобілів із заводами в Туреччині включають Mercedes-Benz, Fiat/Tofas, Oyak-Renault, Hyundai, Toyota, Honda і Ford/Otosan.

### Узбекистан

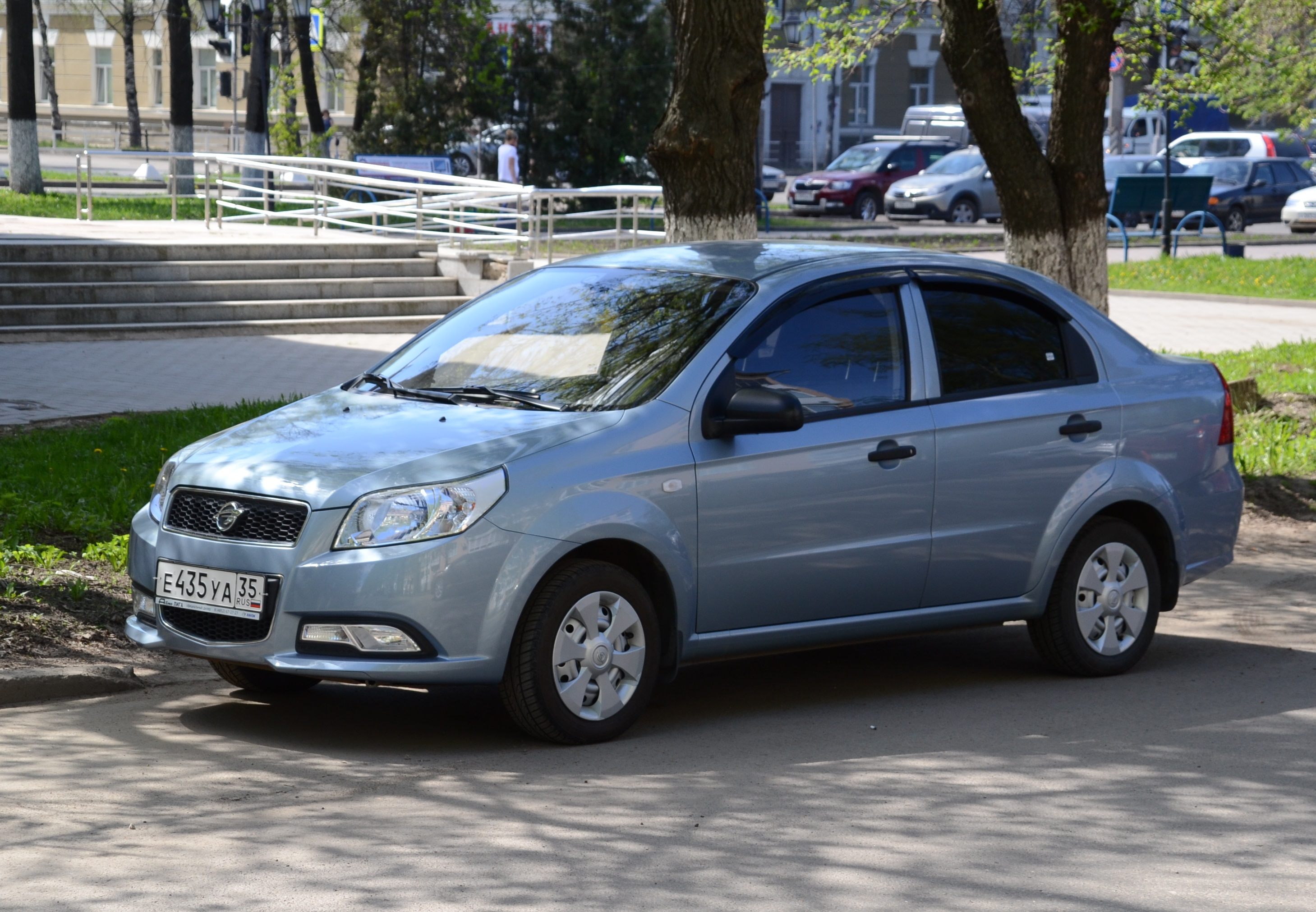
Ravon Nexia

До 1992 року, в Узбекистані не було абсолютно ніякої автомобільної промисловості, будучи частиною Радянського Союзу. У пострадянські часи, нові автомобільні заводи UzDaewooAuto, SamAuto, GM Uzbekistan були побудовані з південнокорейською і американською допомогою. Тепер, коли виробництво становить понад 200 000 на рік, Узбекистан експортує автомобілі в Росію та інші країни СНД.
GM Uzbekistan, спільне підприємство, з виробничими операціями в місті Асака, включає в себе три складальні лінії та один завод для штампувальних операцій зі зростаючою місцевою базою постачання, доповненою товарами і автомобільними частинами в основному з Азійсько-Тихоокеанського регіону (наприклад, сталевий котушки з Росії, передові частини технології з Південної Кореї тощо). За допомогою операції в кілька змін, зайнятість оцінюється приблизно в 7,000 чоловік у регіоні, інакше відома за сільськогосподарським виробництвом.

### Філіппіни
Філіппіни мають невелику автомобільну промисловість з більш ніж 60,000 японських і південнокорейських автомобілів, вироблених в рік. Крім того, існує цілий ряд дрібних незалежних фірм, які складають і виробляють джипні (Jeepney) та інші подібні транспортні засоби, використовуючи надлишкові двигуни, трансмісії і запчастини з Японії. Luxgen і BYD також в даний час виробляють автомобілі для ринку Філіппін.

### Японія

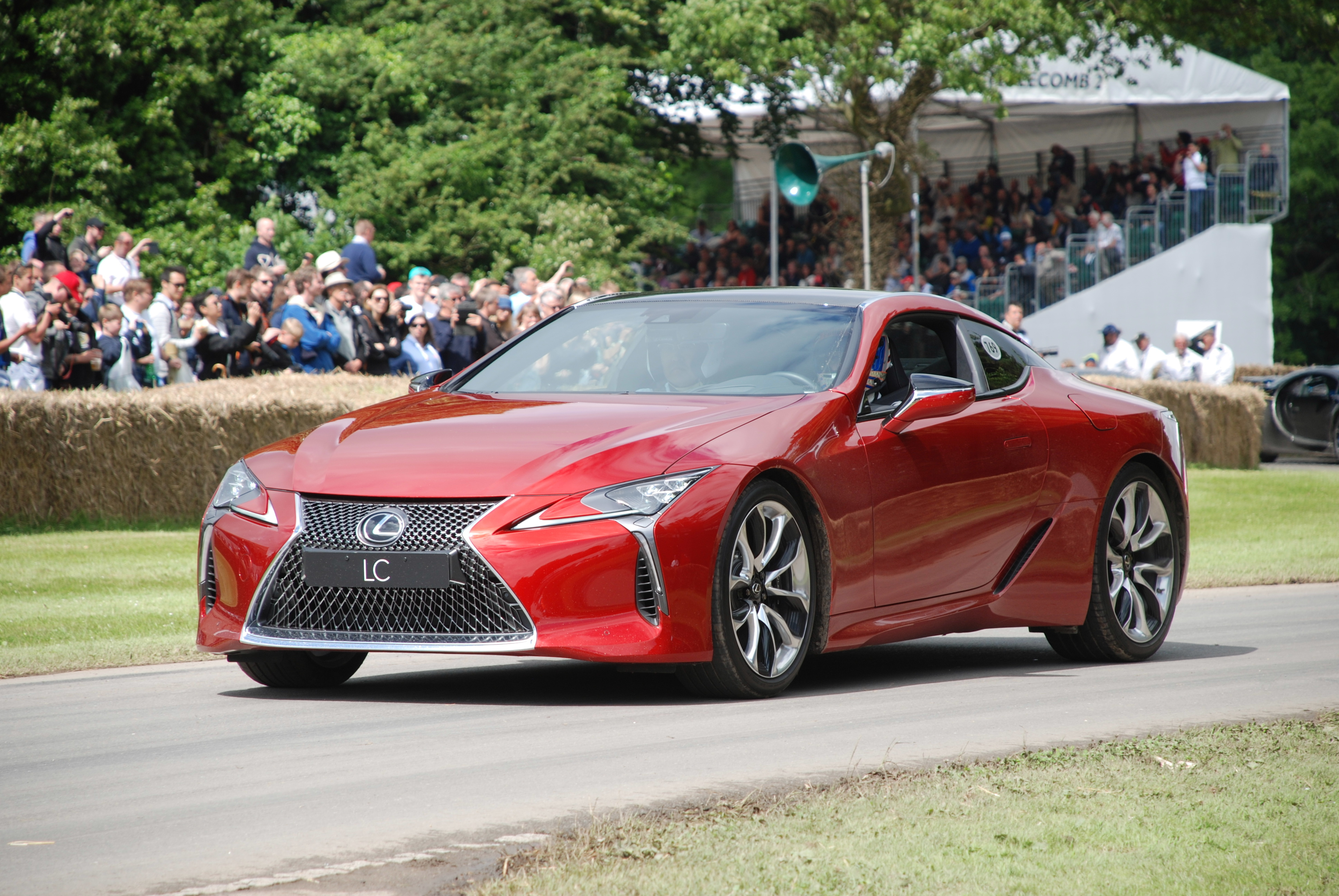
Lexus LC

Японські дзайбацу (бізнес конгломерати) почали будувати свої перші автомобілі від середини до кінця 1910-х років, розроляючи свої власні вантажні автомобілі і виробляючи європейські автомобілі в Японії за ліцензією.
Прорив після Другої світової війни змусив багатьох японських виробників зупинити розробку і виробництво автомобілів, але в 1950-ті роки і 1960-ті роки відбулось відновлення. У 1970-ті роки Японія була піонером у виробництві робототехніки для транспортних засобів.
Автомобільна промисловість в Японії швидко росла між 1970-ми й 1990-ми роками (коли вона була орієнтована як для внутрішнього використання, так і широкого світового експорту), а також після того, як була другим за величиною виробником у світі (після США), тепер третій за величиною (після Китаю і США) з річним обсягом виробництва в 8-10 мільйонів транспортних засобів. У 1980-х та 1990-х роках Японія обігнала США як лідера виробництва, виробляючи до 13 мільйонів автомобілів на рік, значна частина яких, пішла на експорт в тому числі в США. Японські інвестиції допомогли зрости автомобільній промисловості в багатьох (і не тільки) азійських країн.

## Європа
Європейська асоціація виробників автомобілів оголосила, що продажі травня 2013 року серед 27 країн Європейського Союзу знизились до 1,04 мільйона автомобілів. Серпень 2013 року на сьогоднішній день став найгіршим відносно продажів з 1990 року, з 8,14 млн проданих автомобілів.

### Австрія

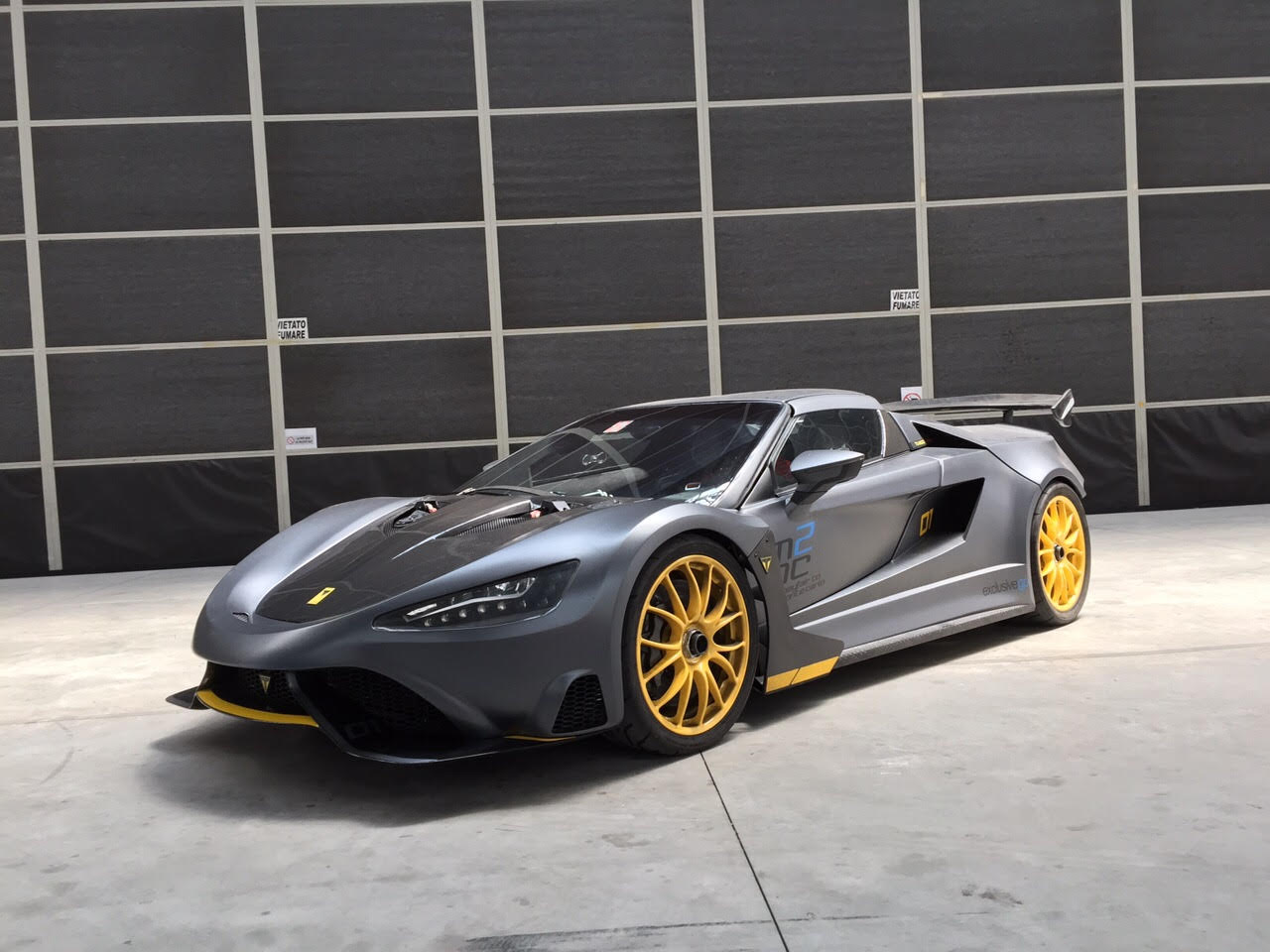
Tushek TS600

Протягом довгого часу, Австрія імпортувала автомобілі і мала невелике вітчизняне виробництво тільки вантажівок і військових транспортних засобів Steyr.
Magna Steyr в даний час є контрактним виробником, який побудував ряд автомобілів для іноземних компаній, останнім часом для Aston Martin і Mini.
Виробник мотоциклів KTM виробляє спортивний автомобіль X-Bow.
Tushek&Spigel Supercars GmbH є австрійським виробником суперкарів, що базується в Граці, на колишньому військовому аеродромі, який складається з приватної гоночної траси для тестування. Компанію заснували Aljoša Tushek і Jacob Carl Spigel.

### Білорусь
За радянських часів Білоруська РСР була третьою республікою з річним показником виробництва близько 40 000 автомобілів. З тих пір Білорусь спеціалізується на випуску вантажівок, тягачів власної розробки, а також автобусів, тролейбусів та трамваїв розроблених в пострадянський час.
Автозаводи в Білорусі включають МАЗ, БелАЗ, МЗКТ, МоАЗ, Неман, Unison та BelGee.

### Бельгія
На початку 20-го століття Бельгія була однією з провідних європейських автомобільних країн з відомими і технічно просунутими брендами. Але вітчизняні виробники не росли, і незабаром зникли. У кінці століття Бельгія стала одним з найбільших європейських виробників автомобілів з річною продуктивністю до 1,2 млн та зі складальними заводами іноземних марок. Її в основному орієнтована на експорт автомобільна промисловість скоротилася наполовину за останні роки (до 500 тисяч одиниць) через сильну конкуренцію та імпорт виробників з Близького та Далекого Сходу.

### Болгарія

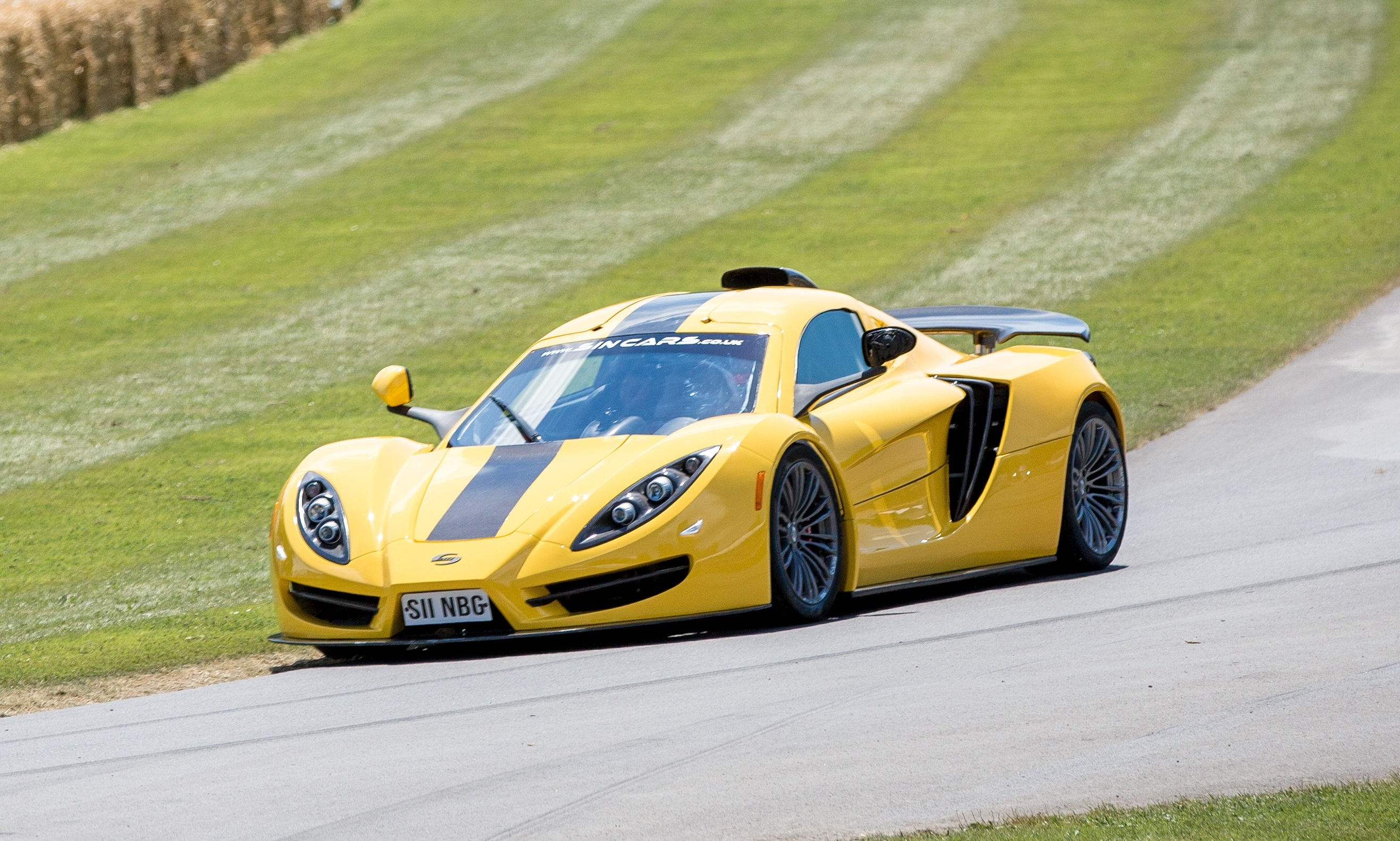
Sin R1

Виробництво в Болгарії сильно залежало від імпорту автомобілів з Радянського блоку раніше і в даний час залежить від інших країн Європи і Азії. Соціалістична Болгарія мала незначну автомобільну промисловість, яка включала виробництво близько 20 тисяч одиниць вантажних автомобілів і автобусів «Чавдар» власної розробки, а також складання автомобілів радянського Москвич.
З 1966 по 1970 рік у місті Пловдив було розпочато виробництво «Bulgarrenault». Завод складав Renault 8 і Renault 10.
Болгарія виробляла Fiat 850 і Fiat 124 між 1967 і 1971 роками. Їх неофіційно називають «Pirin-Fiat». Завод знаходився в місті Ловеч. Той же завод, званий «Balkan», також складав Москвичі з 1967 по 1988 рік.
У 1994 році Rover створив «Roadcar», спільне підприємство з болгарською компанією для виробництва Austin Maestro на новому заводі у Варні, використовуючи CKD-комплекти, відправлені з Великої Британії. Виробництво почалося в липні 1995 року і 2,200 автомобілів були складені до того, як завод був закритий в квітні 1996 року.
Разом з болгарською компанією «Litex Motors», Great Wall Motors має виробничу базу у селі Баховиця, недалеко від міста Ловеч. Завод складає моделі Great Wall Voleex, Steed і Hover. Завод має можливість автоматичного складання 50,000 автомобілів в рік. Планується збільшити виробництво до 70,000 автомобілів в рік протягом наступних кількох років.
У 2012 році була заснована SIN Cars Limited болгарським інженером і гонщиком Розеном Даскаловим в місті Русе. Дорожня версія Sin R1 має 6,2-літровий V8 і 7,0-літровий двигун V8.

### Греція
До 1960 року Греція мала лише дрібномасштабне, або випадкове виробництво транспортних засобів. Відповідно, виробництво було зосереджено в основному на комерційних транспортних засобах (зі збільшенням виробництва, позаяк закони про сертифікацію локального типу були зроблені більш гнучкими). Складання легкових автомобілів зі значними обсягами виробництва почалось після 1970 року. За даними Статистичного Щорічника Грецької Національної Статистичної Служби (ESYE), річний обсяг виробництва всіх видів транспортних засобів, в тому числі складених автомобілів, залишалося близьким до 20 000 одиниць в період з 1980 по 1990 рік.
До 1992 року всі основні складальні лінії припинили операції і, з тих пір, не було ніякого великомасштабного виробництва. Нинішні виробники включають Elvo, Replicar Hellas, Korres Engineering тощо).

### Іспанія

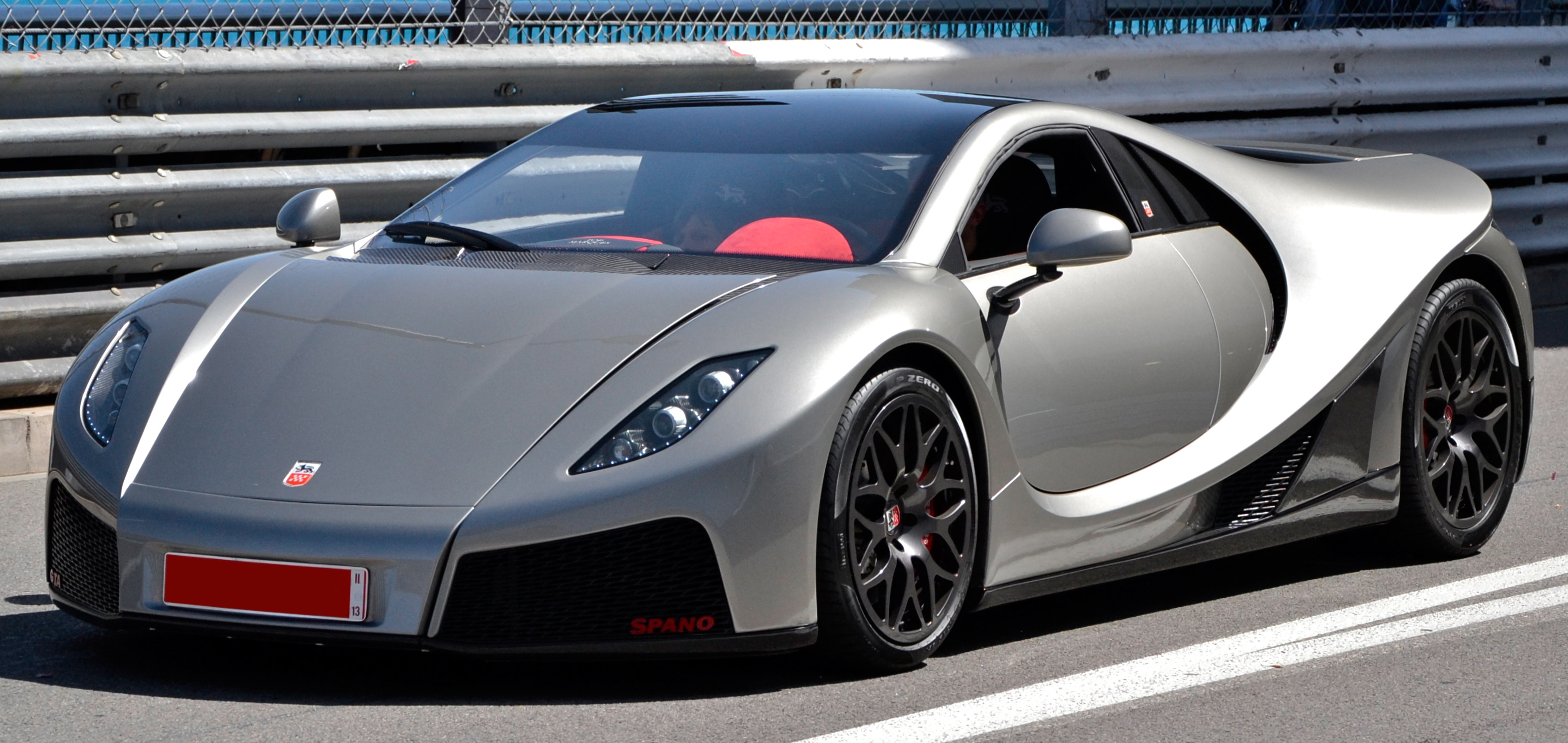
GTA Spano

Після Другої світової війни у часи керівництва Франсіско Франко Іспанія відставала в автомобілебудуванні від основних країн Європи протягом десятиліть. Лише в кінці 1970-х років вона була в змозі виробляти більше одного мільйона автомобілів і була п'ятою в Європі і дев'ятою у світі. Потім значне зростання дозволило Іспанії обігнати Велику Британію, Італію та досягти виробництва у 3 млн (на експорт частково), і зайняти 3-тє місце в Європі та 6-те місце в світі у 2000 році. З цього часу, через Східно-європейських та Азійських конкурентів на Європейському ринку, експорт автомобілів з Іспанії сповільнилося і річний обсяг виробництва знизився до 2,4 млн, хоча Іспанія побила Францію і стала другою автомобільною країною в Європі (після Німеччини), але 9-ю у світі.
У 2009 році в автомобільна промисловість генерувала 3,5 відсотка від ВВП країни і давала роботу приблизно дев'яти відсоткам працездатного населення. Іспанія знаходиться на восьмому місці серед країн-виробників автомобілів, але у 2008 і 2009 роках показала зниження виробництва автомобілів. Низхідна спіраль почалося близько десяти років тому, через політику багатьох наступних урядів. В результаті було втрачено всіх іспанських виробників автомобілів та марки автомобілів, які зараз знаходяться в руках іноземних компаній. В даний час, основною вітчизняною фірмою Іспанії є SEAT, яка є дочірнім брендом Volkswagen Group.

### Італія

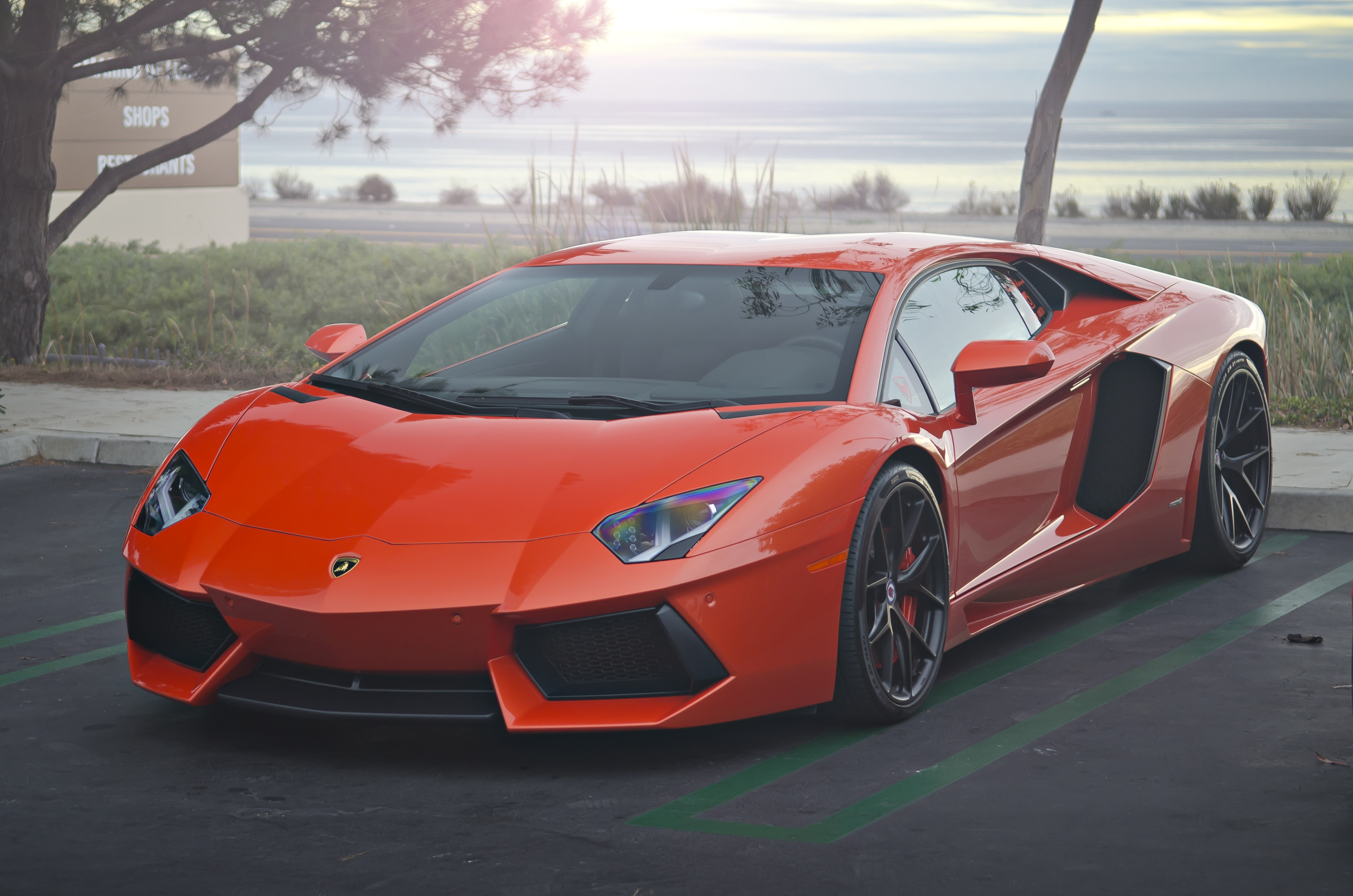
Lamborghini Aventador

Автомобільна промисловість в Італії почалося з будівництва першого заводу FIAT (Fabbrica Italiana Automobili Torino) в 1899 році промисловцем Джованні Аньєллі (Giovanni Agnelli). У наступні роки з'явилося принаймні 50 інших виробників, найбільш відомим з яких є Isotta Fraschini (в 1900 році), Lancia (в 1906 році), Alfa Romeo (в 1910 році), Maserati (в 1914 році), Ferrari (в 1939 році), Lamborghini (в 1963 році), Pagani (в 1999 році), Mazzanti (в 2002 році), Spada Vetture Sport (в 2008 році) і DR Motor Company (в 2006 році). Під час Першої та Другої світових воєн і економічної кризи 1970-х років, багато з цих марок зникли або були куплені FIAT або зарубіжними виробниками.
У 1960-ті роки 1970-х років Італія відновила власну велику автомобільну промисловість, яка була третьою-четвертою в Європі і п'ятою-шостою у світі. У 1980-ті роки Італія обігнала Об'єднане Королівство, але поступилася СРСР, що, як Польща та Югославія, знайшла виробництво великого обсягу автомобілів з допомоги італійського FIAT. У 1990-ті роки італійський автопром знову став третім в Європі і п'ятим у світі з річним обсягом виробництва понад 2 млн. Але у XXI столітті він серйозно впав до майже 800 тисяч на рік і зайняв 8-ме місце в Європі і 21-ше місце у світі.
Сьогодні італійська автомобільна промисловість продовжує мати широкий асортимент продукції, починаючи від дуже компактних міських автомобілів до спортивних суперкарів, таких як Ferrari, Lamborghini та Pagani. Станом на липень 2011 року Fiat також володіє близько 53,5 % акцій американського автовиробника Chrysler.

### Ірландія
Ірландська промисловість в Ірландії має багату історію і, незважаючи на невеликі розміри острова, каральний податок на імпортні автомобілі заохочував широкий спектр компаній, щоб складати свої автомобілі на місцевому рівні, включаючи компанії Fiat, Ford і Renault. Після вступу Ірландії до Європейського Союзу в 1973 році, потреба місцевого виробництва автомобілів, щоб уникнути податків на імпорт скорочується, а з 1980 року, виробництво закінчилося, і всі автомобілі тепер імпортуються.

### Нідерланди

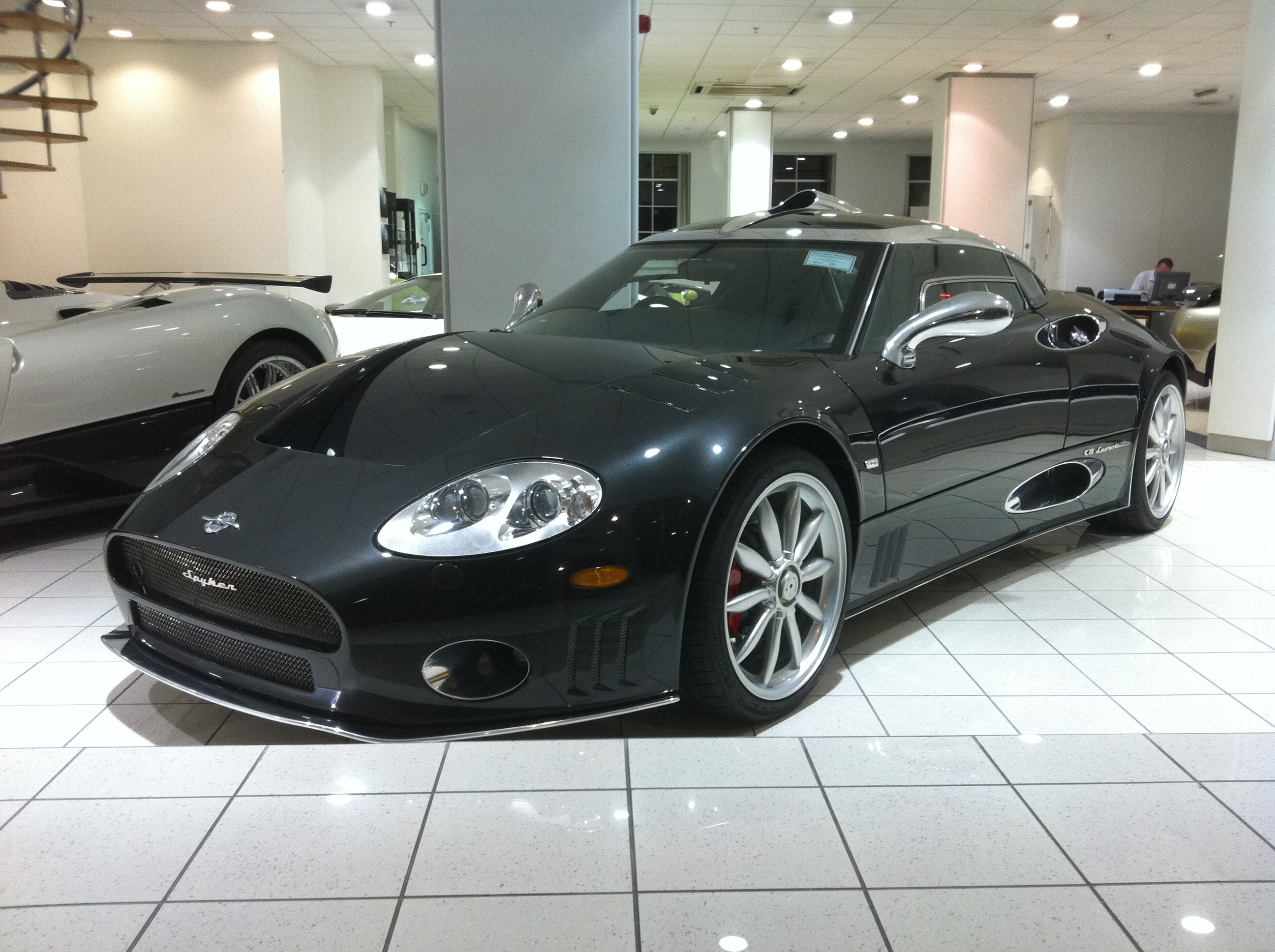
Spyker C8

Нідерланди імпортують більшу частину транспортних засобів, маючи невелике власне виробництво у менше ніж 100 000 на рік.
Крім вантажівок DAF та автобусів VDL, національні автовиробники включають в себе дрібні компанії NovoMotive, Spyker Cars і контрактне виробництво для BMW і Mini на VDL NedCar.

### Німеччина

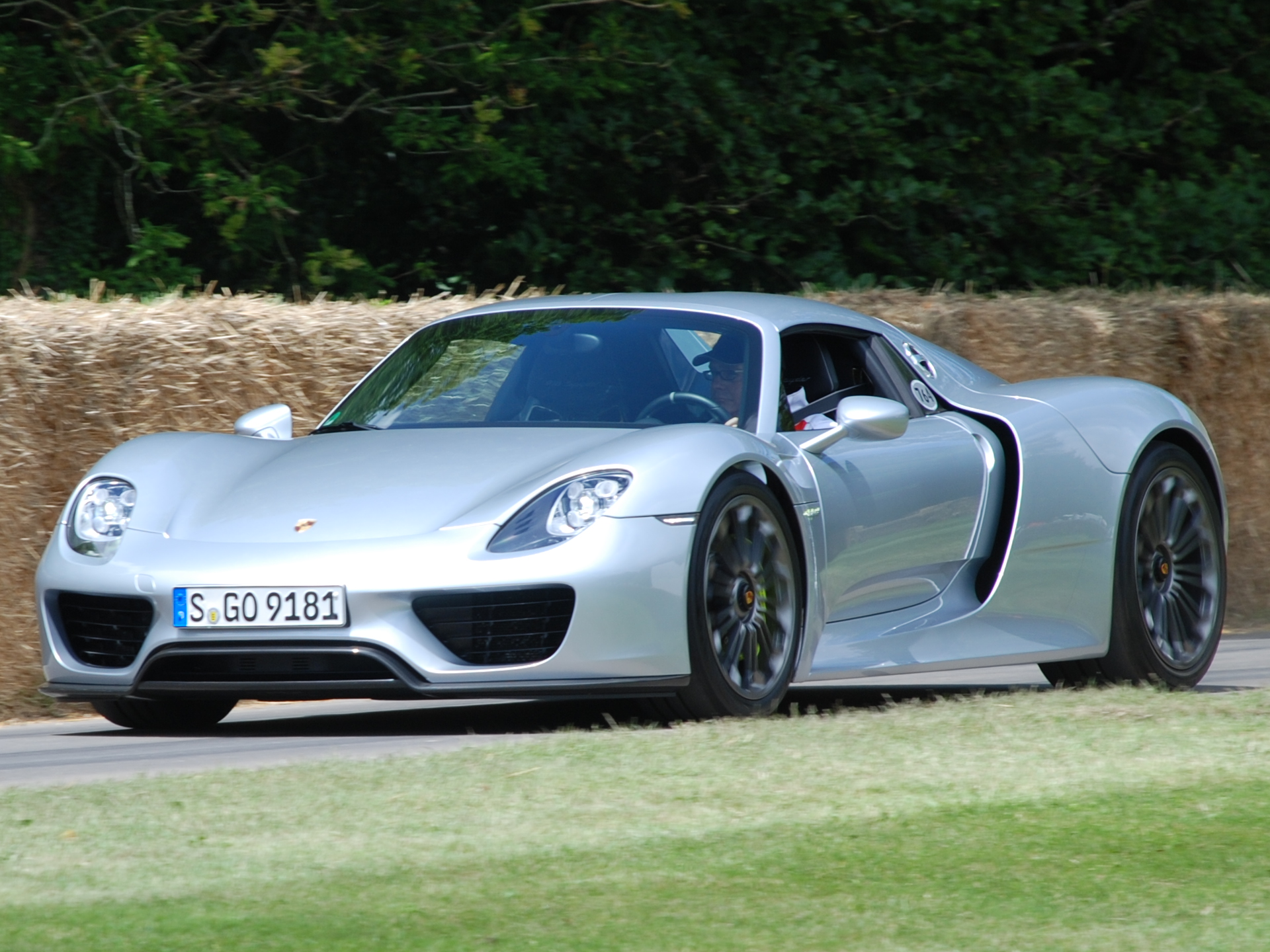
Porsche 918 Spyder

Автомобіль з бензиновим двигуном був винайдений в Німеччині Карлом Бенцом. Крім того, чотиритактний двигун внутрішнього згоряння, який використовується в більшості автомобілів по всьому світу сьогодні був винайдений Ніколаусом Отто в Німеччині. Крім того, дизельний двигун був також винайдений німецьким Рудольфом Дізелем.
Німеччина славиться високотехнологічними і високоякісними спортивними автомобілями, виробленими Porsche і автомобілями Mercedes-Benz, Audi та BMW, які відомі своєю якістю і технологічними інноваціями. Daimler-Motoren-Gesellschaft (попередник Daimler-Benz) була найстарша фірмою в галузі, виникнення компанії Daimler-Benz датується 1926 роком. У 1998 році вона купила американського автовиробника Chrysler, потім проданий в 2007 році із великими втратами, позаяк їй ніколи не вдавалося вивести підрозділ на довгострокову рентабельність.
На популярному ринку, Opel і Volkswagen є найбільш добре відомими. Opel був велосипедною компанією, яка почала виробництво автомобілів в 1899 році; General Motors купив його в 1929 році, але нацистський уряд взяв під свій контроль, і GM списав всі свої інвестиції. У 1948 році GM повернувся і відновив марку Opel. Volkswagen є домінуючим на народному ринку; він придбав Audi в 1964 році, що в кінцевому підсумку призвело до формування сучасного Volkswagen Group. Найвідомішим автомобілем Volkswagen був маленький, жуко-подібний економічний «народний автомобіль», із заднім розташуванням двигуна і з повітряним охолодженням. Він був розроблений в 1930 році Фердинандом Порше за наказом Адольфа Гітлера, який сам був автолюбителем. Однак серійні моделі з'явилися лише після війни; до тих пір, тільки багаті німці мали автомобілі. До 1950 року Volkswagen був найбільшим німецьким автомобільним виробником. На сьогоднішній день Volkswagen Group є однією з трьох найбільших автомобільних компаній в світі, і найбільшою в Європі; і в даний час частина її належить Porsche Automobil Holding SE. Станом на 2010, сім різних виробників автомобілів належать до її промислового концерну: Volkswagen, Audi AG, Bugatti Automobiles SAS, Automobili Lamborghini SpA, Bentley Motors Limited, SEAT SA, Škoda Auto, поряд з комерційними виробниками автомобілів Volkswagen Commercial Vehicles, MAN AG і Scania AB. Під час об'єднання Німеччини Західна Німеччина інкорпорувала невелике (близько 200 тисяч в рік) виробництво автомобілів Wartburg, Trabant і вантажних автомобілів IFA, яке було зосереджено в Східній Німеччині.
З річною продуктивністю у близько 6 мільйонів в даний час Німеччина є абсолютним лідером з виробництва автомобілів у Європі з 1960-х років, і була третьою у світі в 1970-х — середині 2000-х років і є третьою у 2017 році (поступається тільки Китаю та Японії).

### Об'єднане Королівство

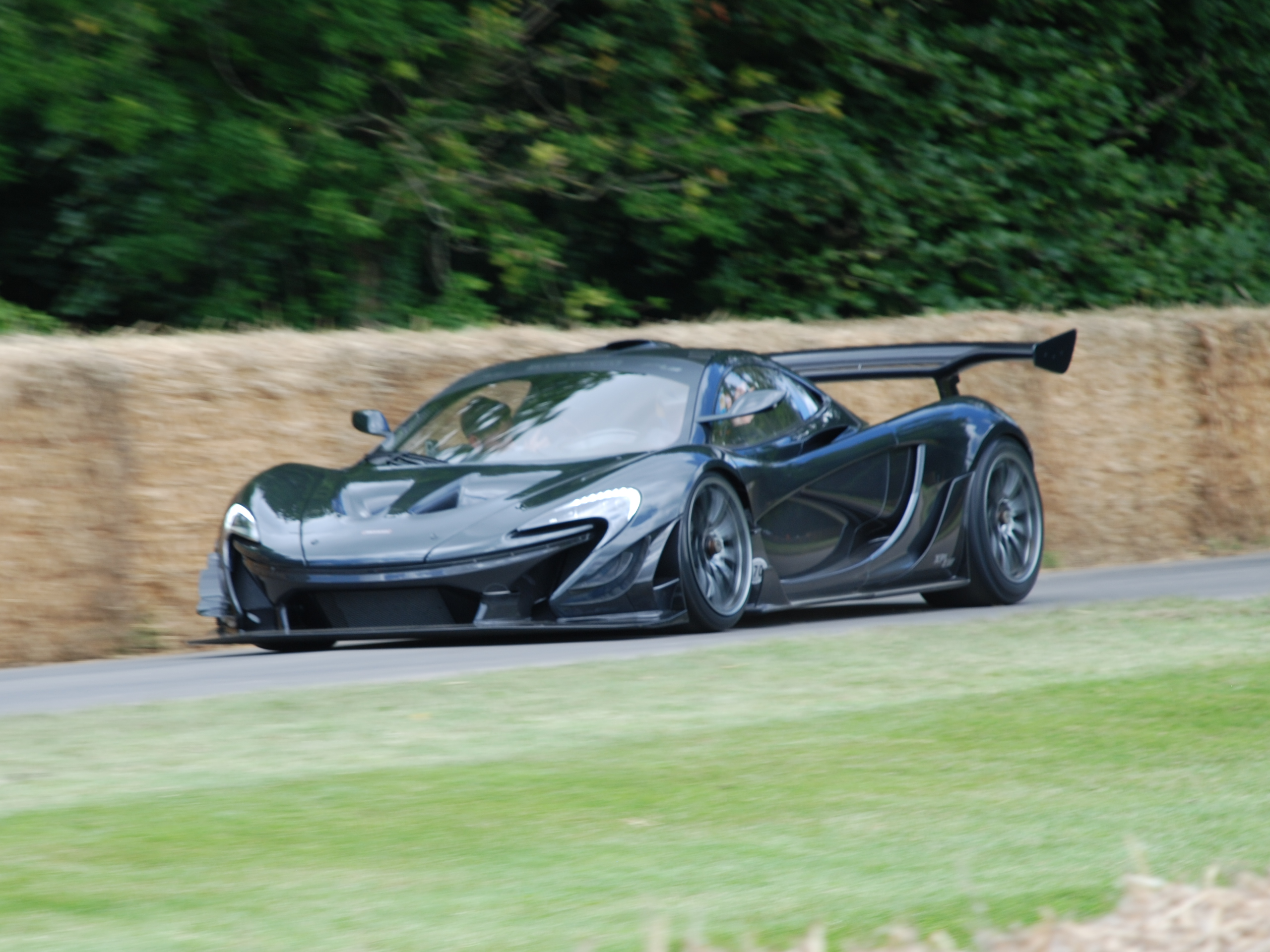
McLaren P1 LM

Автомобільна промисловість у Об'єднаному Королівстві в даний час найбільш відома завдяки маркам автомобілів преміум-класу і спорткарам, включаючи Aston Martin, Bentley, Caterham Cars, Daimler, Jaguar, Lagonda, Land Rover, Lotus, McLaren, MG, Mini, Morgan та Rolls-Royce. Виробники автомобілів з великою присутністю в Великій Британії включають Honda, Nissan, Toyota та Vauxhall Motors (дочірня компанія Adam Opel AG, яка в свою чергу сама є дочірньою компанією GM). Виробники комерційних транспортних засобів, що діють у Великій Британії включають Alexander Dennis, Ford, GMM Luton (належить компанії Adam Opel AG), Leyland Trucks (належить Paccar) та London Taxis International (належить Geely).
Витоки британської автомобільної промисловості повертають назад в останні роки 19-го століття. До 1950-х років Велика Британія була другим за величиною виробником автомобілів в світі (після США) і найбільшим експортером. Однак у наступні десятиліття галузь пережила значно менше зростання, ніж конкуруючі країни, такі як Франція, Німеччина та Японія, і до 2008 року Велика Британія була 12-м за величиною виробником автомобілів за обсягом. З початку 1990-х років багато британських автомобільних марок були придбані іноземними компаніями, в тому числі BMW (Mini і Rolls-Royce), Proton (Lotus), SAIC (MG), TATA (Jaguar і Land Rover) та Volkswagen Group (Bentley). Права на багатьох нині неактивних марок, включаючи Austin, Riley, Rover та Triumph, також належать іноземним компаніям.

### Польща

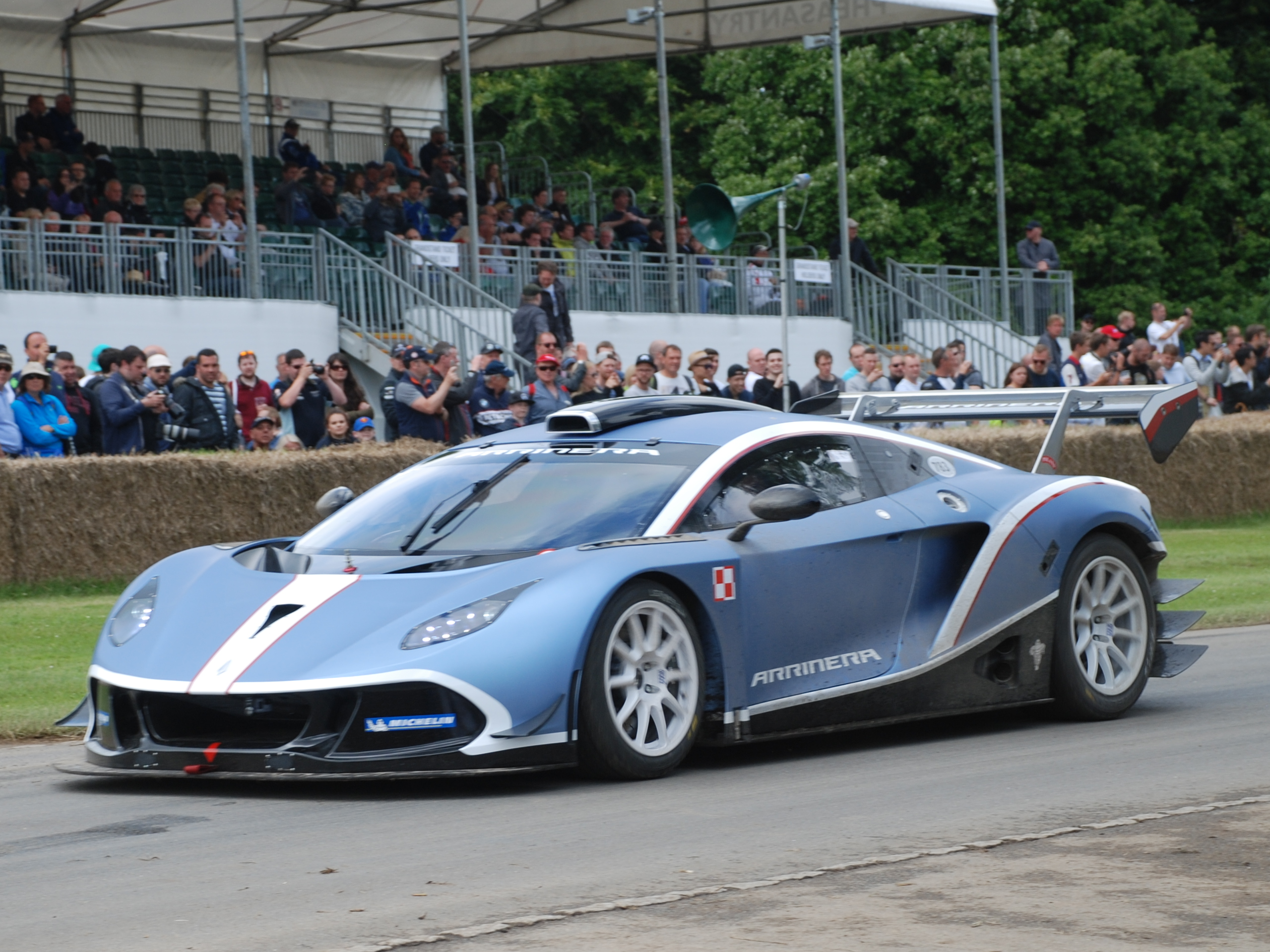
Arrinera Hussarya

Польща є другим за величиною виробником легкових автомобілів у Центральній та Східній Європі, після Чехії. На кінець 2009-х і 2010-х років, польський автомобільний сектор представляє близько 11 % від загального обсягу промислового виробництва, що становить близько 4 % від ВВП. В цьому секторі зайнято близько 130 тисяч чоловік, і було вироблено близько 800 000—900 000 легкових автомобілів в рік. Виробництво великих комерційних транспортних засобів було приблизно на рівні 70 000—90 000 в цей період. Велика частина продукції галузі орієнтована на експорт, в першу чергу на Європейський союз. У 2009 році обсяг експорту з цього сектора склав 15.7 млрд €, тобто 16 % від усього польського експорту.

### Португалія
Португалія складає іноземні легкові і вантажні автомобілі з виробництвом у майже 200 000 в рік, включаючи заводи AutoEuropa (Volkswagen) і Groupe PSA. Вона має історію виробництва транспортних засобів, в тому числі при розробці легкових автомобілів марок, таких як UMM.

### Румунія

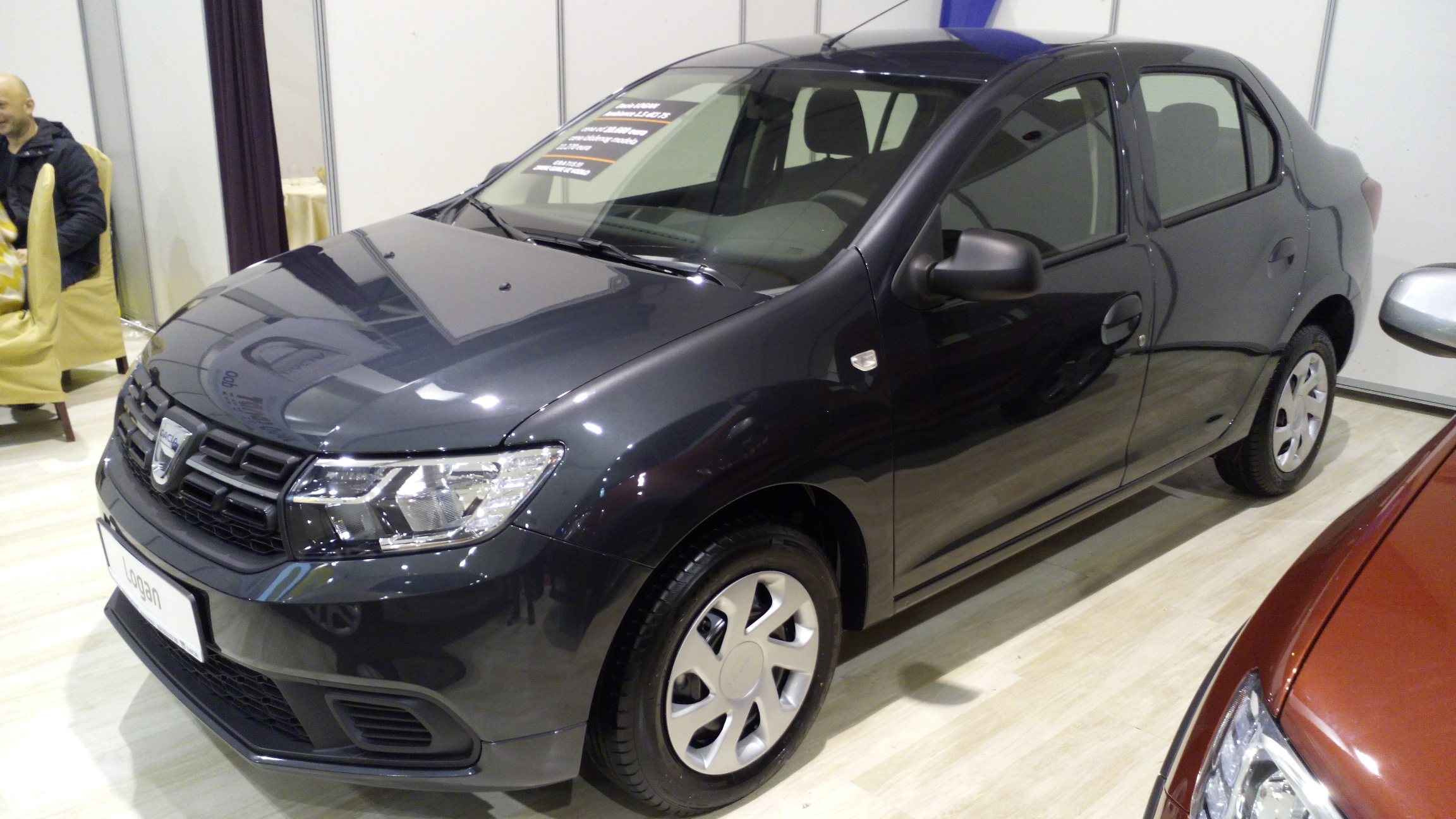
Dacia Logan

Соціалістична Румунія щорічно виробляла 100—200 тисяч автомобілів всіх типів (4-те місце в Радянському блоці (поза межами СРСР) після Польщі, Чехословаччини та НДР). Виробництво легкових автомобілів було організовано за допомогою французьких (Renault, Citroen), а вантажних за допомогою радянських компаній.
Тепер румунська автомобільна промисловість виробляє близько 350 тисяч автомобілів на рік і включає в себе Dacia, Griviţa, Igero, Roman і Ford (колишні виробничі потужності Daewoo і Oltcit). Інші компанії, такі як ARO, ROCAR і Tractorul також існували, перш ніж вони врешті-решт збанкрутували.

### Сербія

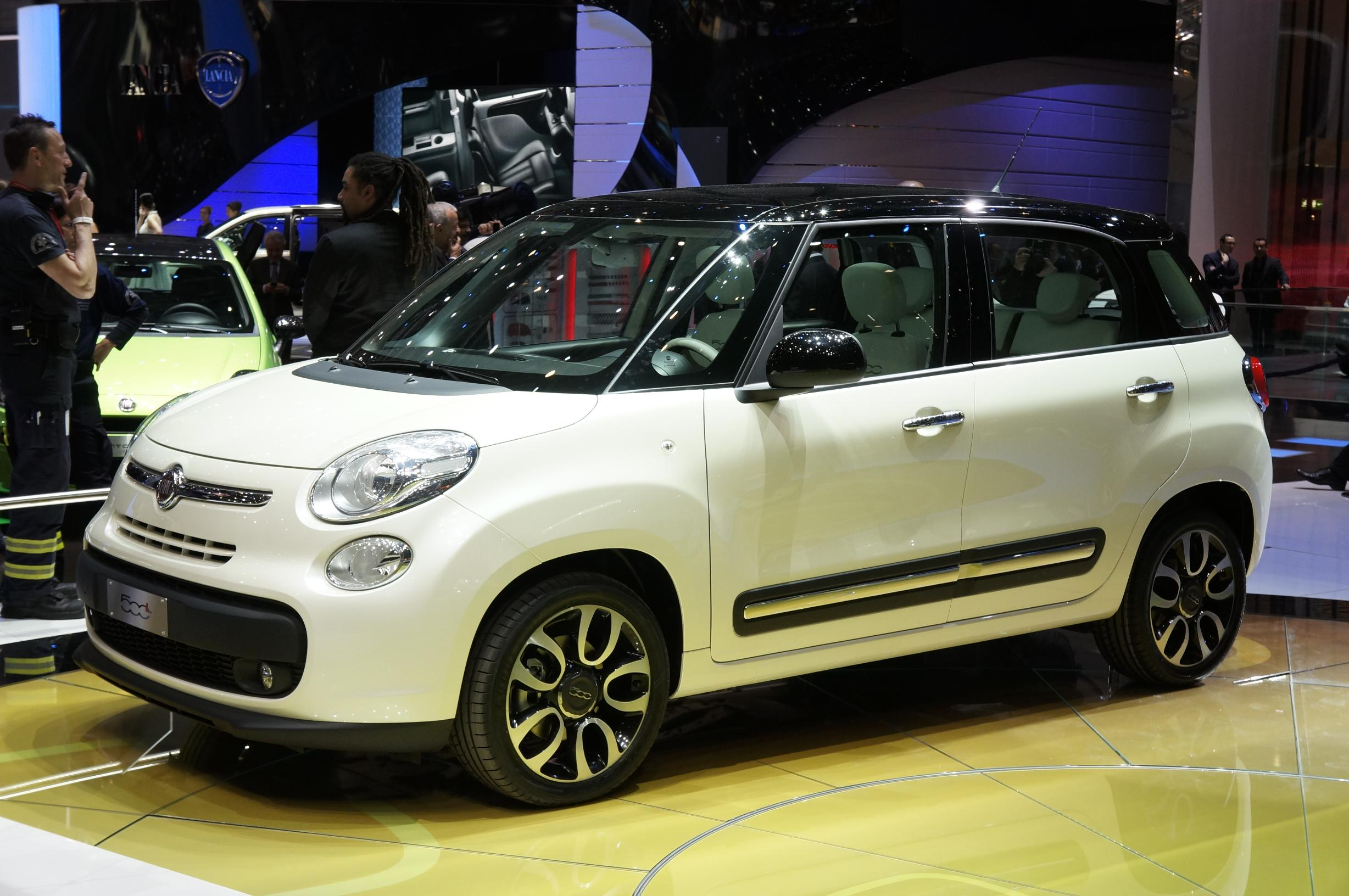
Fiat 500L

Автомобільна промисловість в Сербії і Югославії повертає до 1939 року, коли перші вантажівки вийшли з складальних ліній в місті Крагуєвац. Після Другої Світової війни цей завод був перейменований на Zastava Automobiles та знову почав виробництво автотранспортних засобів відповідно до ліцензії FIAT. Югославія була другим (після Польщі) європейським соціалістичним автовиробником за межами Радянського Союзу і досягли на піку близько 300 тисяч річного виробництва, 250 тисяч серед них були автомобілі Zastava. Автомобілі Zastava експортувались невеликими кількостями в 70 країн по всьому світу, включаючи Велику Британію. Із невеликим автомобілем Yugo, який широко рекламувався на авторинку США Zastava намагалася конкурувати з японськими аналогами в маленькому автомобільному сегменті, який відкрився після нафтової кризи середини 1970-х років.
Протягом 1990-х років, політичні проблеми та економічні санкції щодо Сербії, успадковані югославською автомобільною промисловістю в основному, зумовило падіння виробництва автомобілів Zastava до тільки 10 000—20 000 в рік. У 2008 році за погодженням з урядом Сербії, FIAT Group взяла контроль над заводом Zastava, який зараз є одним із заводів FIAT.
Сербський уряд хоче перетворити Сербію на нове місце виробництва для автомобільної промисловості в Європі і рішуче підтримує всіх міжнародних виробників та постачальників, щоб відкрити свої заводи в Сербії. Нові моделі Fiat 500L і 500XL матимуть приблизне виробництво між 200 000 і 300 000 з 2013 року.

### Словаччина

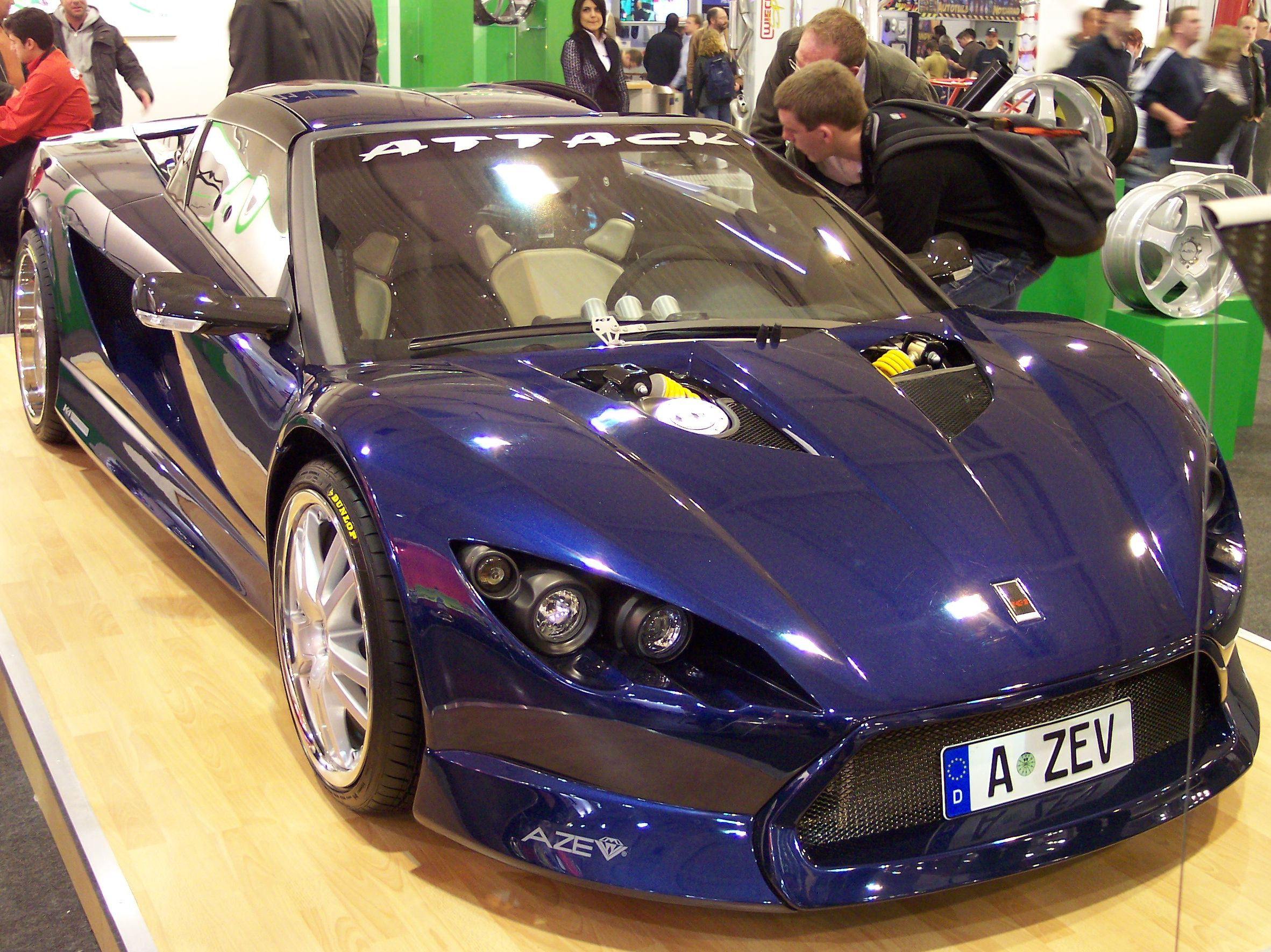
K-1 Attack

Словаччина мала дуже незначну автомобільну промисловість в складі Чехословаччини. Після розпаду федерації, нові автоскладальні заводи були побудовані у співпраці з іноземними компаніями в Словаччині, як і в інших країнах Східної Європи. Виробники автомобілів в Словаччині в даний час включають 3 автомобільні заводи: Volkswagen Slovakia в Братиславі, PSA Peugeot Citroën Slovakia в Трнаві та Kia Motors Slovakia в Жиліні.
З 2007 року Словаччина є найбільшим в світі виробником автомобілів на душу населення, виробивши в цілому 571 071 автомобілів в 2007 році в країні з 5-мільйонним населенням. З виробництвом в майже 1 мільйон автомобілів в 2013 році, Словаччина була 18-ю в списку світового виробництва автомобілів на країну.
Автомобільна промисловість є найбільшою індустрією в Словаччині з часткою 12 % словацького ВВП в 2013 році, який склав 41 % промислового виробництва і 26 % експорту Словаччини. Близько 80 000 осіб були зайняті в автомобільній промисловості в 2014 році, і ця кількість буде навіть збільшена, коли Jaguar Land Rover почне виробництво в Нітрі в 2018 році.

### Словенія
Маючи деяке невелике виробництво автомобілів в соціалістичній Югославії, Словенія стала однією з нових автомобільних країн Східної Європи і в даний час виробляє близько 200,000 автомобілів в рік, в основному на експорт.

### Угорщина

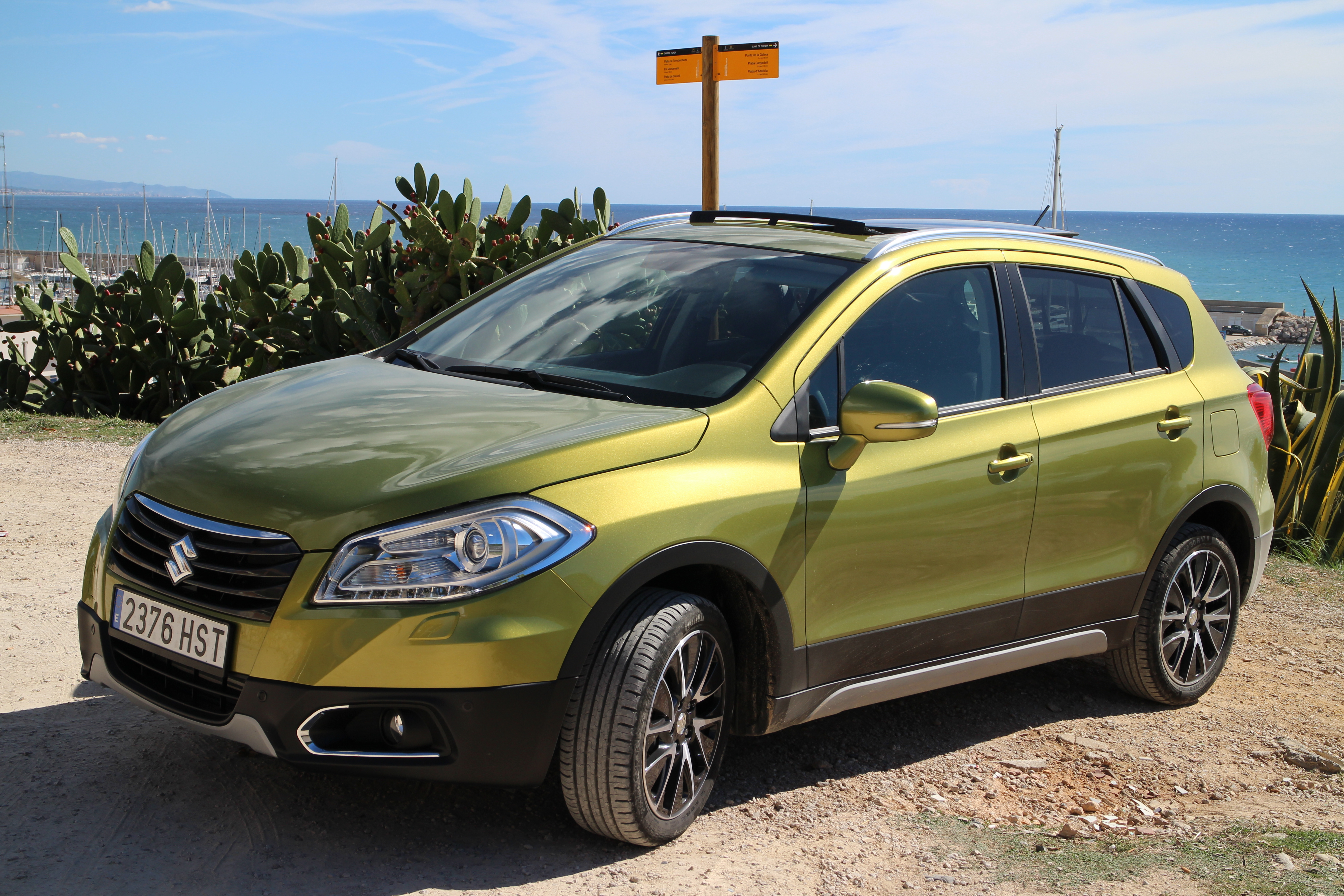
Suzuki SX4

Невелике оригінальне виробництво автомобілів в угорській частині Австро-Угорщини на початку 20-го століття було втрачено.
Після Другої світової війни соціалістична Угорщина широко імпортувала автомобілі і вантажівки з Радянського Союзу та інших країн. У той же час в Угорщина виробляла невелику кількість важких вантажівок (Raba) і мала сильну спеціалізацію в усьому Радянському блоці на виробництві автобусів (Ikarus), що зробило його одним з найбільших виробників автобусів і експортерів (в тому числі і за межами Радянського блоку і Європи).
Постсоціалістична Угорщина значно скоротила виробництво автобусів, але створила великі складальні потужності для зарубіжних брендів (таких як Mercedes-Benz, Suzuki, Audi і Opel) з річним обсягом виробництва понад 400 тисяч автомобілів.

### Україна

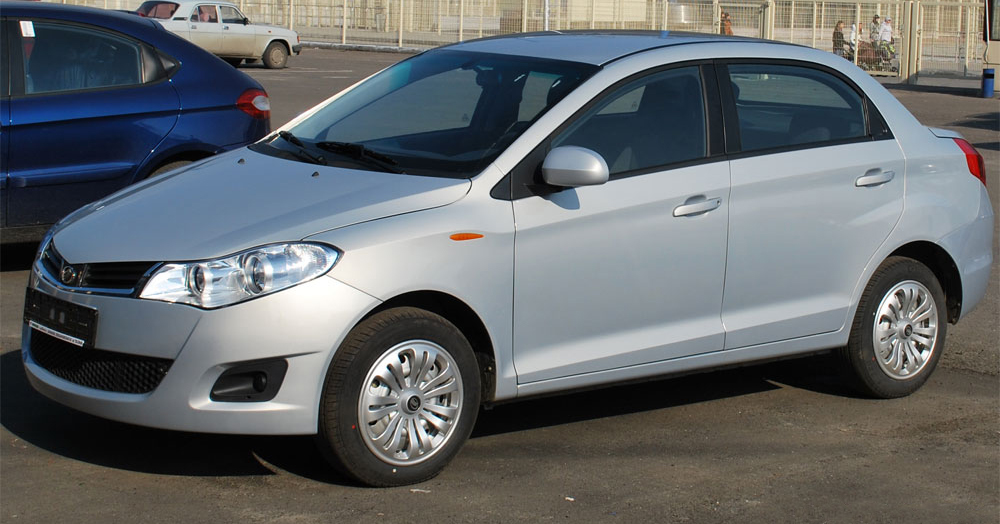
ZAZ Forza

Україна була однією з лише двох радянських республік, які мали виробництво всіх видів автомобілів і була другим за обсягом в автомобільній промисловості Радянського Союзу з більш ніж 200,000 річного виробництва автомобілів.
Українські виробники автомобілів виробляли 100—200 тисяч на рік (пік у 400 тис. у 2008) в даний час і включають: УкрАвто (ЗАЗ, МеМЗ), Богдан (Богдан Моторс), КрАЗ, КрАСЗ, Еталон-Авто (БАЗ, ЧАЗ), Електрон, Єврокар, ГалАЗ, Анто-Рус і ЛАЗ. У той час як вітчизняні вантажівки, автобуси і тролейбуси досі випускаються, виробництво автомобілів власної розробки (таких як ЗАЗ Таврія) зменшилася і тепер Україна складає в основному автомобілі розроблені в Європі, Китаї та Південній Кореї. Станом на 2019 рік автомобільна промисловість занепала, у 2018 було випущено всього 6000 авто. Населення купує іноземні авто, переважно б/у.
За останні десятиліття в Україні було втрачено 40 тисяч працівників цієї галузі.

### Фінляндія

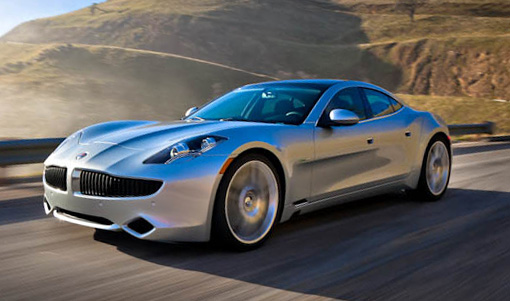
Fisker Karma (Valmet Automotive)

Хоча Фінляндія залежить від імпорту легкових автомобілів та інших транспортних засобів, вона тим не менше має свою власну (поки що невелику) автомобільну промисловість, яка включає в себе виробництво автомобілів на заводі Valmet Automotive, вантажних автомобілів Sisu Auto та автобусів різних виробників.
З кінця 20-го століття виробництво зменшилось з сорока до близько кількох тисяч.

### Франція

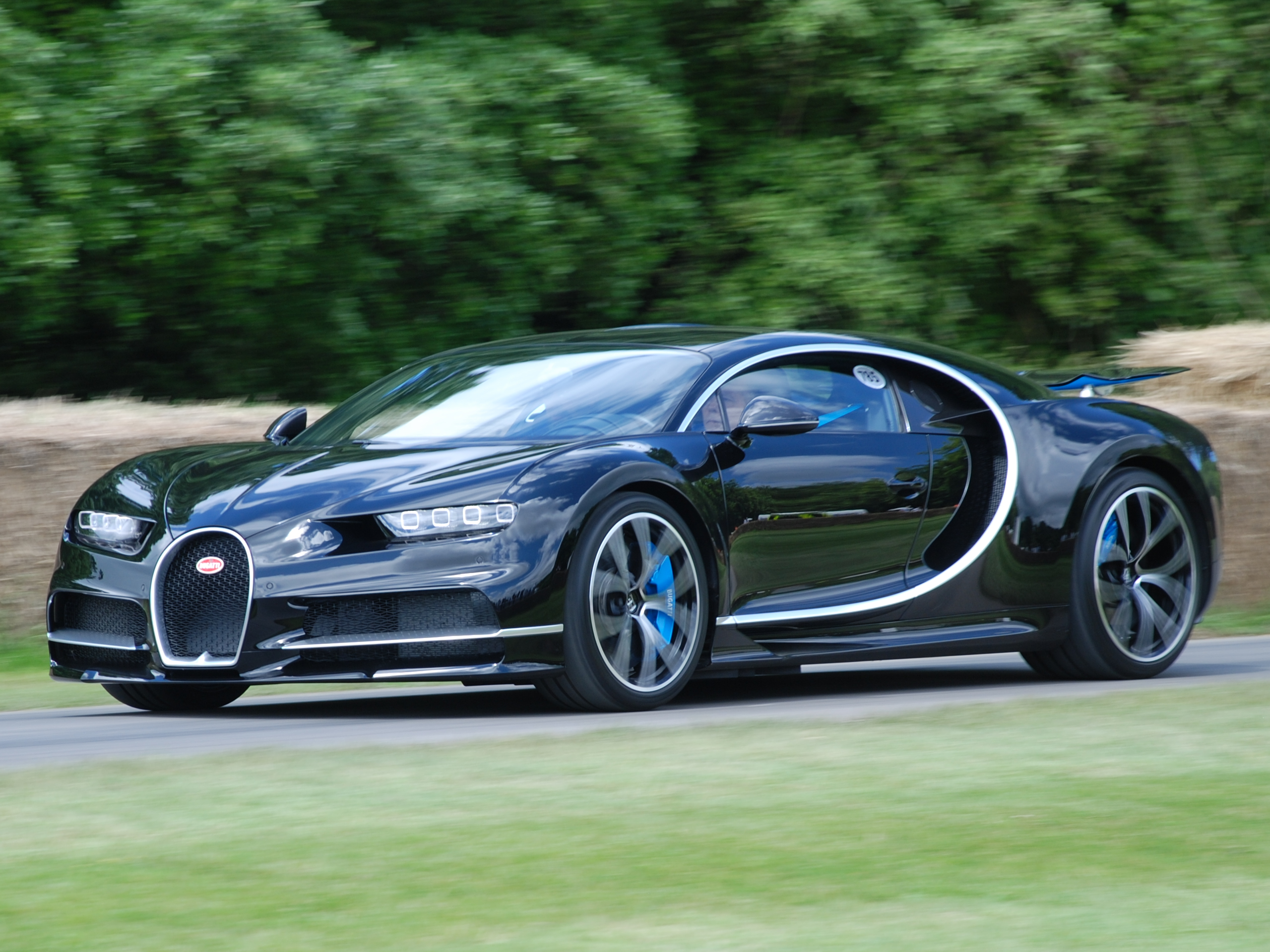
Bugatti Chiron

Франція була одним з ранніх піонерів в області автомобільного виробництва. Арман Пежо (Armand Peugeot) (поряд з Леоном Еммануелем Серполлє (Léon Serpollet)) виробили триколісний паровий автомобіль в 1889 році і чотириколісний автомобіль оснащений бензиновим двигуном внутрішнього згоряння Daimler в 1890 році.
Два основних виробника автомобілів у Франції є PSA Peugeot Citroën (виробник Peugeot і Citroën) та Renault, що виробляє Renault і Dacia (в Румунії). У 1975 році Peugeot придбав Citroen, і сформував PSA Peugeot Citroën. Три роки по тому, компанія придбала європейський підрозділ Chrysler, колишні виробники автомобілів Rootes і Simca. Renault, яка була заснована в 1899 році і була в державній власності в період між 1945 і 1996 роках, тимчасово знаходився в союзі з Volvo, а потім був контролюючим акціонером Nissan з 1999 року. Renault також мала контрольний пакет акцій в American Motors Corporation в 1970-ті і 1980-ті роки. Іншим великим виробником автомобілів у Франції є Renault Trucks, яка в першу чергу належить Volvo AB.
Інші виробники автомобілів, які були активні після Другої світової війни включали: Alpine, Facel Vega, Matra, Panhard (викуплений Citroen), Rosengart і Vespa. Після війни, позиції розкішних автовиробників були утруднені за рахунок податків на основі фінансового рейтингу кінських сил, або CV, який прирік 'grandes routières', таких як Bugatti, Delage, Delahaye, Hotchkiss, Salmson і Talbot-Lago (куплена компанією Simca).
Наприкінці 20-го століття, Франція була другим за величиною європейським (трохи відстає від Німеччини) і четвертим за величиною в світі виробником автомобілів, що має річний обсяг виробництва 3,5-4 млн. Через сильну конкуренцію з боку Іспанії та європейського імпорту з Азії, Східної Європи, Туреччини та інших виробників, в останні роки випуск знизився до 2,2—2,3 млн і зараз є на третьому місці в Європі (після Німеччини та Іспанії) і десятому місці в світі.

### Хорватія

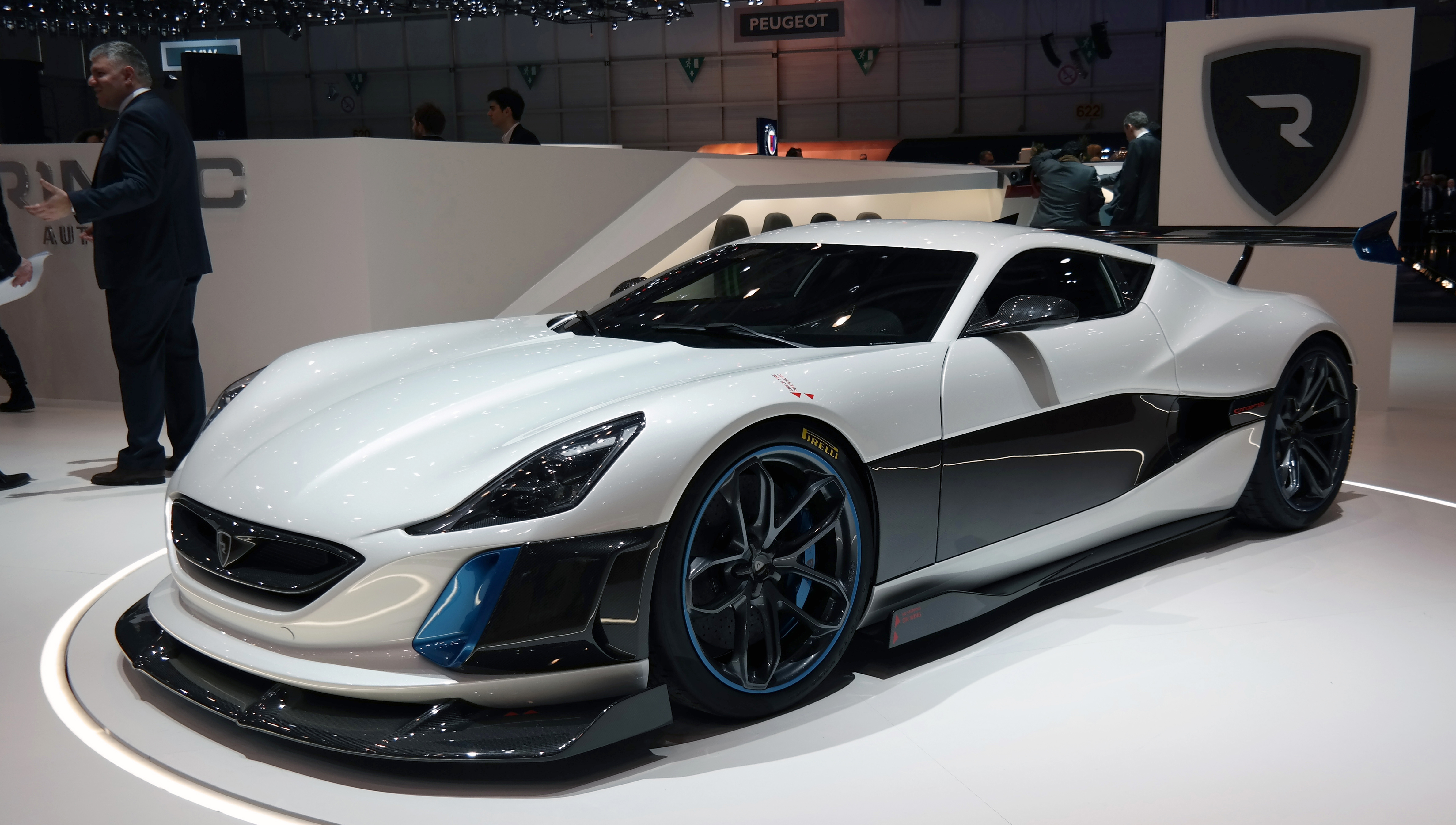
Rimac Concept S

В автомобільній промисловості Хорватії зайнято близько 10 000 чоловік в понад 130 компаніях. Вона генерує прибуток в розмірі близько 0,6 мільярда доларів. Хорватія в основному виробляє автомобільні частини та програмне забезпечення. Два найвідоміших виробника автомобілів в Хорватії є DOK-ING та Rimac Automobili, тоді як Crobus виробляє автобуси. На цю галузь припадає приблизно 1,8 відсотка всього хорватського експорту, в той час як 90 відсотків прибутку в самій галузі є похідними від експорту.
Виробники автомобільних деталей у Хорватії добре інтегровані в глобальний ланцюжок поставок запасних частин, таким є AD Plastik, який виробляє для Volkswagen. Інші хорватські компанії виробляють запчастини для автомобілів PSA Peugeot Citroen, General Motors, Fiat, BMW, Audi, Ford, Renault, Toyota і Volvo, серед інших.

### Чехія

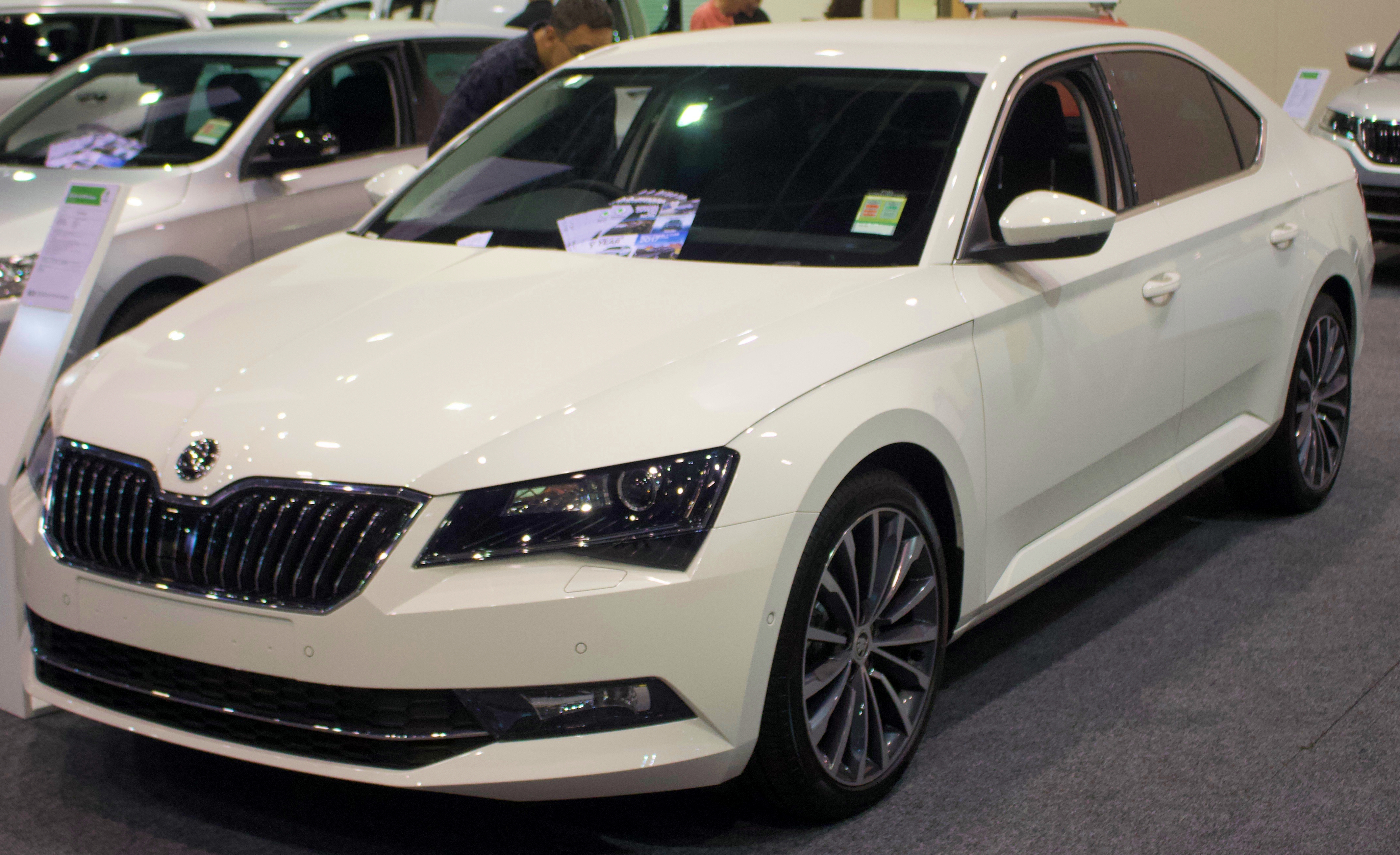
Škoda Superb

До Другої світової війни автомобільна промисловість була значною і передовою частиною економіки колишньої Чехословаччини, яка була залучена до влади нацистською Німеччиною. Повоєнна соціалістична Чехословаччина відновили власне виробництво автомобілів, яке був другим (після Польщі) в радянському блоці за межами СРСР, виробляючи 250,000 транспортних засобів усіх типів на рік, в тому числі автомобілів і тролейбусів Škoda, вантажних автомобілів і трамваїв Tatra, автобусів Karosa.
Після розпаду країни, Чехія успадкувала велику частину своїх автомобільних можливостей, а потім виросла у багато разів завдяки німецьким, французьким, японським і південнокорейським інвестиціям. На даний час Чехія є найбільшим Східноєвропейським і одним із значущих європейських (6-те місце) і світу (16–17-те місце) автовиробників, який має річний обсяг виробництва близько 1,2 мільйона, великий експорт в Східну Європу, країни СНД і Європи і навіть Сполучені Штати. Виробники автомобілів в Чехії включають оригінальні чеські бренди Škoda (належить Volkswagen Group з 2000 року) і Tatra, складальний завод Hyundai (Hyundai Motor Manufacturing Czech) та спільне підприємство TPCA (Peugeot, Citroen і Toyota).

### Швеція

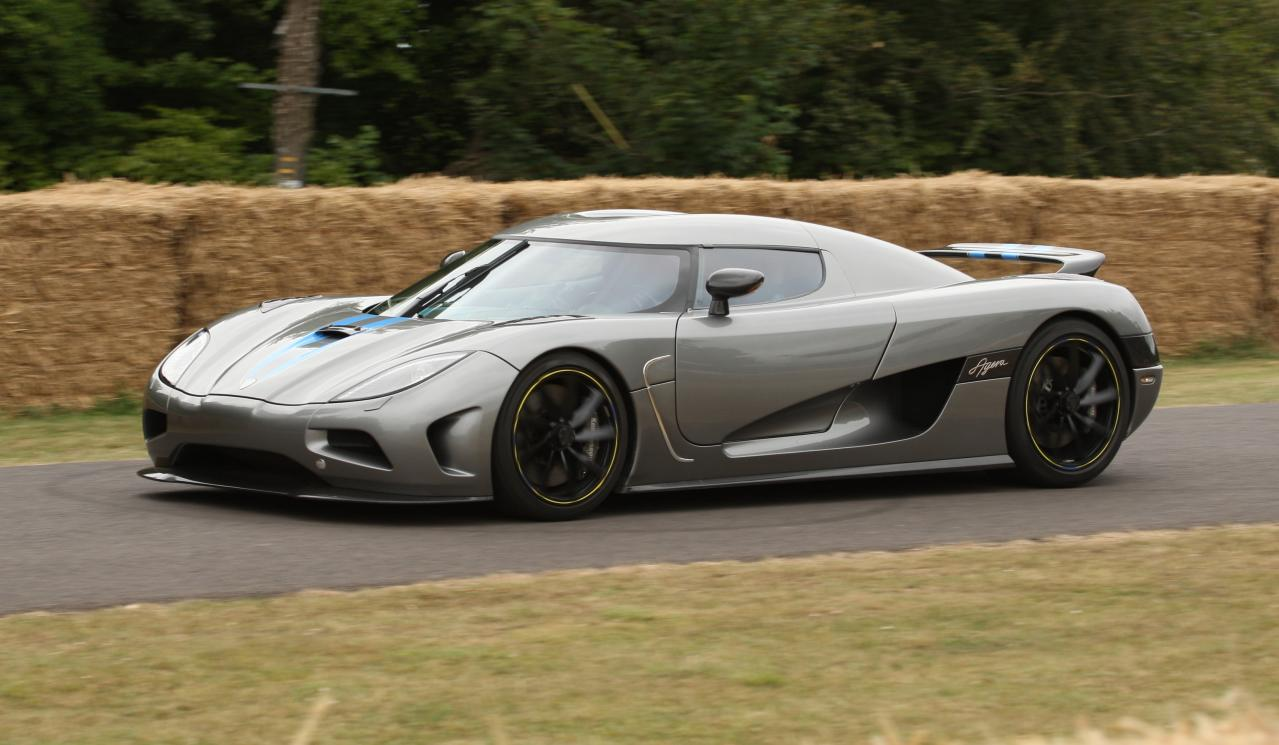
Koenigsegg Agera

Автомобільна промисловість у Швеції в основному пов'язана з виробниками легкових автомобілів Volvo Cars і Saab Automobile, але Швеція також є батьківщиною двох найбільших виробників вантажівок у світі: Volvo AB і Scania AB.
Шведський автопром широко відомий на європейському і американському ринках завдяки передовим і безпечним автомобілям, включаючи бренди Saab і Volvo, хоча їх виробництво (150—200 тисяч на рік) не входить в число найбільших в Європі і світі.
Автомобільна промисловість у значній мірі залежить від експорту, позаяк близько 85 % легкових автомобілів і 95 % важких транспортних засобів продається за межами Швеції.

### Югославія
Боснія і Герцеговина
- Preduzeće Tito Sarajevo
- Tvornica Automobila Sarajevo

Сербія
- Bus industries Kragujevac (BIK)
- Fabrika automobila Priboj (FAP)
- Fiat Automobili Srbija
  - Zastava Special Cars
  - Zastava Trucks
- Ikarbus
- Zastava
- Neobus
- IDA-Opel

Словенія
- CIMOS
- Litostroj
- Tomos
- Industrija motornih vozil
- Tovarna avtomobilov Maribor
- Renault Slovenia

Хорватія
- Rimac Automobili
- DOK-ING
- Đuro Đaković
- Crobus
- Tvornica Autobusa Zagreb (TAZ)
- IPIM

## Південна Америка

### Аргентина

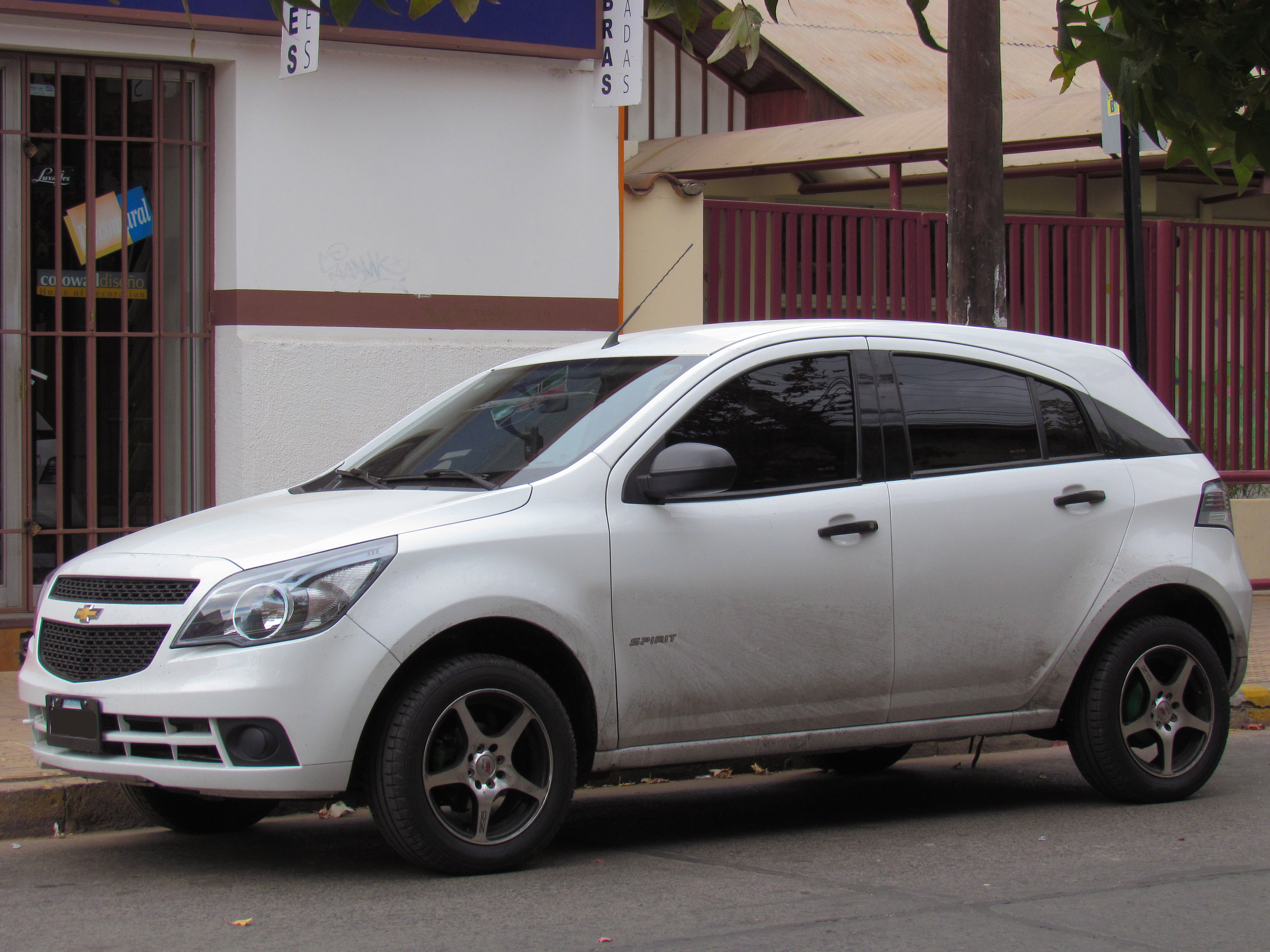
Chevrolet Agile

Аргентина має довгу історію виробництва автомобілів, майже всіх розроблених за кордоном транспортних засобів. Виробляючи 100 000 (12-те місце у світі) в 1960 році, 200 000 в 1970 році і 300 000 в 1980 році промисловість впала до 100 000 в 1990 році через глибоку економічну кризу. Відновлення відбулося лише в середині 2000-х років, потім вдалося досягнути значного зростання з річним обсягом виробництва у більш ніж 800  00, що є 3-м місцем в Латинській Америці (після Бразилії і Мексики), але лише 20-м у світі.
Аргентинська промисловість регулюється асоціацією Asociacion De Fabricans de Automotores (Adefa), створеною в 1960 році, яка включає в себе автовиробників (автомобілі, легкові автомобілі, вантажні автомобілі і автобуси). Adefa є частиною Міжнародної організації Organisation Internationale des Constructeurs d'Automobiles (OICA), що базується в Парижі. Деякі глобальні компанії присутні в Аргентині; такі як Fiat, Volkswagen Group, Ford, Iveco, General Motors, Nissan Motors, Toyota, Scania, Mercedes-Benz, Renault, Honda, PSA (Peugeot-Citroen) тощо, а також національні компанії, такі як Materfer, ТАТ SA, Helvetica, Crespi, PurSang, тощо. Останні виробляють сучасні репліки класичних автомобілів.

### Бразилія

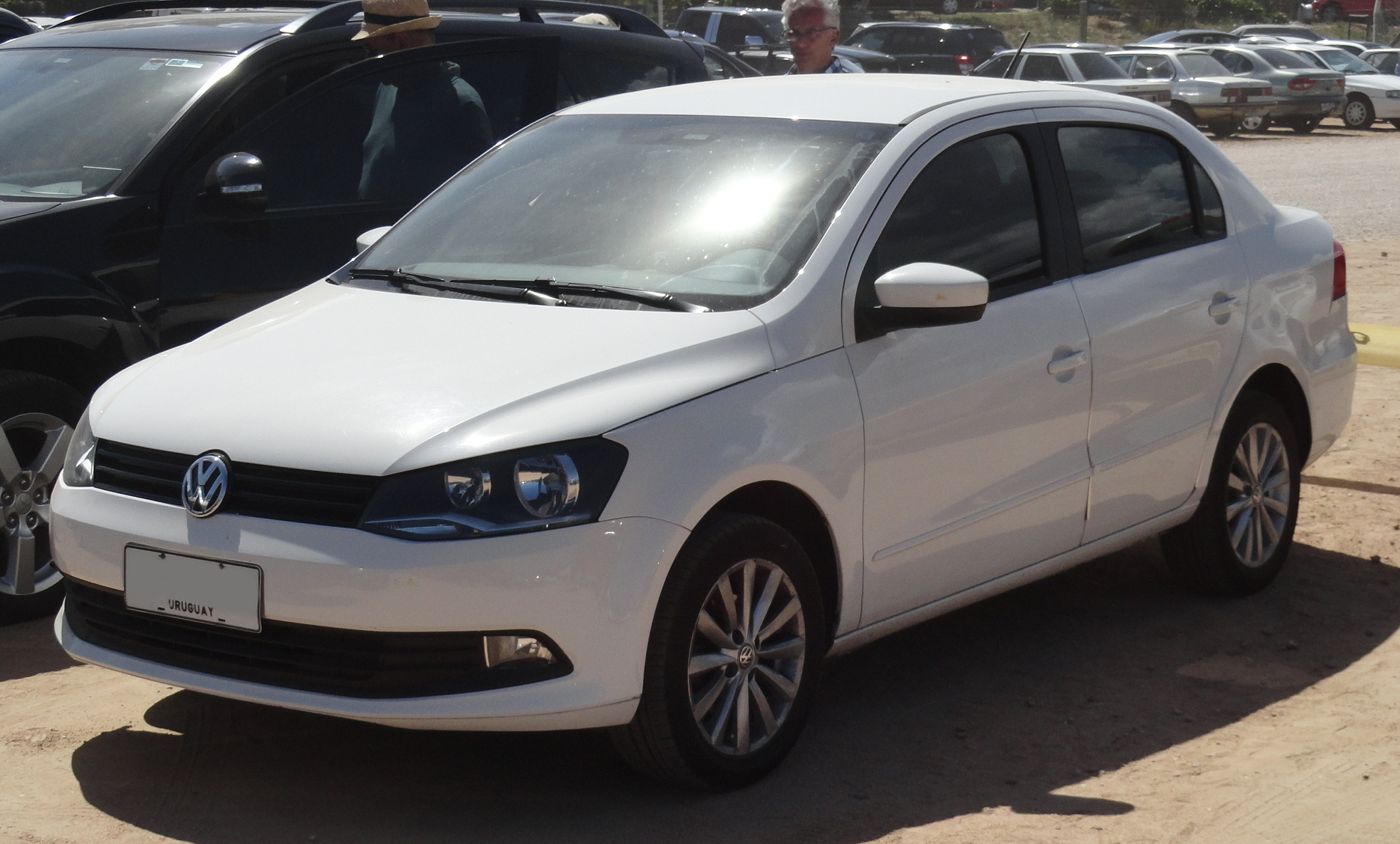
Volkswagen Voyage (Volkswagen Gol)

Бразильська автомобільна промисловість конкурує з іншими в Латинській Америці (Мексикою і Аргентиною). Порівняно з 1960 роком, Бразилія здійснила два стрибки, що зробило Бразилію регіональним лідером і більше того одним з лідерів в світі. В кінці 1970-х років річний обсяг виробництва перевищив один мільйон, що забезпечило 10-те місце в світі серед усіх країн. Після деякого зниження близько 1990 року, нове і більш сильне зростання дозволяє Бразилії обігнати традиційних виробників автомобілів в таких країнах, як Бельгія, Велика Британія, Італія, Канада, Іспанія, Франція і досягнути річного обсягу виробництва у близько 3,5 мільйона автомобілів в останні роки, що є 7-м за величиною у світі.
Бразильська промисловість регулюється асоціацією Associacao Nacional dos Fabricantes de Veiculos Automotores (Anfavea), створеною в 1956 році, яка включає в себе автомобілебудівників (автомобілі, легкові автомобілі, вантажні автомобілі і автобуси) і виробників сільськогосподарських машин з заводами в Бразилії. Anfavea є частиною Міжнародної організації Organisation Internationale des Constructeurs d'Automobiles (OICA), що базується в Парижі. Більшість великих світових компаній присутні в Бразилії; такі як Fiat, Volkswagen Group, Ford, General Motors, Nissan Motors, Toyota, MAN SE, Mitsubishi, Mercedes-Benz, Renault, Honda, Hyundai тощо, а також створено нові національні компанії, такі як, Troller Marcopolo SA, Agrale, Randon SA, Excalibur тощо, деякі з яких виробляють сучасні точні копії класичних автомобілів.

### Венесуела
Венесуельське автомобільне виробництво є 36-м за величиною в усьому світі і 4-м в Латинській Америці (після Бразилії, Мексики, Аргентини). У виробництві 1980-х і 1970-х роках вироблялось 150—200 тисяч транспортних засобів на рік, головним чином розроблених в США. Chrysler, Ford, Iveco, General Motors, Mitsubishi і Toyota створили складальні заводи в країні. Через економічні проблеми в країні, починаючи з 2014 року автомобільна промисловість впала. В даний час більшість компаній скоротили або ослабили операції через труднощі в отриманні іноземної валюти для імпорту необхідних автозапчастин.

### Еквадор
Автомобільна промисловість Еквадору є невеликою, з річним виробництвом у 20—40 тисяч автомобілів.

### Колумбія

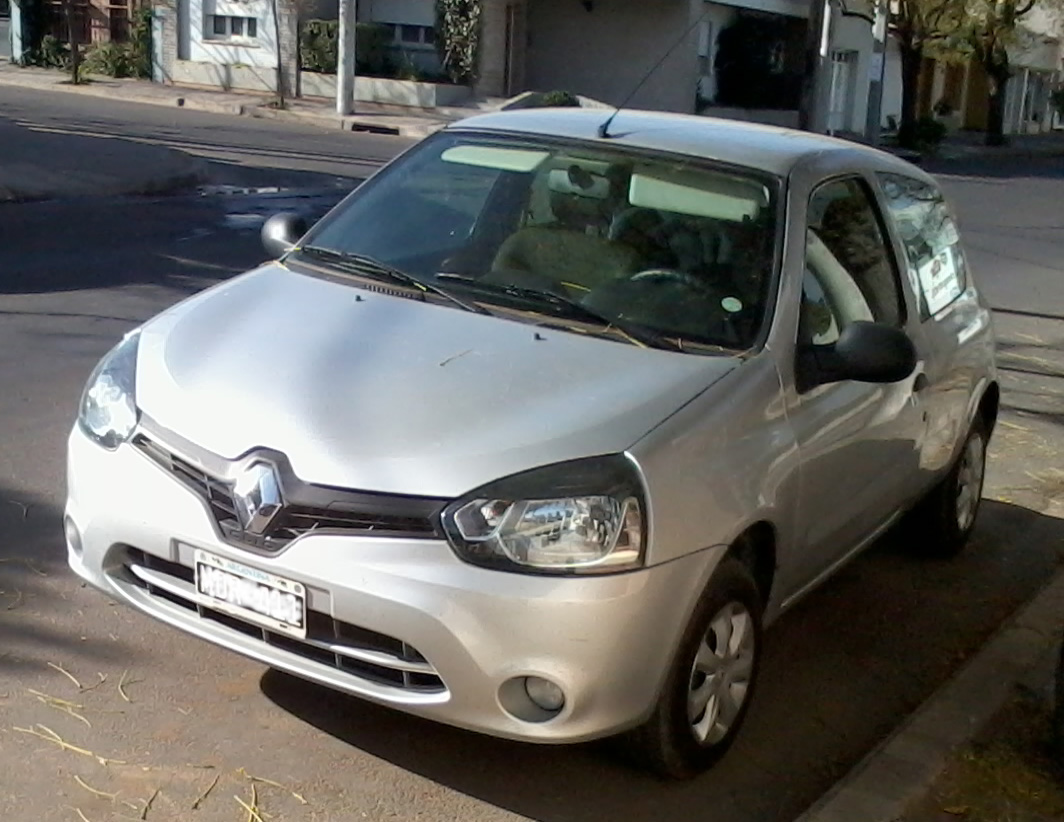
Renault Clio Style

Автомобільне виробництво в Колумбії досягло потужностей у більш ніж 100 000 автомобілів на рік в 2005 році, але було скорочено за останні кілька років, до близько 30 000 автомобілів. Як не дивно, з 2008 року і в наступні роки, спостерігається тенденція до збільшення експорту в інші латиноамериканські країни. Один з найбільших заводів Sofasa, складає автомобілі Renault для таких ринків, як Мексика, Перу, Болівія та Еквадор.

### Чилі
Станом на 2011 рік автомобільна промисловість Чилі не випускає ніяких транспортних засобів і на сьогоднішній день не існує, а покладається виключно на імпортні автомобілі.

## Північна Америка

### Канада

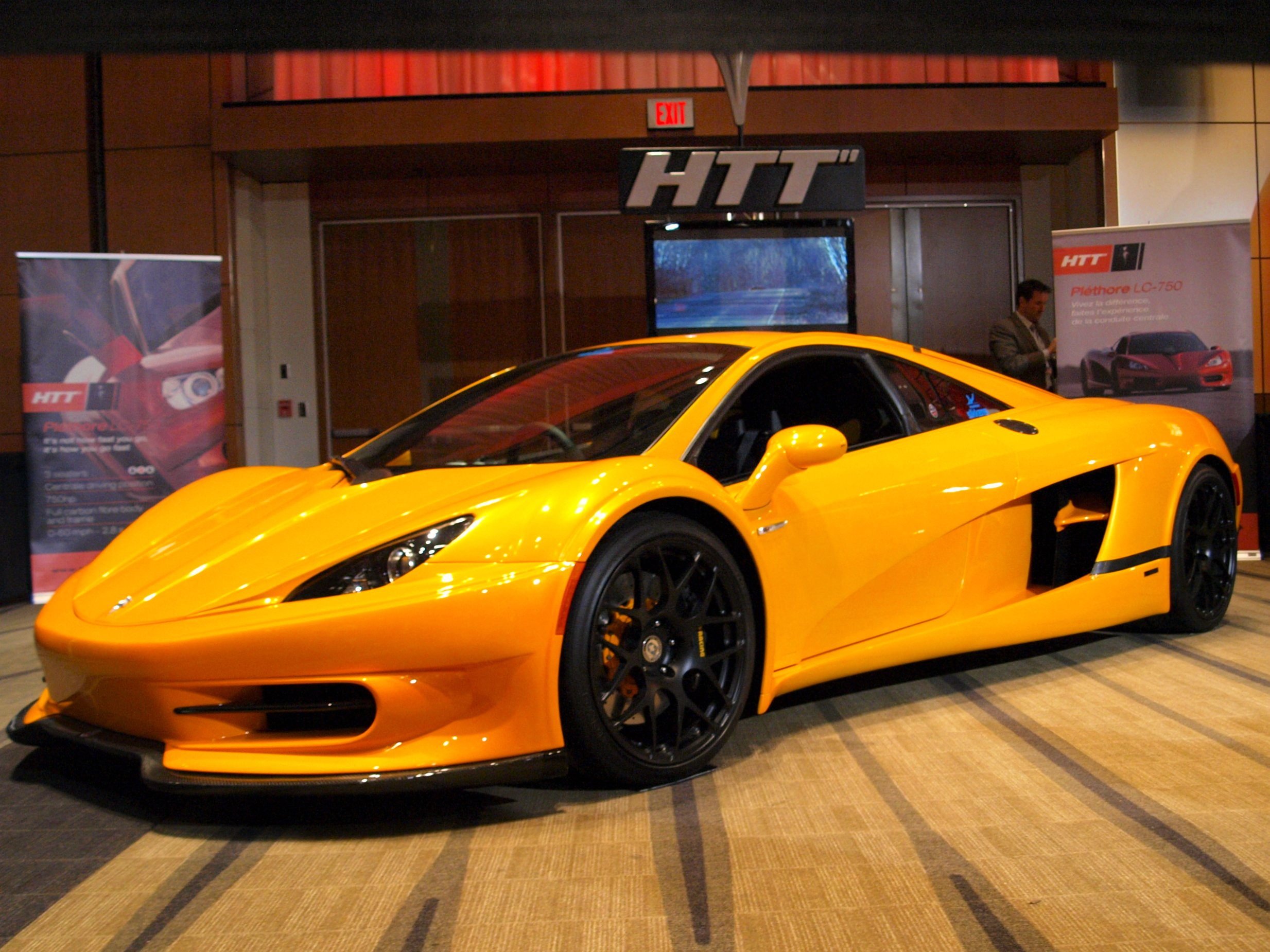
HTT Pléthore

Автомобільний ринок Канади відрізняється великими обсягами виробництва. В основному їх зростання відбувається за рахунок зарубіжних філій і дочірніх компаній японських і американських компаній.
Канада на даний час є десятим за величиною автовиробником у світі, виробляючи 2,1 мільйона автомобілів у рік, опустившись із сьомого місця з 3 мільйонами в рік кілька років тому. Китай, Іспанія, Індія, Бразилія, Мексика нещодавно перевершили канадське виробництво вперше. Найвищих рейтингів Канада досягла коли була другим за величиною виробником у світі в період з 1918 по 1923 і третім після Другої світової війни.
Автомобільна промисловість Канади в основному складається зі складальних заводів іноземних автовиробників, більшість з яких мають штаб-квартири в Сполучених Штатах або Японії, а також сотні виробників автомобільних деталей і систем.
На території Канади (в основному в провінції Онтаріо) також розташована велика кількість заводів таких великих автомобільних виробників, як Ford і Toyota. Правда, заради справедливості варто зазначити, що частка Ford істотно знижується: періодично з'являються новини про закриття заводів і скорочення співробітників. Чого не можна сказати про японських виробниках, які все рішучіше вторгаються в північно-американський ринок.

### Мексика

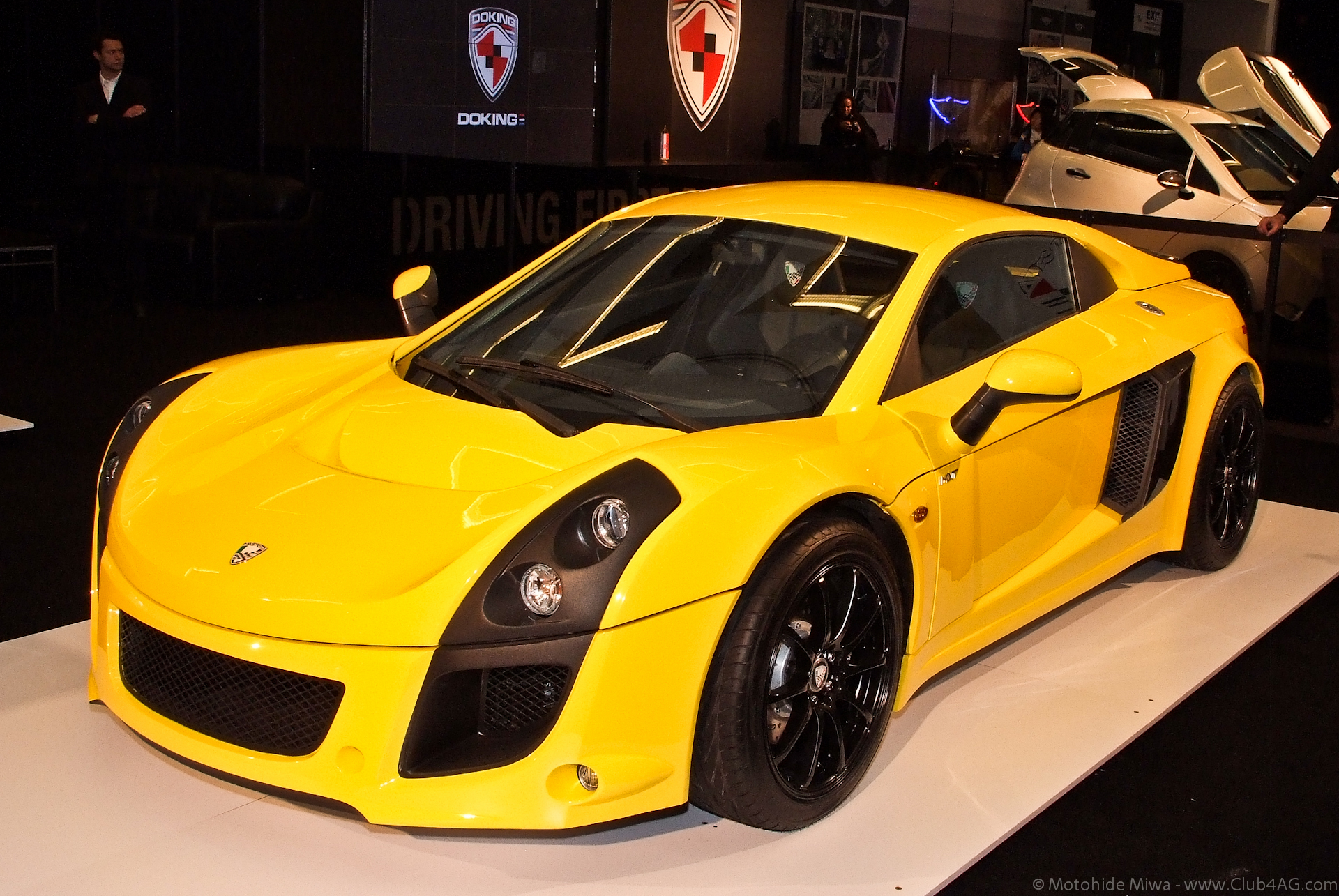
Mastretta MXT

Мексиканська автомобільна промисловість в основному складається з іноземних складальних заводів. Найбільш ранні з них були створені спільно з американськими компаніями, а пізніше різні європейські та японські виробники прийшли. Велика кількість одиниць оригінального Volkswagen Beetle (у виробництві в місті Пуебла у 1955—2003 роках) були побудовані саме в Мексиці, більше ніж де-небудь ще. Мексиканське виробництво різко зростало в 1990-ті роки, зокрема завдяки Північноамериканській зоні вільної торгівлі (NAFTA), що спонукало багатьох американських, європейських і японських виробників перенести виробництво багатьох моделей які призначались для ринку США та Канади в Мексику, поставивши Мексику на 8-е місце в світі з випуску одиниць продукції. Єдиними нинішніми вітчизняними мексиканськими виробниками автомобілів є Mastretta і DINA, для обидвох з яких джерелом є двигуни від зарубіжних виробників.
На сьогоднішній день, 42 автовиробники мають офіційне представництво в країні з майже 400 різними моделями, що робить Мексику одним з найрізноманітніших і найбільш заповнених з автомобільних ринків у світі.

### Сполучені Штати

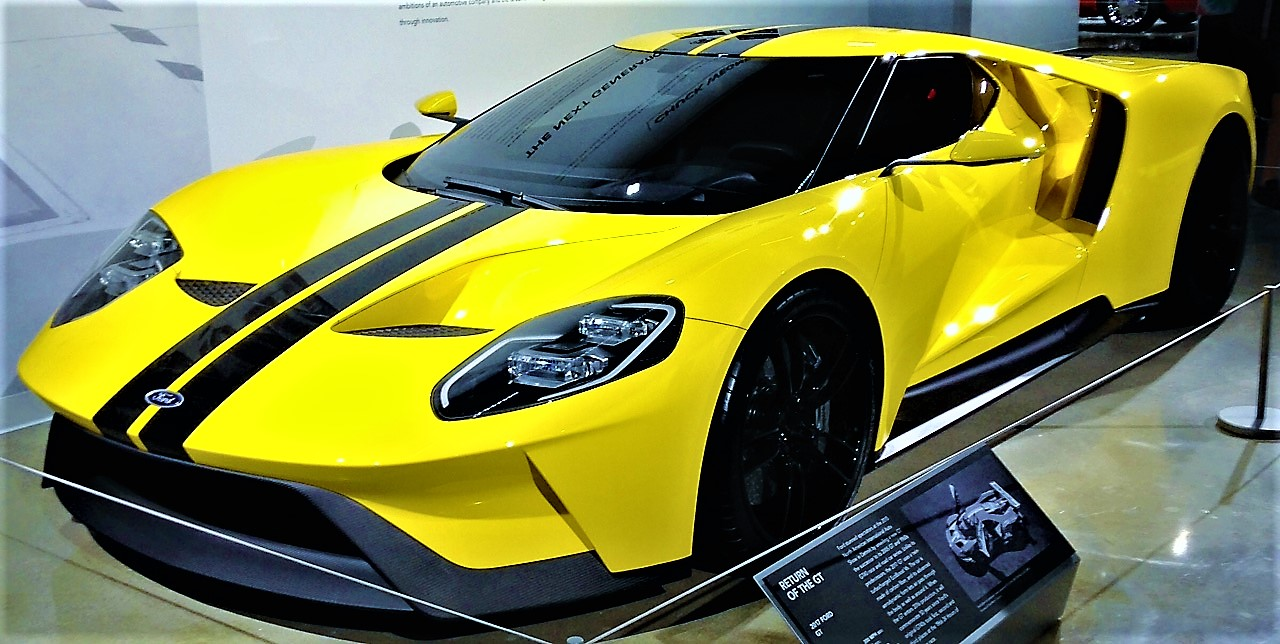
Ford GT

Американська автомобільна промисловість почалася в 1890-х роках і швидко перетворилася на найбільшого автомобільного виробника в світі за рахунок використання масового виробництва. Промисловість почала з сотнями виробників, але до кінця 1920-х років домінувало три великі компанії — General Motors, Ford і Chrysler. Після Великої депресії і Другої світової війни, ці компанії продовжували процвітати і США виробили близько 3/4 всіх автомобілів в світі в 1950 році. Проте, після рекордного виробництва у близько 15 мільйонів у 1970-ті роки, на початку і в середині цього десятиліття, через поєднання високих цін на нафту, посилення конкуренції з боку іноземних виробників автомобілів, а також збільшення державного регулювання компанії серйозно постраждали. У 1980-ті та 1990-ті роки автомобільну потужності США обігнала швидкозростаюча японська автомобільна промисловість, але в XXI столітті обидві стали збалансованими і тепер США є другими за величиною в світі (після Китаю) з річним обсягом виробництва 8—10 мільйонів. Винятками були 5,7 мільйона автомобілів, вироблених в 2009 році (через кризу в автомобільній промисловості 2008—2010 років), і піковий рівень виробництва в 13—15 мільйонів одиниць протягом 1970-х та на початку 2000-х.

## Океанія

### Австралія

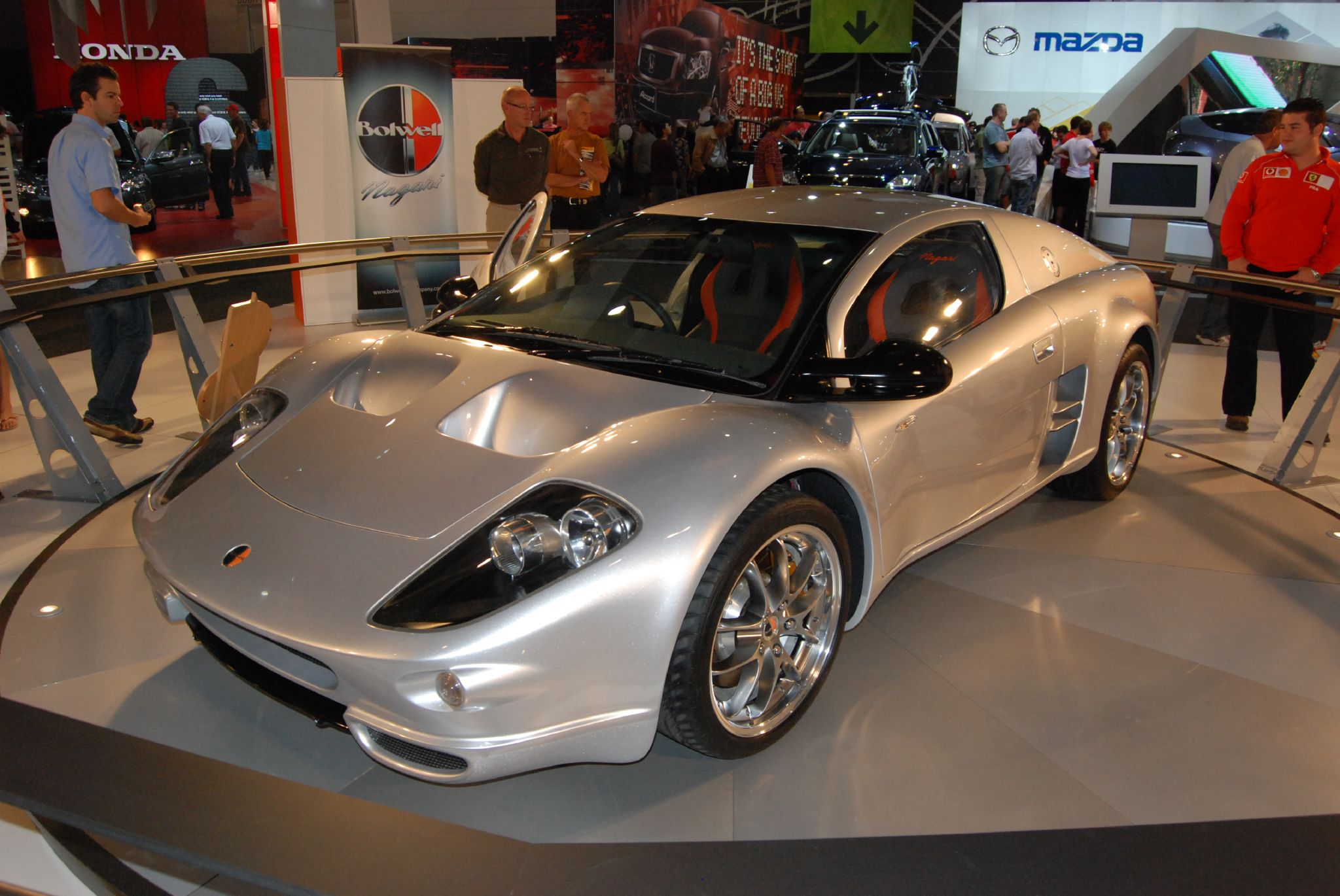
Bolwell Nagari

Holden (частина глобальної групи General Motors), Ford і Toyota в даний час мають виробництво автомобілів в Австралії. У Mitsubishi Motors також був свій завод в Австралії, який був закритий у 2008 році.
Австралія вперше почала виробляти автомобілі в 1897 році компанією Tarrant Motor & Engineering Co. Першим великим австралійським виробником автомобілів був Ford Motor Company of Australia. Першим серійним автомобілем австралійської розробки був Holden 48-215, випущений в 1948 році. Річний обсяг виробництва транспортних засобів досяг максимуму у майже 500 000 в 1970-ті роки (в той час 10-те місце у всьому світі), та 400 000 в 2000-ті роки, а до 2012 року, виробництво скоротилося приблизно до 200 000 (30-те місце), через конкуренцію з боку азійських автовиробників і зміну споживчих переваг.
Ford, Holden і Toyota оголосили про закриття своїх австралійських на основі виробничих операцій. Заводи Ford повинні бути закриті в жовтні 2016 року, а Holden і Toyota очікують закриття в 2017 році.

### Нова Зеландія

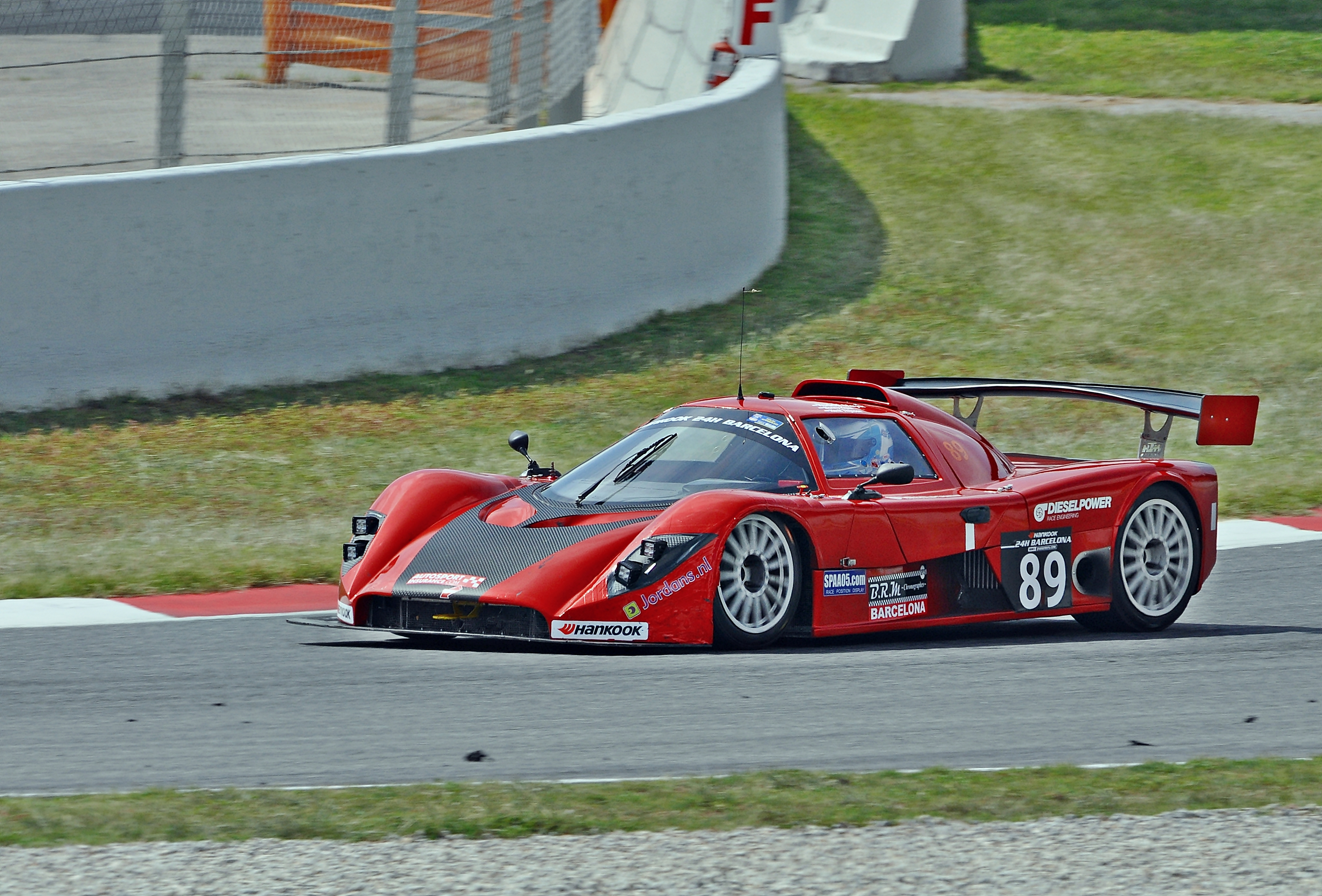
Saker GT-TDI

Нова Зеландія більше не має автомобільної промисловості і не складає легкові автомобілі. Зміни в захисті місцевої промисловості в кінцевому підсумку призвело до закриття складальних заводів, так як вони не могли конкурувати із зарубіжними аналогами. Найбільшими автомобільними компаніями в Новій Зеландії є Toyota New Zealand, Ford New Zealand, та Holden New Zealand. Річний випуск продукції в автомобільній промисловості досягав майже 100 000 в 1980-х роках, а потім знизився через імпорт азійських автомобілів.
Нині існує цілий ряд невеликих вітчизняних компаній, які виробляють оригінальні комплекти і репліки автомобілів як на місцевому, так і на міжнародному ринках. Деякі з них, хоч і незначні за масштабами виробництва відзначені на міжнародному рівні за якість їх виготовлення.